# Прикритие (шахмат)
Прикрѝтие, прикрѝване, изключване (на руски: перекрытие, выключeние, на английски: interference, line-closing) е тактически метод в шахмата, поставяне на фигура или пешка на линията на действие на далекобойна фигура, което създава пречка за движението ѝ по тази линия и прекъсва действието ѝ по линията. В практическата игра това често се разбира като поставяне на собствена фигура върху линиите на действие на фигурите на противника от далечни разстояния, за да се наруши техните атакуващи или защитни действия. Това е спомагателен метод в шахматната тактика, който рядко възниква и затова често се пренебрегва. Възможностите за прикриване са редки, тъй като защитеният обект трябва да е по-ценен от пожертваната фигура, а прикритието само по себе си трябва да представлява заплаха. Прикритията могат да бъдат блокиращи движения, които възпрепятстват линиите на атака или нарушават линиите на защита. 

## Примери
Пример от игра е партията Ричард Рети – Ефим Боголюбов  (Ню Йорк, 1924 г.), където белите изпълняват комбинация, използвайки прикритие. 
|   | a | b | c | d | e | f | g | h |   |
| 8 | черен топ на черно поле d8 · черен офицер на черно поле f8 · черен цар на черно поле h8 · черна пешка на черно поле a7 · черна пешка на бяло поле b7 · черна дама на черно поле c7 · бял офицер на бяло поле f7 · черна пешка на черно поле g7 · черна пешка на бяло поле h7 · черна пешка на бяло поле c6 · бяла пешка на черно поле c5 · бяла дама на бяло поле f5 · бяла пешка на бяло поле b3 · бяла пешка на черно поле g3 · бяла пешка на бяло поле a2 · бяла пешка на черно поле h2 · бял топ на бяло поле f1 · бял цар на черно поле g1 | черен топ на черно поле d8 · черен офицер на черно поле f8 · черен цар на черно поле h8 · черна пешка на черно поле a7 · черна пешка на бяло поле b7 · черна дама на черно поле c7 · бял офицер на бяло поле f7 · черна пешка на черно поле g7 · черна пешка на бяло поле h7 · черна пешка на бяло поле c6 · бяла пешка на черно поле c5 · бяла дама на бяло поле f5 · бяла пешка на бяло поле b3 · бяла пешка на черно поле g3 · бяла пешка на бяло поле a2 · бяла пешка на черно поле h2 · бял топ на бяло поле f1 · бял цар на черно поле g1 | черен топ на черно поле d8 · черен офицер на черно поле f8 · черен цар на черно поле h8 · черна пешка на черно поле a7 · черна пешка на бяло поле b7 · черна дама на черно поле c7 · бял офицер на бяло поле f7 · черна пешка на черно поле g7 · черна пешка на бяло поле h7 · черна пешка на бяло поле c6 · бяла пешка на черно поле c5 · бяла дама на бяло поле f5 · бяла пешка на бяло поле b3 · бяла пешка на черно поле g3 · бяла пешка на бяло поле a2 · бяла пешка на черно поле h2 · бял топ на бяло поле f1 · бял цар на черно поле g1 | черен топ на черно поле d8 · черен офицер на черно поле f8 · черен цар на черно поле h8 · черна пешка на черно поле a7 · черна пешка на бяло поле b7 · черна дама на черно поле c7 · бял офицер на бяло поле f7 · черна пешка на черно поле g7 · черна пешка на бяло поле h7 · черна пешка на бяло поле c6 · бяла пешка на черно поле c5 · бяла дама на бяло поле f5 · бяла пешка на бяло поле b3 · бяла пешка на черно поле g3 · бяла пешка на бяло поле a2 · бяла пешка на черно поле h2 · бял топ на бяло поле f1 · бял цар на черно поле g1 | черен топ на черно поле d8 · черен офицер на черно поле f8 · черен цар на черно поле h8 · черна пешка на черно поле a7 · черна пешка на бяло поле b7 · черна дама на черно поле c7 · бял офицер на бяло поле f7 · черна пешка на черно поле g7 · черна пешка на бяло поле h7 · черна пешка на бяло поле c6 · бяла пешка на черно поле c5 · бяла дама на бяло поле f5 · бяла пешка на бяло поле b3 · бяла пешка на черно поле g3 · бяла пешка на бяло поле a2 · бяла пешка на черно поле h2 · бял топ на бяло поле f1 · бял цар на черно поле g1 | черен топ на черно поле d8 · черен офицер на черно поле f8 · черен цар на черно поле h8 · черна пешка на черно поле a7 · черна пешка на бяло поле b7 · черна дама на черно поле c7 · бял офицер на бяло поле f7 · черна пешка на черно поле g7 · черна пешка на бяло поле h7 · черна пешка на бяло поле c6 · бяла пешка на черно поле c5 · бяла дама на бяло поле f5 · бяла пешка на бяло поле b3 · бяла пешка на черно поле g3 · бяла пешка на бяло поле a2 · бяла пешка на черно поле h2 · бял топ на бяло поле f1 · бял цар на черно поле g1 | черен топ на черно поле d8 · черен офицер на черно поле f8 · черен цар на черно поле h8 · черна пешка на черно поле a7 · черна пешка на бяло поле b7 · черна дама на черно поле c7 · бял офицер на бяло поле f7 · черна пешка на черно поле g7 · черна пешка на бяло поле h7 · черна пешка на бяло поле c6 · бяла пешка на черно поле c5 · бяла дама на бяло поле f5 · бяла пешка на бяло поле b3 · бяла пешка на черно поле g3 · бяла пешка на бяло поле a2 · бяла пешка на черно поле h2 · бял топ на бяло поле f1 · бял цар на черно поле g1 | черен топ на черно поле d8 · черен офицер на черно поле f8 · черен цар на черно поле h8 · черна пешка на черно поле a7 · черна пешка на бяло поле b7 · черна дама на черно поле c7 · бял офицер на бяло поле f7 · черна пешка на черно поле g7 · черна пешка на бяло поле h7 · черна пешка на бяло поле c6 · бяла пешка на черно поле c5 · бяла дама на бяло поле f5 · бяла пешка на бяло поле b3 · бяла пешка на черно поле g3 · бяла пешка на бяло поле a2 · бяла пешка на черно поле h2 · бял топ на бяло поле f1 · бял цар на черно поле g1 | 8 |
| 7 | черен топ на черно поле d8 · черен офицер на черно поле f8 · черен цар на черно поле h8 · черна пешка на черно поле a7 · черна пешка на бяло поле b7 · черна дама на черно поле c7 · бял офицер на бяло поле f7 · черна пешка на черно поле g7 · черна пешка на бяло поле h7 · черна пешка на бяло поле c6 · бяла пешка на черно поле c5 · бяла дама на бяло поле f5 · бяла пешка на бяло поле b3 · бяла пешка на черно поле g3 · бяла пешка на бяло поле a2 · бяла пешка на черно поле h2 · бял топ на бяло поле f1 · бял цар на черно поле g1 | черен топ на черно поле d8 · черен офицер на черно поле f8 · черен цар на черно поле h8 · черна пешка на черно поле a7 · черна пешка на бяло поле b7 · черна дама на черно поле c7 · бял офицер на бяло поле f7 · черна пешка на черно поле g7 · черна пешка на бяло поле h7 · черна пешка на бяло поле c6 · бяла пешка на черно поле c5 · бяла дама на бяло поле f5 · бяла пешка на бяло поле b3 · бяла пешка на черно поле g3 · бяла пешка на бяло поле a2 · бяла пешка на черно поле h2 · бял топ на бяло поле f1 · бял цар на черно поле g1 | черен топ на черно поле d8 · черен офицер на черно поле f8 · черен цар на черно поле h8 · черна пешка на черно поле a7 · черна пешка на бяло поле b7 · черна дама на черно поле c7 · бял офицер на бяло поле f7 · черна пешка на черно поле g7 · черна пешка на бяло поле h7 · черна пешка на бяло поле c6 · бяла пешка на черно поле c5 · бяла дама на бяло поле f5 · бяла пешка на бяло поле b3 · бяла пешка на черно поле g3 · бяла пешка на бяло поле a2 · бяла пешка на черно поле h2 · бял топ на бяло поле f1 · бял цар на черно поле g1 | черен топ на черно поле d8 · черен офицер на черно поле f8 · черен цар на черно поле h8 · черна пешка на черно поле a7 · черна пешка на бяло поле b7 · черна дама на черно поле c7 · бял офицер на бяло поле f7 · черна пешка на черно поле g7 · черна пешка на бяло поле h7 · черна пешка на бяло поле c6 · бяла пешка на черно поле c5 · бяла дама на бяло поле f5 · бяла пешка на бяло поле b3 · бяла пешка на черно поле g3 · бяла пешка на бяло поле a2 · бяла пешка на черно поле h2 · бял топ на бяло поле f1 · бял цар на черно поле g1 | черен топ на черно поле d8 · черен офицер на черно поле f8 · черен цар на черно поле h8 · черна пешка на черно поле a7 · черна пешка на бяло поле b7 · черна дама на черно поле c7 · бял офицер на бяло поле f7 · черна пешка на черно поле g7 · черна пешка на бяло поле h7 · черна пешка на бяло поле c6 · бяла пешка на черно поле c5 · бяла дама на бяло поле f5 · бяла пешка на бяло поле b3 · бяла пешка на черно поле g3 · бяла пешка на бяло поле a2 · бяла пешка на черно поле h2 · бял топ на бяло поле f1 · бял цар на черно поле g1 | черен топ на черно поле d8 · черен офицер на черно поле f8 · черен цар на черно поле h8 · черна пешка на черно поле a7 · черна пешка на бяло поле b7 · черна дама на черно поле c7 · бял офицер на бяло поле f7 · черна пешка на черно поле g7 · черна пешка на бяло поле h7 · черна пешка на бяло поле c6 · бяла пешка на черно поле c5 · бяла дама на бяло поле f5 · бяла пешка на бяло поле b3 · бяла пешка на черно поле g3 · бяла пешка на бяло поле a2 · бяла пешка на черно поле h2 · бял топ на бяло поле f1 · бял цар на черно поле g1 | черен топ на черно поле d8 · черен офицер на черно поле f8 · черен цар на черно поле h8 · черна пешка на черно поле a7 · черна пешка на бяло поле b7 · черна дама на черно поле c7 · бял офицер на бяло поле f7 · черна пешка на черно поле g7 · черна пешка на бяло поле h7 · черна пешка на бяло поле c6 · бяла пешка на черно поле c5 · бяла дама на бяло поле f5 · бяла пешка на бяло поле b3 · бяла пешка на черно поле g3 · бяла пешка на бяло поле a2 · бяла пешка на черно поле h2 · бял топ на бяло поле f1 · бял цар на черно поле g1 | черен топ на черно поле d8 · черен офицер на черно поле f8 · черен цар на черно поле h8 · черна пешка на черно поле a7 · черна пешка на бяло поле b7 · черна дама на черно поле c7 · бял офицер на бяло поле f7 · черна пешка на черно поле g7 · черна пешка на бяло поле h7 · черна пешка на бяло поле c6 · бяла пешка на черно поле c5 · бяла дама на бяло поле f5 · бяла пешка на бяло поле b3 · бяла пешка на черно поле g3 · бяла пешка на бяло поле a2 · бяла пешка на черно поле h2 · бял топ на бяло поле f1 · бял цар на черно поле g1 | 7 |
| 6 | черен топ на черно поле d8 · черен офицер на черно поле f8 · черен цар на черно поле h8 · черна пешка на черно поле a7 · черна пешка на бяло поле b7 · черна дама на черно поле c7 · бял офицер на бяло поле f7 · черна пешка на черно поле g7 · черна пешка на бяло поле h7 · черна пешка на бяло поле c6 · бяла пешка на черно поле c5 · бяла дама на бяло поле f5 · бяла пешка на бяло поле b3 · бяла пешка на черно поле g3 · бяла пешка на бяло поле a2 · бяла пешка на черно поле h2 · бял топ на бяло поле f1 · бял цар на черно поле g1 | черен топ на черно поле d8 · черен офицер на черно поле f8 · черен цар на черно поле h8 · черна пешка на черно поле a7 · черна пешка на бяло поле b7 · черна дама на черно поле c7 · бял офицер на бяло поле f7 · черна пешка на черно поле g7 · черна пешка на бяло поле h7 · черна пешка на бяло поле c6 · бяла пешка на черно поле c5 · бяла дама на бяло поле f5 · бяла пешка на бяло поле b3 · бяла пешка на черно поле g3 · бяла пешка на бяло поле a2 · бяла пешка на черно поле h2 · бял топ на бяло поле f1 · бял цар на черно поле g1 | черен топ на черно поле d8 · черен офицер на черно поле f8 · черен цар на черно поле h8 · черна пешка на черно поле a7 · черна пешка на бяло поле b7 · черна дама на черно поле c7 · бял офицер на бяло поле f7 · черна пешка на черно поле g7 · черна пешка на бяло поле h7 · черна пешка на бяло поле c6 · бяла пешка на черно поле c5 · бяла дама на бяло поле f5 · бяла пешка на бяло поле b3 · бяла пешка на черно поле g3 · бяла пешка на бяло поле a2 · бяла пешка на черно поле h2 · бял топ на бяло поле f1 · бял цар на черно поле g1 | черен топ на черно поле d8 · черен офицер на черно поле f8 · черен цар на черно поле h8 · черна пешка на черно поле a7 · черна пешка на бяло поле b7 · черна дама на черно поле c7 · бял офицер на бяло поле f7 · черна пешка на черно поле g7 · черна пешка на бяло поле h7 · черна пешка на бяло поле c6 · бяла пешка на черно поле c5 · бяла дама на бяло поле f5 · бяла пешка на бяло поле b3 · бяла пешка на черно поле g3 · бяла пешка на бяло поле a2 · бяла пешка на черно поле h2 · бял топ на бяло поле f1 · бял цар на черно поле g1 | черен топ на черно поле d8 · черен офицер на черно поле f8 · черен цар на черно поле h8 · черна пешка на черно поле a7 · черна пешка на бяло поле b7 · черна дама на черно поле c7 · бял офицер на бяло поле f7 · черна пешка на черно поле g7 · черна пешка на бяло поле h7 · черна пешка на бяло поле c6 · бяла пешка на черно поле c5 · бяла дама на бяло поле f5 · бяла пешка на бяло поле b3 · бяла пешка на черно поле g3 · бяла пешка на бяло поле a2 · бяла пешка на черно поле h2 · бял топ на бяло поле f1 · бял цар на черно поле g1 | черен топ на черно поле d8 · черен офицер на черно поле f8 · черен цар на черно поле h8 · черна пешка на черно поле a7 · черна пешка на бяло поле b7 · черна дама на черно поле c7 · бял офицер на бяло поле f7 · черна пешка на черно поле g7 · черна пешка на бяло поле h7 · черна пешка на бяло поле c6 · бяла пешка на черно поле c5 · бяла дама на бяло поле f5 · бяла пешка на бяло поле b3 · бяла пешка на черно поле g3 · бяла пешка на бяло поле a2 · бяла пешка на черно поле h2 · бял топ на бяло поле f1 · бял цар на черно поле g1 | черен топ на черно поле d8 · черен офицер на черно поле f8 · черен цар на черно поле h8 · черна пешка на черно поле a7 · черна пешка на бяло поле b7 · черна дама на черно поле c7 · бял офицер на бяло поле f7 · черна пешка на черно поле g7 · черна пешка на бяло поле h7 · черна пешка на бяло поле c6 · бяла пешка на черно поле c5 · бяла дама на бяло поле f5 · бяла пешка на бяло поле b3 · бяла пешка на черно поле g3 · бяла пешка на бяло поле a2 · бяла пешка на черно поле h2 · бял топ на бяло поле f1 · бял цар на черно поле g1 | черен топ на черно поле d8 · черен офицер на черно поле f8 · черен цар на черно поле h8 · черна пешка на черно поле a7 · черна пешка на бяло поле b7 · черна дама на черно поле c7 · бял офицер на бяло поле f7 · черна пешка на черно поле g7 · черна пешка на бяло поле h7 · черна пешка на бяло поле c6 · бяла пешка на черно поле c5 · бяла дама на бяло поле f5 · бяла пешка на бяло поле b3 · бяла пешка на черно поле g3 · бяла пешка на бяло поле a2 · бяла пешка на черно поле h2 · бял топ на бяло поле f1 · бял цар на черно поле g1 | 6 |
| 5 | черен топ на черно поле d8 · черен офицер на черно поле f8 · черен цар на черно поле h8 · черна пешка на черно поле a7 · черна пешка на бяло поле b7 · черна дама на черно поле c7 · бял офицер на бяло поле f7 · черна пешка на черно поле g7 · черна пешка на бяло поле h7 · черна пешка на бяло поле c6 · бяла пешка на черно поле c5 · бяла дама на бяло поле f5 · бяла пешка на бяло поле b3 · бяла пешка на черно поле g3 · бяла пешка на бяло поле a2 · бяла пешка на черно поле h2 · бял топ на бяло поле f1 · бял цар на черно поле g1 | черен топ на черно поле d8 · черен офицер на черно поле f8 · черен цар на черно поле h8 · черна пешка на черно поле a7 · черна пешка на бяло поле b7 · черна дама на черно поле c7 · бял офицер на бяло поле f7 · черна пешка на черно поле g7 · черна пешка на бяло поле h7 · черна пешка на бяло поле c6 · бяла пешка на черно поле c5 · бяла дама на бяло поле f5 · бяла пешка на бяло поле b3 · бяла пешка на черно поле g3 · бяла пешка на бяло поле a2 · бяла пешка на черно поле h2 · бял топ на бяло поле f1 · бял цар на черно поле g1 | черен топ на черно поле d8 · черен офицер на черно поле f8 · черен цар на черно поле h8 · черна пешка на черно поле a7 · черна пешка на бяло поле b7 · черна дама на черно поле c7 · бял офицер на бяло поле f7 · черна пешка на черно поле g7 · черна пешка на бяло поле h7 · черна пешка на бяло поле c6 · бяла пешка на черно поле c5 · бяла дама на бяло поле f5 · бяла пешка на бяло поле b3 · бяла пешка на черно поле g3 · бяла пешка на бяло поле a2 · бяла пешка на черно поле h2 · бял топ на бяло поле f1 · бял цар на черно поле g1 | черен топ на черно поле d8 · черен офицер на черно поле f8 · черен цар на черно поле h8 · черна пешка на черно поле a7 · черна пешка на бяло поле b7 · черна дама на черно поле c7 · бял офицер на бяло поле f7 · черна пешка на черно поле g7 · черна пешка на бяло поле h7 · черна пешка на бяло поле c6 · бяла пешка на черно поле c5 · бяла дама на бяло поле f5 · бяла пешка на бяло поле b3 · бяла пешка на черно поле g3 · бяла пешка на бяло поле a2 · бяла пешка на черно поле h2 · бял топ на бяло поле f1 · бял цар на черно поле g1 | черен топ на черно поле d8 · черен офицер на черно поле f8 · черен цар на черно поле h8 · черна пешка на черно поле a7 · черна пешка на бяло поле b7 · черна дама на черно поле c7 · бял офицер на бяло поле f7 · черна пешка на черно поле g7 · черна пешка на бяло поле h7 · черна пешка на бяло поле c6 · бяла пешка на черно поле c5 · бяла дама на бяло поле f5 · бяла пешка на бяло поле b3 · бяла пешка на черно поле g3 · бяла пешка на бяло поле a2 · бяла пешка на черно поле h2 · бял топ на бяло поле f1 · бял цар на черно поле g1 | черен топ на черно поле d8 · черен офицер на черно поле f8 · черен цар на черно поле h8 · черна пешка на черно поле a7 · черна пешка на бяло поле b7 · черна дама на черно поле c7 · бял офицер на бяло поле f7 · черна пешка на черно поле g7 · черна пешка на бяло поле h7 · черна пешка на бяло поле c6 · бяла пешка на черно поле c5 · бяла дама на бяло поле f5 · бяла пешка на бяло поле b3 · бяла пешка на черно поле g3 · бяла пешка на бяло поле a2 · бяла пешка на черно поле h2 · бял топ на бяло поле f1 · бял цар на черно поле g1 | черен топ на черно поле d8 · черен офицер на черно поле f8 · черен цар на черно поле h8 · черна пешка на черно поле a7 · черна пешка на бяло поле b7 · черна дама на черно поле c7 · бял офицер на бяло поле f7 · черна пешка на черно поле g7 · черна пешка на бяло поле h7 · черна пешка на бяло поле c6 · бяла пешка на черно поле c5 · бяла дама на бяло поле f5 · бяла пешка на бяло поле b3 · бяла пешка на черно поле g3 · бяла пешка на бяло поле a2 · бяла пешка на черно поле h2 · бял топ на бяло поле f1 · бял цар на черно поле g1 | черен топ на черно поле d8 · черен офицер на черно поле f8 · черен цар на черно поле h8 · черна пешка на черно поле a7 · черна пешка на бяло поле b7 · черна дама на черно поле c7 · бял офицер на бяло поле f7 · черна пешка на черно поле g7 · черна пешка на бяло поле h7 · черна пешка на бяло поле c6 · бяла пешка на черно поле c5 · бяла дама на бяло поле f5 · бяла пешка на бяло поле b3 · бяла пешка на черно поле g3 · бяла пешка на бяло поле a2 · бяла пешка на черно поле h2 · бял топ на бяло поле f1 · бял цар на черно поле g1 | 5 |
| 4 | черен топ на черно поле d8 · черен офицер на черно поле f8 · черен цар на черно поле h8 · черна пешка на черно поле a7 · черна пешка на бяло поле b7 · черна дама на черно поле c7 · бял офицер на бяло поле f7 · черна пешка на черно поле g7 · черна пешка на бяло поле h7 · черна пешка на бяло поле c6 · бяла пешка на черно поле c5 · бяла дама на бяло поле f5 · бяла пешка на бяло поле b3 · бяла пешка на черно поле g3 · бяла пешка на бяло поле a2 · бяла пешка на черно поле h2 · бял топ на бяло поле f1 · бял цар на черно поле g1 | черен топ на черно поле d8 · черен офицер на черно поле f8 · черен цар на черно поле h8 · черна пешка на черно поле a7 · черна пешка на бяло поле b7 · черна дама на черно поле c7 · бял офицер на бяло поле f7 · черна пешка на черно поле g7 · черна пешка на бяло поле h7 · черна пешка на бяло поле c6 · бяла пешка на черно поле c5 · бяла дама на бяло поле f5 · бяла пешка на бяло поле b3 · бяла пешка на черно поле g3 · бяла пешка на бяло поле a2 · бяла пешка на черно поле h2 · бял топ на бяло поле f1 · бял цар на черно поле g1 | черен топ на черно поле d8 · черен офицер на черно поле f8 · черен цар на черно поле h8 · черна пешка на черно поле a7 · черна пешка на бяло поле b7 · черна дама на черно поле c7 · бял офицер на бяло поле f7 · черна пешка на черно поле g7 · черна пешка на бяло поле h7 · черна пешка на бяло поле c6 · бяла пешка на черно поле c5 · бяла дама на бяло поле f5 · бяла пешка на бяло поле b3 · бяла пешка на черно поле g3 · бяла пешка на бяло поле a2 · бяла пешка на черно поле h2 · бял топ на бяло поле f1 · бял цар на черно поле g1 | черен топ на черно поле d8 · черен офицер на черно поле f8 · черен цар на черно поле h8 · черна пешка на черно поле a7 · черна пешка на бяло поле b7 · черна дама на черно поле c7 · бял офицер на бяло поле f7 · черна пешка на черно поле g7 · черна пешка на бяло поле h7 · черна пешка на бяло поле c6 · бяла пешка на черно поле c5 · бяла дама на бяло поле f5 · бяла пешка на бяло поле b3 · бяла пешка на черно поле g3 · бяла пешка на бяло поле a2 · бяла пешка на черно поле h2 · бял топ на бяло поле f1 · бял цар на черно поле g1 | черен топ на черно поле d8 · черен офицер на черно поле f8 · черен цар на черно поле h8 · черна пешка на черно поле a7 · черна пешка на бяло поле b7 · черна дама на черно поле c7 · бял офицер на бяло поле f7 · черна пешка на черно поле g7 · черна пешка на бяло поле h7 · черна пешка на бяло поле c6 · бяла пешка на черно поле c5 · бяла дама на бяло поле f5 · бяла пешка на бяло поле b3 · бяла пешка на черно поле g3 · бяла пешка на бяло поле a2 · бяла пешка на черно поле h2 · бял топ на бяло поле f1 · бял цар на черно поле g1 | черен топ на черно поле d8 · черен офицер на черно поле f8 · черен цар на черно поле h8 · черна пешка на черно поле a7 · черна пешка на бяло поле b7 · черна дама на черно поле c7 · бял офицер на бяло поле f7 · черна пешка на черно поле g7 · черна пешка на бяло поле h7 · черна пешка на бяло поле c6 · бяла пешка на черно поле c5 · бяла дама на бяло поле f5 · бяла пешка на бяло поле b3 · бяла пешка на черно поле g3 · бяла пешка на бяло поле a2 · бяла пешка на черно поле h2 · бял топ на бяло поле f1 · бял цар на черно поле g1 | черен топ на черно поле d8 · черен офицер на черно поле f8 · черен цар на черно поле h8 · черна пешка на черно поле a7 · черна пешка на бяло поле b7 · черна дама на черно поле c7 · бял офицер на бяло поле f7 · черна пешка на черно поле g7 · черна пешка на бяло поле h7 · черна пешка на бяло поле c6 · бяла пешка на черно поле c5 · бяла дама на бяло поле f5 · бяла пешка на бяло поле b3 · бяла пешка на черно поле g3 · бяла пешка на бяло поле a2 · бяла пешка на черно поле h2 · бял топ на бяло поле f1 · бял цар на черно поле g1 | черен топ на черно поле d8 · черен офицер на черно поле f8 · черен цар на черно поле h8 · черна пешка на черно поле a7 · черна пешка на бяло поле b7 · черна дама на черно поле c7 · бял офицер на бяло поле f7 · черна пешка на черно поле g7 · черна пешка на бяло поле h7 · черна пешка на бяло поле c6 · бяла пешка на черно поле c5 · бяла дама на бяло поле f5 · бяла пешка на бяло поле b3 · бяла пешка на черно поле g3 · бяла пешка на бяло поле a2 · бяла пешка на черно поле h2 · бял топ на бяло поле f1 · бял цар на черно поле g1 | 4 |
| 3 | черен топ на черно поле d8 · черен офицер на черно поле f8 · черен цар на черно поле h8 · черна пешка на черно поле a7 · черна пешка на бяло поле b7 · черна дама на черно поле c7 · бял офицер на бяло поле f7 · черна пешка на черно поле g7 · черна пешка на бяло поле h7 · черна пешка на бяло поле c6 · бяла пешка на черно поле c5 · бяла дама на бяло поле f5 · бяла пешка на бяло поле b3 · бяла пешка на черно поле g3 · бяла пешка на бяло поле a2 · бяла пешка на черно поле h2 · бял топ на бяло поле f1 · бял цар на черно поле g1 | черен топ на черно поле d8 · черен офицер на черно поле f8 · черен цар на черно поле h8 · черна пешка на черно поле a7 · черна пешка на бяло поле b7 · черна дама на черно поле c7 · бял офицер на бяло поле f7 · черна пешка на черно поле g7 · черна пешка на бяло поле h7 · черна пешка на бяло поле c6 · бяла пешка на черно поле c5 · бяла дама на бяло поле f5 · бяла пешка на бяло поле b3 · бяла пешка на черно поле g3 · бяла пешка на бяло поле a2 · бяла пешка на черно поле h2 · бял топ на бяло поле f1 · бял цар на черно поле g1 | черен топ на черно поле d8 · черен офицер на черно поле f8 · черен цар на черно поле h8 · черна пешка на черно поле a7 · черна пешка на бяло поле b7 · черна дама на черно поле c7 · бял офицер на бяло поле f7 · черна пешка на черно поле g7 · черна пешка на бяло поле h7 · черна пешка на бяло поле c6 · бяла пешка на черно поле c5 · бяла дама на бяло поле f5 · бяла пешка на бяло поле b3 · бяла пешка на черно поле g3 · бяла пешка на бяло поле a2 · бяла пешка на черно поле h2 · бял топ на бяло поле f1 · бял цар на черно поле g1 | черен топ на черно поле d8 · черен офицер на черно поле f8 · черен цар на черно поле h8 · черна пешка на черно поле a7 · черна пешка на бяло поле b7 · черна дама на черно поле c7 · бял офицер на бяло поле f7 · черна пешка на черно поле g7 · черна пешка на бяло поле h7 · черна пешка на бяло поле c6 · бяла пешка на черно поле c5 · бяла дама на бяло поле f5 · бяла пешка на бяло поле b3 · бяла пешка на черно поле g3 · бяла пешка на бяло поле a2 · бяла пешка на черно поле h2 · бял топ на бяло поле f1 · бял цар на черно поле g1 | черен топ на черно поле d8 · черен офицер на черно поле f8 · черен цар на черно поле h8 · черна пешка на черно поле a7 · черна пешка на бяло поле b7 · черна дама на черно поле c7 · бял офицер на бяло поле f7 · черна пешка на черно поле g7 · черна пешка на бяло поле h7 · черна пешка на бяло поле c6 · бяла пешка на черно поле c5 · бяла дама на бяло поле f5 · бяла пешка на бяло поле b3 · бяла пешка на черно поле g3 · бяла пешка на бяло поле a2 · бяла пешка на черно поле h2 · бял топ на бяло поле f1 · бял цар на черно поле g1 | черен топ на черно поле d8 · черен офицер на черно поле f8 · черен цар на черно поле h8 · черна пешка на черно поле a7 · черна пешка на бяло поле b7 · черна дама на черно поле c7 · бял офицер на бяло поле f7 · черна пешка на черно поле g7 · черна пешка на бяло поле h7 · черна пешка на бяло поле c6 · бяла пешка на черно поле c5 · бяла дама на бяло поле f5 · бяла пешка на бяло поле b3 · бяла пешка на черно поле g3 · бяла пешка на бяло поле a2 · бяла пешка на черно поле h2 · бял топ на бяло поле f1 · бял цар на черно поле g1 | черен топ на черно поле d8 · черен офицер на черно поле f8 · черен цар на черно поле h8 · черна пешка на черно поле a7 · черна пешка на бяло поле b7 · черна дама на черно поле c7 · бял офицер на бяло поле f7 · черна пешка на черно поле g7 · черна пешка на бяло поле h7 · черна пешка на бяло поле c6 · бяла пешка на черно поле c5 · бяла дама на бяло поле f5 · бяла пешка на бяло поле b3 · бяла пешка на черно поле g3 · бяла пешка на бяло поле a2 · бяла пешка на черно поле h2 · бял топ на бяло поле f1 · бял цар на черно поле g1 | черен топ на черно поле d8 · черен офицер на черно поле f8 · черен цар на черно поле h8 · черна пешка на черно поле a7 · черна пешка на бяло поле b7 · черна дама на черно поле c7 · бял офицер на бяло поле f7 · черна пешка на черно поле g7 · черна пешка на бяло поле h7 · черна пешка на бяло поле c6 · бяла пешка на черно поле c5 · бяла дама на бяло поле f5 · бяла пешка на бяло поле b3 · бяла пешка на черно поле g3 · бяла пешка на бяло поле a2 · бяла пешка на черно поле h2 · бял топ на бяло поле f1 · бял цар на черно поле g1 | 3 |
| 2 | черен топ на черно поле d8 · черен офицер на черно поле f8 · черен цар на черно поле h8 · черна пешка на черно поле a7 · черна пешка на бяло поле b7 · черна дама на черно поле c7 · бял офицер на бяло поле f7 · черна пешка на черно поле g7 · черна пешка на бяло поле h7 · черна пешка на бяло поле c6 · бяла пешка на черно поле c5 · бяла дама на бяло поле f5 · бяла пешка на бяло поле b3 · бяла пешка на черно поле g3 · бяла пешка на бяло поле a2 · бяла пешка на черно поле h2 · бял топ на бяло поле f1 · бял цар на черно поле g1 | черен топ на черно поле d8 · черен офицер на черно поле f8 · черен цар на черно поле h8 · черна пешка на черно поле a7 · черна пешка на бяло поле b7 · черна дама на черно поле c7 · бял офицер на бяло поле f7 · черна пешка на черно поле g7 · черна пешка на бяло поле h7 · черна пешка на бяло поле c6 · бяла пешка на черно поле c5 · бяла дама на бяло поле f5 · бяла пешка на бяло поле b3 · бяла пешка на черно поле g3 · бяла пешка на бяло поле a2 · бяла пешка на черно поле h2 · бял топ на бяло поле f1 · бял цар на черно поле g1 | черен топ на черно поле d8 · черен офицер на черно поле f8 · черен цар на черно поле h8 · черна пешка на черно поле a7 · черна пешка на бяло поле b7 · черна дама на черно поле c7 · бял офицер на бяло поле f7 · черна пешка на черно поле g7 · черна пешка на бяло поле h7 · черна пешка на бяло поле c6 · бяла пешка на черно поле c5 · бяла дама на бяло поле f5 · бяла пешка на бяло поле b3 · бяла пешка на черно поле g3 · бяла пешка на бяло поле a2 · бяла пешка на черно поле h2 · бял топ на бяло поле f1 · бял цар на черно поле g1 | черен топ на черно поле d8 · черен офицер на черно поле f8 · черен цар на черно поле h8 · черна пешка на черно поле a7 · черна пешка на бяло поле b7 · черна дама на черно поле c7 · бял офицер на бяло поле f7 · черна пешка на черно поле g7 · черна пешка на бяло поле h7 · черна пешка на бяло поле c6 · бяла пешка на черно поле c5 · бяла дама на бяло поле f5 · бяла пешка на бяло поле b3 · бяла пешка на черно поле g3 · бяла пешка на бяло поле a2 · бяла пешка на черно поле h2 · бял топ на бяло поле f1 · бял цар на черно поле g1 | черен топ на черно поле d8 · черен офицер на черно поле f8 · черен цар на черно поле h8 · черна пешка на черно поле a7 · черна пешка на бяло поле b7 · черна дама на черно поле c7 · бял офицер на бяло поле f7 · черна пешка на черно поле g7 · черна пешка на бяло поле h7 · черна пешка на бяло поле c6 · бяла пешка на черно поле c5 · бяла дама на бяло поле f5 · бяла пешка на бяло поле b3 · бяла пешка на черно поле g3 · бяла пешка на бяло поле a2 · бяла пешка на черно поле h2 · бял топ на бяло поле f1 · бял цар на черно поле g1 | черен топ на черно поле d8 · черен офицер на черно поле f8 · черен цар на черно поле h8 · черна пешка на черно поле a7 · черна пешка на бяло поле b7 · черна дама на черно поле c7 · бял офицер на бяло поле f7 · черна пешка на черно поле g7 · черна пешка на бяло поле h7 · черна пешка на бяло поле c6 · бяла пешка на черно поле c5 · бяла дама на бяло поле f5 · бяла пешка на бяло поле b3 · бяла пешка на черно поле g3 · бяла пешка на бяло поле a2 · бяла пешка на черно поле h2 · бял топ на бяло поле f1 · бял цар на черно поле g1 | черен топ на черно поле d8 · черен офицер на черно поле f8 · черен цар на черно поле h8 · черна пешка на черно поле a7 · черна пешка на бяло поле b7 · черна дама на черно поле c7 · бял офицер на бяло поле f7 · черна пешка на черно поле g7 · черна пешка на бяло поле h7 · черна пешка на бяло поле c6 · бяла пешка на черно поле c5 · бяла дама на бяло поле f5 · бяла пешка на бяло поле b3 · бяла пешка на черно поле g3 · бяла пешка на бяло поле a2 · бяла пешка на черно поле h2 · бял топ на бяло поле f1 · бял цар на черно поле g1 | черен топ на черно поле d8 · черен офицер на черно поле f8 · черен цар на черно поле h8 · черна пешка на черно поле a7 · черна пешка на бяло поле b7 · черна дама на черно поле c7 · бял офицер на бяло поле f7 · черна пешка на черно поле g7 · черна пешка на бяло поле h7 · черна пешка на бяло поле c6 · бяла пешка на черно поле c5 · бяла дама на бяло поле f5 · бяла пешка на бяло поле b3 · бяла пешка на черно поле g3 · бяла пешка на бяло поле a2 · бяла пешка на черно поле h2 · бял топ на бяло поле f1 · бял цар на черно поле g1 | 2 |
| 1 | черен топ на черно поле d8 · черен офицер на черно поле f8 · черен цар на черно поле h8 · черна пешка на черно поле a7 · черна пешка на бяло поле b7 · черна дама на черно поле c7 · бял офицер на бяло поле f7 · черна пешка на черно поле g7 · черна пешка на бяло поле h7 · черна пешка на бяло поле c6 · бяла пешка на черно поле c5 · бяла дама на бяло поле f5 · бяла пешка на бяло поле b3 · бяла пешка на черно поле g3 · бяла пешка на бяло поле a2 · бяла пешка на черно поле h2 · бял топ на бяло поле f1 · бял цар на черно поле g1 | черен топ на черно поле d8 · черен офицер на черно поле f8 · черен цар на черно поле h8 · черна пешка на черно поле a7 · черна пешка на бяло поле b7 · черна дама на черно поле c7 · бял офицер на бяло поле f7 · черна пешка на черно поле g7 · черна пешка на бяло поле h7 · черна пешка на бяло поле c6 · бяла пешка на черно поле c5 · бяла дама на бяло поле f5 · бяла пешка на бяло поле b3 · бяла пешка на черно поле g3 · бяла пешка на бяло поле a2 · бяла пешка на черно поле h2 · бял топ на бяло поле f1 · бял цар на черно поле g1 | черен топ на черно поле d8 · черен офицер на черно поле f8 · черен цар на черно поле h8 · черна пешка на черно поле a7 · черна пешка на бяло поле b7 · черна дама на черно поле c7 · бял офицер на бяло поле f7 · черна пешка на черно поле g7 · черна пешка на бяло поле h7 · черна пешка на бяло поле c6 · бяла пешка на черно поле c5 · бяла дама на бяло поле f5 · бяла пешка на бяло поле b3 · бяла пешка на черно поле g3 · бяла пешка на бяло поле a2 · бяла пешка на черно поле h2 · бял топ на бяло поле f1 · бял цар на черно поле g1 | черен топ на черно поле d8 · черен офицер на черно поле f8 · черен цар на черно поле h8 · черна пешка на черно поле a7 · черна пешка на бяло поле b7 · черна дама на черно поле c7 · бял офицер на бяло поле f7 · черна пешка на черно поле g7 · черна пешка на бяло поле h7 · черна пешка на бяло поле c6 · бяла пешка на черно поле c5 · бяла дама на бяло поле f5 · бяла пешка на бяло поле b3 · бяла пешка на черно поле g3 · бяла пешка на бяло поле a2 · бяла пешка на черно поле h2 · бял топ на бяло поле f1 · бял цар на черно поле g1 | черен топ на черно поле d8 · черен офицер на черно поле f8 · черен цар на черно поле h8 · черна пешка на черно поле a7 · черна пешка на бяло поле b7 · черна дама на черно поле c7 · бял офицер на бяло поле f7 · черна пешка на черно поле g7 · черна пешка на бяло поле h7 · черна пешка на бяло поле c6 · бяла пешка на черно поле c5 · бяла дама на бяло поле f5 · бяла пешка на бяло поле b3 · бяла пешка на черно поле g3 · бяла пешка на бяло поле a2 · бяла пешка на черно поле h2 · бял топ на бяло поле f1 · бял цар на черно поле g1 | черен топ на черно поле d8 · черен офицер на черно поле f8 · черен цар на черно поле h8 · черна пешка на черно поле a7 · черна пешка на бяло поле b7 · черна дама на черно поле c7 · бял офицер на бяло поле f7 · черна пешка на черно поле g7 · черна пешка на бяло поле h7 · черна пешка на бяло поле c6 · бяла пешка на черно поле c5 · бяла дама на бяло поле f5 · бяла пешка на бяло поле b3 · бяла пешка на черно поле g3 · бяла пешка на бяло поле a2 · бяла пешка на черно поле h2 · бял топ на бяло поле f1 · бял цар на черно поле g1 | черен топ на черно поле d8 · черен офицер на черно поле f8 · черен цар на черно поле h8 · черна пешка на черно поле a7 · черна пешка на бяло поле b7 · черна дама на черно поле c7 · бял офицер на бяло поле f7 · черна пешка на черно поле g7 · черна пешка на бяло поле h7 · черна пешка на бяло поле c6 · бяла пешка на черно поле c5 · бяла дама на бяло поле f5 · бяла пешка на бяло поле b3 · бяла пешка на черно поле g3 · бяла пешка на бяло поле a2 · бяла пешка на черно поле h2 · бял топ на бяло поле f1 · бял цар на черно поле g1 | черен топ на черно поле d8 · черен офицер на черно поле f8 · черен цар на черно поле h8 · черна пешка на черно поле a7 · черна пешка на бяло поле b7 · черна дама на черно поле c7 · бял офицер на бяло поле f7 · черна пешка на черно поле g7 · черна пешка на бяло поле h7 · черна пешка на бяло поле c6 · бяла пешка на черно поле c5 · бяла дама на бяло поле f5 · бяла пешка на бяло поле b3 · бяла пешка на черно поле g3 · бяла пешка на бяло поле a2 · бяла пешка на черно поле h2 · бял топ на бяло поле f1 · бял цар на черно поле g1 | 1 |
|   | a | b | c | d | e | f | g | h |   |

След хода на черните 18.Tad8? следва точно пресметнатият ход 19.Оh5! – начало на решителен маньовър, водещ до форсирана игра със смени, чийто край ще увенчаe моделната игра на белите. 19. ...Те5 20.O:d4 T:f5 Ако 20...Тd5 21.Дc4 Цh8 22.Оg4 с пешка повече и печeливша позиция. 21.T:f5 O:f5 22.Д:f5 T:d4 23.Tf1 Td8 Или 23... Дe7 24.Оf7+ Цh8 25.Оd5 Дf6 26.Дc8 и т.н. Черните остават без никаква защита. 24.Of7+ Цh8 (диаграма 1) 25.Ое8!! Едновременно прикритие на полето f8 от защитата на черния топ и двоен удар върху него от дамата и топа с матова заплаха! Черните се отказват поради неизбежен мат най-късно след 5 хода: 25...O:c5+ 26.Д:с5 Д:g3+?! 27.h:g3 h6 28.Tf8+ Цh7 29.Дf5+ g6 30.Дg6# 1-0. 
|   | a | b | c | d | e | f | g | h |   |
| 8 | черен цар на бяло поле c8 · черен топ на черно поле d8 · черен офицер на черно поле f8 · черна пешка на черно поле a7 · черна пешка на бяло поле b7 · черна пешка на черно поле c7 · черна пешка на бяло поле h7 · черна пешка на бяло поле g6 · бяла пешка на черно поле e5 · бял кон на бяло поле f5 · бяла пешка на черно поле h4 · бяла пешка на черно поле g3 · бяла пешка на бяло поле a2 · черна дама на черно поле d2 · бяла дама на бяло поле e2 · бяла пешка на черно поле f2 · бял топ на черно поле e1 · бял цар на черно поле g1 | черен цар на бяло поле c8 · черен топ на черно поле d8 · черен офицер на черно поле f8 · черна пешка на черно поле a7 · черна пешка на бяло поле b7 · черна пешка на черно поле c7 · черна пешка на бяло поле h7 · черна пешка на бяло поле g6 · бяла пешка на черно поле e5 · бял кон на бяло поле f5 · бяла пешка на черно поле h4 · бяла пешка на черно поле g3 · бяла пешка на бяло поле a2 · черна дама на черно поле d2 · бяла дама на бяло поле e2 · бяла пешка на черно поле f2 · бял топ на черно поле e1 · бял цар на черно поле g1 | черен цар на бяло поле c8 · черен топ на черно поле d8 · черен офицер на черно поле f8 · черна пешка на черно поле a7 · черна пешка на бяло поле b7 · черна пешка на черно поле c7 · черна пешка на бяло поле h7 · черна пешка на бяло поле g6 · бяла пешка на черно поле e5 · бял кон на бяло поле f5 · бяла пешка на черно поле h4 · бяла пешка на черно поле g3 · бяла пешка на бяло поле a2 · черна дама на черно поле d2 · бяла дама на бяло поле e2 · бяла пешка на черно поле f2 · бял топ на черно поле e1 · бял цар на черно поле g1 | черен цар на бяло поле c8 · черен топ на черно поле d8 · черен офицер на черно поле f8 · черна пешка на черно поле a7 · черна пешка на бяло поле b7 · черна пешка на черно поле c7 · черна пешка на бяло поле h7 · черна пешка на бяло поле g6 · бяла пешка на черно поле e5 · бял кон на бяло поле f5 · бяла пешка на черно поле h4 · бяла пешка на черно поле g3 · бяла пешка на бяло поле a2 · черна дама на черно поле d2 · бяла дама на бяло поле e2 · бяла пешка на черно поле f2 · бял топ на черно поле e1 · бял цар на черно поле g1 | черен цар на бяло поле c8 · черен топ на черно поле d8 · черен офицер на черно поле f8 · черна пешка на черно поле a7 · черна пешка на бяло поле b7 · черна пешка на черно поле c7 · черна пешка на бяло поле h7 · черна пешка на бяло поле g6 · бяла пешка на черно поле e5 · бял кон на бяло поле f5 · бяла пешка на черно поле h4 · бяла пешка на черно поле g3 · бяла пешка на бяло поле a2 · черна дама на черно поле d2 · бяла дама на бяло поле e2 · бяла пешка на черно поле f2 · бял топ на черно поле e1 · бял цар на черно поле g1 | черен цар на бяло поле c8 · черен топ на черно поле d8 · черен офицер на черно поле f8 · черна пешка на черно поле a7 · черна пешка на бяло поле b7 · черна пешка на черно поле c7 · черна пешка на бяло поле h7 · черна пешка на бяло поле g6 · бяла пешка на черно поле e5 · бял кон на бяло поле f5 · бяла пешка на черно поле h4 · бяла пешка на черно поле g3 · бяла пешка на бяло поле a2 · черна дама на черно поле d2 · бяла дама на бяло поле e2 · бяла пешка на черно поле f2 · бял топ на черно поле e1 · бял цар на черно поле g1 | черен цар на бяло поле c8 · черен топ на черно поле d8 · черен офицер на черно поле f8 · черна пешка на черно поле a7 · черна пешка на бяло поле b7 · черна пешка на черно поле c7 · черна пешка на бяло поле h7 · черна пешка на бяло поле g6 · бяла пешка на черно поле e5 · бял кон на бяло поле f5 · бяла пешка на черно поле h4 · бяла пешка на черно поле g3 · бяла пешка на бяло поле a2 · черна дама на черно поле d2 · бяла дама на бяло поле e2 · бяла пешка на черно поле f2 · бял топ на черно поле e1 · бял цар на черно поле g1 | черен цар на бяло поле c8 · черен топ на черно поле d8 · черен офицер на черно поле f8 · черна пешка на черно поле a7 · черна пешка на бяло поле b7 · черна пешка на черно поле c7 · черна пешка на бяло поле h7 · черна пешка на бяло поле g6 · бяла пешка на черно поле e5 · бял кон на бяло поле f5 · бяла пешка на черно поле h4 · бяла пешка на черно поле g3 · бяла пешка на бяло поле a2 · черна дама на черно поле d2 · бяла дама на бяло поле e2 · бяла пешка на черно поле f2 · бял топ на черно поле e1 · бял цар на черно поле g1 | 8 |
| 7 | черен цар на бяло поле c8 · черен топ на черно поле d8 · черен офицер на черно поле f8 · черна пешка на черно поле a7 · черна пешка на бяло поле b7 · черна пешка на черно поле c7 · черна пешка на бяло поле h7 · черна пешка на бяло поле g6 · бяла пешка на черно поле e5 · бял кон на бяло поле f5 · бяла пешка на черно поле h4 · бяла пешка на черно поле g3 · бяла пешка на бяло поле a2 · черна дама на черно поле d2 · бяла дама на бяло поле e2 · бяла пешка на черно поле f2 · бял топ на черно поле e1 · бял цар на черно поле g1 | черен цар на бяло поле c8 · черен топ на черно поле d8 · черен офицер на черно поле f8 · черна пешка на черно поле a7 · черна пешка на бяло поле b7 · черна пешка на черно поле c7 · черна пешка на бяло поле h7 · черна пешка на бяло поле g6 · бяла пешка на черно поле e5 · бял кон на бяло поле f5 · бяла пешка на черно поле h4 · бяла пешка на черно поле g3 · бяла пешка на бяло поле a2 · черна дама на черно поле d2 · бяла дама на бяло поле e2 · бяла пешка на черно поле f2 · бял топ на черно поле e1 · бял цар на черно поле g1 | черен цар на бяло поле c8 · черен топ на черно поле d8 · черен офицер на черно поле f8 · черна пешка на черно поле a7 · черна пешка на бяло поле b7 · черна пешка на черно поле c7 · черна пешка на бяло поле h7 · черна пешка на бяло поле g6 · бяла пешка на черно поле e5 · бял кон на бяло поле f5 · бяла пешка на черно поле h4 · бяла пешка на черно поле g3 · бяла пешка на бяло поле a2 · черна дама на черно поле d2 · бяла дама на бяло поле e2 · бяла пешка на черно поле f2 · бял топ на черно поле e1 · бял цар на черно поле g1 | черен цар на бяло поле c8 · черен топ на черно поле d8 · черен офицер на черно поле f8 · черна пешка на черно поле a7 · черна пешка на бяло поле b7 · черна пешка на черно поле c7 · черна пешка на бяло поле h7 · черна пешка на бяло поле g6 · бяла пешка на черно поле e5 · бял кон на бяло поле f5 · бяла пешка на черно поле h4 · бяла пешка на черно поле g3 · бяла пешка на бяло поле a2 · черна дама на черно поле d2 · бяла дама на бяло поле e2 · бяла пешка на черно поле f2 · бял топ на черно поле e1 · бял цар на черно поле g1 | черен цар на бяло поле c8 · черен топ на черно поле d8 · черен офицер на черно поле f8 · черна пешка на черно поле a7 · черна пешка на бяло поле b7 · черна пешка на черно поле c7 · черна пешка на бяло поле h7 · черна пешка на бяло поле g6 · бяла пешка на черно поле e5 · бял кон на бяло поле f5 · бяла пешка на черно поле h4 · бяла пешка на черно поле g3 · бяла пешка на бяло поле a2 · черна дама на черно поле d2 · бяла дама на бяло поле e2 · бяла пешка на черно поле f2 · бял топ на черно поле e1 · бял цар на черно поле g1 | черен цар на бяло поле c8 · черен топ на черно поле d8 · черен офицер на черно поле f8 · черна пешка на черно поле a7 · черна пешка на бяло поле b7 · черна пешка на черно поле c7 · черна пешка на бяло поле h7 · черна пешка на бяло поле g6 · бяла пешка на черно поле e5 · бял кон на бяло поле f5 · бяла пешка на черно поле h4 · бяла пешка на черно поле g3 · бяла пешка на бяло поле a2 · черна дама на черно поле d2 · бяла дама на бяло поле e2 · бяла пешка на черно поле f2 · бял топ на черно поле e1 · бял цар на черно поле g1 | черен цар на бяло поле c8 · черен топ на черно поле d8 · черен офицер на черно поле f8 · черна пешка на черно поле a7 · черна пешка на бяло поле b7 · черна пешка на черно поле c7 · черна пешка на бяло поле h7 · черна пешка на бяло поле g6 · бяла пешка на черно поле e5 · бял кон на бяло поле f5 · бяла пешка на черно поле h4 · бяла пешка на черно поле g3 · бяла пешка на бяло поле a2 · черна дама на черно поле d2 · бяла дама на бяло поле e2 · бяла пешка на черно поле f2 · бял топ на черно поле e1 · бял цар на черно поле g1 | черен цар на бяло поле c8 · черен топ на черно поле d8 · черен офицер на черно поле f8 · черна пешка на черно поле a7 · черна пешка на бяло поле b7 · черна пешка на черно поле c7 · черна пешка на бяло поле h7 · черна пешка на бяло поле g6 · бяла пешка на черно поле e5 · бял кон на бяло поле f5 · бяла пешка на черно поле h4 · бяла пешка на черно поле g3 · бяла пешка на бяло поле a2 · черна дама на черно поле d2 · бяла дама на бяло поле e2 · бяла пешка на черно поле f2 · бял топ на черно поле e1 · бял цар на черно поле g1 | 7 |
| 6 | черен цар на бяло поле c8 · черен топ на черно поле d8 · черен офицер на черно поле f8 · черна пешка на черно поле a7 · черна пешка на бяло поле b7 · черна пешка на черно поле c7 · черна пешка на бяло поле h7 · черна пешка на бяло поле g6 · бяла пешка на черно поле e5 · бял кон на бяло поле f5 · бяла пешка на черно поле h4 · бяла пешка на черно поле g3 · бяла пешка на бяло поле a2 · черна дама на черно поле d2 · бяла дама на бяло поле e2 · бяла пешка на черно поле f2 · бял топ на черно поле e1 · бял цар на черно поле g1 | черен цар на бяло поле c8 · черен топ на черно поле d8 · черен офицер на черно поле f8 · черна пешка на черно поле a7 · черна пешка на бяло поле b7 · черна пешка на черно поле c7 · черна пешка на бяло поле h7 · черна пешка на бяло поле g6 · бяла пешка на черно поле e5 · бял кон на бяло поле f5 · бяла пешка на черно поле h4 · бяла пешка на черно поле g3 · бяла пешка на бяло поле a2 · черна дама на черно поле d2 · бяла дама на бяло поле e2 · бяла пешка на черно поле f2 · бял топ на черно поле e1 · бял цар на черно поле g1 | черен цар на бяло поле c8 · черен топ на черно поле d8 · черен офицер на черно поле f8 · черна пешка на черно поле a7 · черна пешка на бяло поле b7 · черна пешка на черно поле c7 · черна пешка на бяло поле h7 · черна пешка на бяло поле g6 · бяла пешка на черно поле e5 · бял кон на бяло поле f5 · бяла пешка на черно поле h4 · бяла пешка на черно поле g3 · бяла пешка на бяло поле a2 · черна дама на черно поле d2 · бяла дама на бяло поле e2 · бяла пешка на черно поле f2 · бял топ на черно поле e1 · бял цар на черно поле g1 | черен цар на бяло поле c8 · черен топ на черно поле d8 · черен офицер на черно поле f8 · черна пешка на черно поле a7 · черна пешка на бяло поле b7 · черна пешка на черно поле c7 · черна пешка на бяло поле h7 · черна пешка на бяло поле g6 · бяла пешка на черно поле e5 · бял кон на бяло поле f5 · бяла пешка на черно поле h4 · бяла пешка на черно поле g3 · бяла пешка на бяло поле a2 · черна дама на черно поле d2 · бяла дама на бяло поле e2 · бяла пешка на черно поле f2 · бял топ на черно поле e1 · бял цар на черно поле g1 | черен цар на бяло поле c8 · черен топ на черно поле d8 · черен офицер на черно поле f8 · черна пешка на черно поле a7 · черна пешка на бяло поле b7 · черна пешка на черно поле c7 · черна пешка на бяло поле h7 · черна пешка на бяло поле g6 · бяла пешка на черно поле e5 · бял кон на бяло поле f5 · бяла пешка на черно поле h4 · бяла пешка на черно поле g3 · бяла пешка на бяло поле a2 · черна дама на черно поле d2 · бяла дама на бяло поле e2 · бяла пешка на черно поле f2 · бял топ на черно поле e1 · бял цар на черно поле g1 | черен цар на бяло поле c8 · черен топ на черно поле d8 · черен офицер на черно поле f8 · черна пешка на черно поле a7 · черна пешка на бяло поле b7 · черна пешка на черно поле c7 · черна пешка на бяло поле h7 · черна пешка на бяло поле g6 · бяла пешка на черно поле e5 · бял кон на бяло поле f5 · бяла пешка на черно поле h4 · бяла пешка на черно поле g3 · бяла пешка на бяло поле a2 · черна дама на черно поле d2 · бяла дама на бяло поле e2 · бяла пешка на черно поле f2 · бял топ на черно поле e1 · бял цар на черно поле g1 | черен цар на бяло поле c8 · черен топ на черно поле d8 · черен офицер на черно поле f8 · черна пешка на черно поле a7 · черна пешка на бяло поле b7 · черна пешка на черно поле c7 · черна пешка на бяло поле h7 · черна пешка на бяло поле g6 · бяла пешка на черно поле e5 · бял кон на бяло поле f5 · бяла пешка на черно поле h4 · бяла пешка на черно поле g3 · бяла пешка на бяло поле a2 · черна дама на черно поле d2 · бяла дама на бяло поле e2 · бяла пешка на черно поле f2 · бял топ на черно поле e1 · бял цар на черно поле g1 | черен цар на бяло поле c8 · черен топ на черно поле d8 · черен офицер на черно поле f8 · черна пешка на черно поле a7 · черна пешка на бяло поле b7 · черна пешка на черно поле c7 · черна пешка на бяло поле h7 · черна пешка на бяло поле g6 · бяла пешка на черно поле e5 · бял кон на бяло поле f5 · бяла пешка на черно поле h4 · бяла пешка на черно поле g3 · бяла пешка на бяло поле a2 · черна дама на черно поле d2 · бяла дама на бяло поле e2 · бяла пешка на черно поле f2 · бял топ на черно поле e1 · бял цар на черно поле g1 | 6 |
| 5 | черен цар на бяло поле c8 · черен топ на черно поле d8 · черен офицер на черно поле f8 · черна пешка на черно поле a7 · черна пешка на бяло поле b7 · черна пешка на черно поле c7 · черна пешка на бяло поле h7 · черна пешка на бяло поле g6 · бяла пешка на черно поле e5 · бял кон на бяло поле f5 · бяла пешка на черно поле h4 · бяла пешка на черно поле g3 · бяла пешка на бяло поле a2 · черна дама на черно поле d2 · бяла дама на бяло поле e2 · бяла пешка на черно поле f2 · бял топ на черно поле e1 · бял цар на черно поле g1 | черен цар на бяло поле c8 · черен топ на черно поле d8 · черен офицер на черно поле f8 · черна пешка на черно поле a7 · черна пешка на бяло поле b7 · черна пешка на черно поле c7 · черна пешка на бяло поле h7 · черна пешка на бяло поле g6 · бяла пешка на черно поле e5 · бял кон на бяло поле f5 · бяла пешка на черно поле h4 · бяла пешка на черно поле g3 · бяла пешка на бяло поле a2 · черна дама на черно поле d2 · бяла дама на бяло поле e2 · бяла пешка на черно поле f2 · бял топ на черно поле e1 · бял цар на черно поле g1 | черен цар на бяло поле c8 · черен топ на черно поле d8 · черен офицер на черно поле f8 · черна пешка на черно поле a7 · черна пешка на бяло поле b7 · черна пешка на черно поле c7 · черна пешка на бяло поле h7 · черна пешка на бяло поле g6 · бяла пешка на черно поле e5 · бял кон на бяло поле f5 · бяла пешка на черно поле h4 · бяла пешка на черно поле g3 · бяла пешка на бяло поле a2 · черна дама на черно поле d2 · бяла дама на бяло поле e2 · бяла пешка на черно поле f2 · бял топ на черно поле e1 · бял цар на черно поле g1 | черен цар на бяло поле c8 · черен топ на черно поле d8 · черен офицер на черно поле f8 · черна пешка на черно поле a7 · черна пешка на бяло поле b7 · черна пешка на черно поле c7 · черна пешка на бяло поле h7 · черна пешка на бяло поле g6 · бяла пешка на черно поле e5 · бял кон на бяло поле f5 · бяла пешка на черно поле h4 · бяла пешка на черно поле g3 · бяла пешка на бяло поле a2 · черна дама на черно поле d2 · бяла дама на бяло поле e2 · бяла пешка на черно поле f2 · бял топ на черно поле e1 · бял цар на черно поле g1 | черен цар на бяло поле c8 · черен топ на черно поле d8 · черен офицер на черно поле f8 · черна пешка на черно поле a7 · черна пешка на бяло поле b7 · черна пешка на черно поле c7 · черна пешка на бяло поле h7 · черна пешка на бяло поле g6 · бяла пешка на черно поле e5 · бял кон на бяло поле f5 · бяла пешка на черно поле h4 · бяла пешка на черно поле g3 · бяла пешка на бяло поле a2 · черна дама на черно поле d2 · бяла дама на бяло поле e2 · бяла пешка на черно поле f2 · бял топ на черно поле e1 · бял цар на черно поле g1 | черен цар на бяло поле c8 · черен топ на черно поле d8 · черен офицер на черно поле f8 · черна пешка на черно поле a7 · черна пешка на бяло поле b7 · черна пешка на черно поле c7 · черна пешка на бяло поле h7 · черна пешка на бяло поле g6 · бяла пешка на черно поле e5 · бял кон на бяло поле f5 · бяла пешка на черно поле h4 · бяла пешка на черно поле g3 · бяла пешка на бяло поле a2 · черна дама на черно поле d2 · бяла дама на бяло поле e2 · бяла пешка на черно поле f2 · бял топ на черно поле e1 · бял цар на черно поле g1 | черен цар на бяло поле c8 · черен топ на черно поле d8 · черен офицер на черно поле f8 · черна пешка на черно поле a7 · черна пешка на бяло поле b7 · черна пешка на черно поле c7 · черна пешка на бяло поле h7 · черна пешка на бяло поле g6 · бяла пешка на черно поле e5 · бял кон на бяло поле f5 · бяла пешка на черно поле h4 · бяла пешка на черно поле g3 · бяла пешка на бяло поле a2 · черна дама на черно поле d2 · бяла дама на бяло поле e2 · бяла пешка на черно поле f2 · бял топ на черно поле e1 · бял цар на черно поле g1 | черен цар на бяло поле c8 · черен топ на черно поле d8 · черен офицер на черно поле f8 · черна пешка на черно поле a7 · черна пешка на бяло поле b7 · черна пешка на черно поле c7 · черна пешка на бяло поле h7 · черна пешка на бяло поле g6 · бяла пешка на черно поле e5 · бял кон на бяло поле f5 · бяла пешка на черно поле h4 · бяла пешка на черно поле g3 · бяла пешка на бяло поле a2 · черна дама на черно поле d2 · бяла дама на бяло поле e2 · бяла пешка на черно поле f2 · бял топ на черно поле e1 · бял цар на черно поле g1 | 5 |
| 4 | черен цар на бяло поле c8 · черен топ на черно поле d8 · черен офицер на черно поле f8 · черна пешка на черно поле a7 · черна пешка на бяло поле b7 · черна пешка на черно поле c7 · черна пешка на бяло поле h7 · черна пешка на бяло поле g6 · бяла пешка на черно поле e5 · бял кон на бяло поле f5 · бяла пешка на черно поле h4 · бяла пешка на черно поле g3 · бяла пешка на бяло поле a2 · черна дама на черно поле d2 · бяла дама на бяло поле e2 · бяла пешка на черно поле f2 · бял топ на черно поле e1 · бял цар на черно поле g1 | черен цар на бяло поле c8 · черен топ на черно поле d8 · черен офицер на черно поле f8 · черна пешка на черно поле a7 · черна пешка на бяло поле b7 · черна пешка на черно поле c7 · черна пешка на бяло поле h7 · черна пешка на бяло поле g6 · бяла пешка на черно поле e5 · бял кон на бяло поле f5 · бяла пешка на черно поле h4 · бяла пешка на черно поле g3 · бяла пешка на бяло поле a2 · черна дама на черно поле d2 · бяла дама на бяло поле e2 · бяла пешка на черно поле f2 · бял топ на черно поле e1 · бял цар на черно поле g1 | черен цар на бяло поле c8 · черен топ на черно поле d8 · черен офицер на черно поле f8 · черна пешка на черно поле a7 · черна пешка на бяло поле b7 · черна пешка на черно поле c7 · черна пешка на бяло поле h7 · черна пешка на бяло поле g6 · бяла пешка на черно поле e5 · бял кон на бяло поле f5 · бяла пешка на черно поле h4 · бяла пешка на черно поле g3 · бяла пешка на бяло поле a2 · черна дама на черно поле d2 · бяла дама на бяло поле e2 · бяла пешка на черно поле f2 · бял топ на черно поле e1 · бял цар на черно поле g1 | черен цар на бяло поле c8 · черен топ на черно поле d8 · черен офицер на черно поле f8 · черна пешка на черно поле a7 · черна пешка на бяло поле b7 · черна пешка на черно поле c7 · черна пешка на бяло поле h7 · черна пешка на бяло поле g6 · бяла пешка на черно поле e5 · бял кон на бяло поле f5 · бяла пешка на черно поле h4 · бяла пешка на черно поле g3 · бяла пешка на бяло поле a2 · черна дама на черно поле d2 · бяла дама на бяло поле e2 · бяла пешка на черно поле f2 · бял топ на черно поле e1 · бял цар на черно поле g1 | черен цар на бяло поле c8 · черен топ на черно поле d8 · черен офицер на черно поле f8 · черна пешка на черно поле a7 · черна пешка на бяло поле b7 · черна пешка на черно поле c7 · черна пешка на бяло поле h7 · черна пешка на бяло поле g6 · бяла пешка на черно поле e5 · бял кон на бяло поле f5 · бяла пешка на черно поле h4 · бяла пешка на черно поле g3 · бяла пешка на бяло поле a2 · черна дама на черно поле d2 · бяла дама на бяло поле e2 · бяла пешка на черно поле f2 · бял топ на черно поле e1 · бял цар на черно поле g1 | черен цар на бяло поле c8 · черен топ на черно поле d8 · черен офицер на черно поле f8 · черна пешка на черно поле a7 · черна пешка на бяло поле b7 · черна пешка на черно поле c7 · черна пешка на бяло поле h7 · черна пешка на бяло поле g6 · бяла пешка на черно поле e5 · бял кон на бяло поле f5 · бяла пешка на черно поле h4 · бяла пешка на черно поле g3 · бяла пешка на бяло поле a2 · черна дама на черно поле d2 · бяла дама на бяло поле e2 · бяла пешка на черно поле f2 · бял топ на черно поле e1 · бял цар на черно поле g1 | черен цар на бяло поле c8 · черен топ на черно поле d8 · черен офицер на черно поле f8 · черна пешка на черно поле a7 · черна пешка на бяло поле b7 · черна пешка на черно поле c7 · черна пешка на бяло поле h7 · черна пешка на бяло поле g6 · бяла пешка на черно поле e5 · бял кон на бяло поле f5 · бяла пешка на черно поле h4 · бяла пешка на черно поле g3 · бяла пешка на бяло поле a2 · черна дама на черно поле d2 · бяла дама на бяло поле e2 · бяла пешка на черно поле f2 · бял топ на черно поле e1 · бял цар на черно поле g1 | черен цар на бяло поле c8 · черен топ на черно поле d8 · черен офицер на черно поле f8 · черна пешка на черно поле a7 · черна пешка на бяло поле b7 · черна пешка на черно поле c7 · черна пешка на бяло поле h7 · черна пешка на бяло поле g6 · бяла пешка на черно поле e5 · бял кон на бяло поле f5 · бяла пешка на черно поле h4 · бяла пешка на черно поле g3 · бяла пешка на бяло поле a2 · черна дама на черно поле d2 · бяла дама на бяло поле e2 · бяла пешка на черно поле f2 · бял топ на черно поле e1 · бял цар на черно поле g1 | 4 |
| 3 | черен цар на бяло поле c8 · черен топ на черно поле d8 · черен офицер на черно поле f8 · черна пешка на черно поле a7 · черна пешка на бяло поле b7 · черна пешка на черно поле c7 · черна пешка на бяло поле h7 · черна пешка на бяло поле g6 · бяла пешка на черно поле e5 · бял кон на бяло поле f5 · бяла пешка на черно поле h4 · бяла пешка на черно поле g3 · бяла пешка на бяло поле a2 · черна дама на черно поле d2 · бяла дама на бяло поле e2 · бяла пешка на черно поле f2 · бял топ на черно поле e1 · бял цар на черно поле g1 | черен цар на бяло поле c8 · черен топ на черно поле d8 · черен офицер на черно поле f8 · черна пешка на черно поле a7 · черна пешка на бяло поле b7 · черна пешка на черно поле c7 · черна пешка на бяло поле h7 · черна пешка на бяло поле g6 · бяла пешка на черно поле e5 · бял кон на бяло поле f5 · бяла пешка на черно поле h4 · бяла пешка на черно поле g3 · бяла пешка на бяло поле a2 · черна дама на черно поле d2 · бяла дама на бяло поле e2 · бяла пешка на черно поле f2 · бял топ на черно поле e1 · бял цар на черно поле g1 | черен цар на бяло поле c8 · черен топ на черно поле d8 · черен офицер на черно поле f8 · черна пешка на черно поле a7 · черна пешка на бяло поле b7 · черна пешка на черно поле c7 · черна пешка на бяло поле h7 · черна пешка на бяло поле g6 · бяла пешка на черно поле e5 · бял кон на бяло поле f5 · бяла пешка на черно поле h4 · бяла пешка на черно поле g3 · бяла пешка на бяло поле a2 · черна дама на черно поле d2 · бяла дама на бяло поле e2 · бяла пешка на черно поле f2 · бял топ на черно поле e1 · бял цар на черно поле g1 | черен цар на бяло поле c8 · черен топ на черно поле d8 · черен офицер на черно поле f8 · черна пешка на черно поле a7 · черна пешка на бяло поле b7 · черна пешка на черно поле c7 · черна пешка на бяло поле h7 · черна пешка на бяло поле g6 · бяла пешка на черно поле e5 · бял кон на бяло поле f5 · бяла пешка на черно поле h4 · бяла пешка на черно поле g3 · бяла пешка на бяло поле a2 · черна дама на черно поле d2 · бяла дама на бяло поле e2 · бяла пешка на черно поле f2 · бял топ на черно поле e1 · бял цар на черно поле g1 | черен цар на бяло поле c8 · черен топ на черно поле d8 · черен офицер на черно поле f8 · черна пешка на черно поле a7 · черна пешка на бяло поле b7 · черна пешка на черно поле c7 · черна пешка на бяло поле h7 · черна пешка на бяло поле g6 · бяла пешка на черно поле e5 · бял кон на бяло поле f5 · бяла пешка на черно поле h4 · бяла пешка на черно поле g3 · бяла пешка на бяло поле a2 · черна дама на черно поле d2 · бяла дама на бяло поле e2 · бяла пешка на черно поле f2 · бял топ на черно поле e1 · бял цар на черно поле g1 | черен цар на бяло поле c8 · черен топ на черно поле d8 · черен офицер на черно поле f8 · черна пешка на черно поле a7 · черна пешка на бяло поле b7 · черна пешка на черно поле c7 · черна пешка на бяло поле h7 · черна пешка на бяло поле g6 · бяла пешка на черно поле e5 · бял кон на бяло поле f5 · бяла пешка на черно поле h4 · бяла пешка на черно поле g3 · бяла пешка на бяло поле a2 · черна дама на черно поле d2 · бяла дама на бяло поле e2 · бяла пешка на черно поле f2 · бял топ на черно поле e1 · бял цар на черно поле g1 | черен цар на бяло поле c8 · черен топ на черно поле d8 · черен офицер на черно поле f8 · черна пешка на черно поле a7 · черна пешка на бяло поле b7 · черна пешка на черно поле c7 · черна пешка на бяло поле h7 · черна пешка на бяло поле g6 · бяла пешка на черно поле e5 · бял кон на бяло поле f5 · бяла пешка на черно поле h4 · бяла пешка на черно поле g3 · бяла пешка на бяло поле a2 · черна дама на черно поле d2 · бяла дама на бяло поле e2 · бяла пешка на черно поле f2 · бял топ на черно поле e1 · бял цар на черно поле g1 | черен цар на бяло поле c8 · черен топ на черно поле d8 · черен офицер на черно поле f8 · черна пешка на черно поле a7 · черна пешка на бяло поле b7 · черна пешка на черно поле c7 · черна пешка на бяло поле h7 · черна пешка на бяло поле g6 · бяла пешка на черно поле e5 · бял кон на бяло поле f5 · бяла пешка на черно поле h4 · бяла пешка на черно поле g3 · бяла пешка на бяло поле a2 · черна дама на черно поле d2 · бяла дама на бяло поле e2 · бяла пешка на черно поле f2 · бял топ на черно поле e1 · бял цар на черно поле g1 | 3 |
| 2 | черен цар на бяло поле c8 · черен топ на черно поле d8 · черен офицер на черно поле f8 · черна пешка на черно поле a7 · черна пешка на бяло поле b7 · черна пешка на черно поле c7 · черна пешка на бяло поле h7 · черна пешка на бяло поле g6 · бяла пешка на черно поле e5 · бял кон на бяло поле f5 · бяла пешка на черно поле h4 · бяла пешка на черно поле g3 · бяла пешка на бяло поле a2 · черна дама на черно поле d2 · бяла дама на бяло поле e2 · бяла пешка на черно поле f2 · бял топ на черно поле e1 · бял цар на черно поле g1 | черен цар на бяло поле c8 · черен топ на черно поле d8 · черен офицер на черно поле f8 · черна пешка на черно поле a7 · черна пешка на бяло поле b7 · черна пешка на черно поле c7 · черна пешка на бяло поле h7 · черна пешка на бяло поле g6 · бяла пешка на черно поле e5 · бял кон на бяло поле f5 · бяла пешка на черно поле h4 · бяла пешка на черно поле g3 · бяла пешка на бяло поле a2 · черна дама на черно поле d2 · бяла дама на бяло поле e2 · бяла пешка на черно поле f2 · бял топ на черно поле e1 · бял цар на черно поле g1 | черен цар на бяло поле c8 · черен топ на черно поле d8 · черен офицер на черно поле f8 · черна пешка на черно поле a7 · черна пешка на бяло поле b7 · черна пешка на черно поле c7 · черна пешка на бяло поле h7 · черна пешка на бяло поле g6 · бяла пешка на черно поле e5 · бял кон на бяло поле f5 · бяла пешка на черно поле h4 · бяла пешка на черно поле g3 · бяла пешка на бяло поле a2 · черна дама на черно поле d2 · бяла дама на бяло поле e2 · бяла пешка на черно поле f2 · бял топ на черно поле e1 · бял цар на черно поле g1 | черен цар на бяло поле c8 · черен топ на черно поле d8 · черен офицер на черно поле f8 · черна пешка на черно поле a7 · черна пешка на бяло поле b7 · черна пешка на черно поле c7 · черна пешка на бяло поле h7 · черна пешка на бяло поле g6 · бяла пешка на черно поле e5 · бял кон на бяло поле f5 · бяла пешка на черно поле h4 · бяла пешка на черно поле g3 · бяла пешка на бяло поле a2 · черна дама на черно поле d2 · бяла дама на бяло поле e2 · бяла пешка на черно поле f2 · бял топ на черно поле e1 · бял цар на черно поле g1 | черен цар на бяло поле c8 · черен топ на черно поле d8 · черен офицер на черно поле f8 · черна пешка на черно поле a7 · черна пешка на бяло поле b7 · черна пешка на черно поле c7 · черна пешка на бяло поле h7 · черна пешка на бяло поле g6 · бяла пешка на черно поле e5 · бял кон на бяло поле f5 · бяла пешка на черно поле h4 · бяла пешка на черно поле g3 · бяла пешка на бяло поле a2 · черна дама на черно поле d2 · бяла дама на бяло поле e2 · бяла пешка на черно поле f2 · бял топ на черно поле e1 · бял цар на черно поле g1 | черен цар на бяло поле c8 · черен топ на черно поле d8 · черен офицер на черно поле f8 · черна пешка на черно поле a7 · черна пешка на бяло поле b7 · черна пешка на черно поле c7 · черна пешка на бяло поле h7 · черна пешка на бяло поле g6 · бяла пешка на черно поле e5 · бял кон на бяло поле f5 · бяла пешка на черно поле h4 · бяла пешка на черно поле g3 · бяла пешка на бяло поле a2 · черна дама на черно поле d2 · бяла дама на бяло поле e2 · бяла пешка на черно поле f2 · бял топ на черно поле e1 · бял цар на черно поле g1 | черен цар на бяло поле c8 · черен топ на черно поле d8 · черен офицер на черно поле f8 · черна пешка на черно поле a7 · черна пешка на бяло поле b7 · черна пешка на черно поле c7 · черна пешка на бяло поле h7 · черна пешка на бяло поле g6 · бяла пешка на черно поле e5 · бял кон на бяло поле f5 · бяла пешка на черно поле h4 · бяла пешка на черно поле g3 · бяла пешка на бяло поле a2 · черна дама на черно поле d2 · бяла дама на бяло поле e2 · бяла пешка на черно поле f2 · бял топ на черно поле e1 · бял цар на черно поле g1 | черен цар на бяло поле c8 · черен топ на черно поле d8 · черен офицер на черно поле f8 · черна пешка на черно поле a7 · черна пешка на бяло поле b7 · черна пешка на черно поле c7 · черна пешка на бяло поле h7 · черна пешка на бяло поле g6 · бяла пешка на черно поле e5 · бял кон на бяло поле f5 · бяла пешка на черно поле h4 · бяла пешка на черно поле g3 · бяла пешка на бяло поле a2 · черна дама на черно поле d2 · бяла дама на бяло поле e2 · бяла пешка на черно поле f2 · бял топ на черно поле e1 · бял цар на черно поле g1 | 2 |
| 1 | черен цар на бяло поле c8 · черен топ на черно поле d8 · черен офицер на черно поле f8 · черна пешка на черно поле a7 · черна пешка на бяло поле b7 · черна пешка на черно поле c7 · черна пешка на бяло поле h7 · черна пешка на бяло поле g6 · бяла пешка на черно поле e5 · бял кон на бяло поле f5 · бяла пешка на черно поле h4 · бяла пешка на черно поле g3 · бяла пешка на бяло поле a2 · черна дама на черно поле d2 · бяла дама на бяло поле e2 · бяла пешка на черно поле f2 · бял топ на черно поле e1 · бял цар на черно поле g1 | черен цар на бяло поле c8 · черен топ на черно поле d8 · черен офицер на черно поле f8 · черна пешка на черно поле a7 · черна пешка на бяло поле b7 · черна пешка на черно поле c7 · черна пешка на бяло поле h7 · черна пешка на бяло поле g6 · бяла пешка на черно поле e5 · бял кон на бяло поле f5 · бяла пешка на черно поле h4 · бяла пешка на черно поле g3 · бяла пешка на бяло поле a2 · черна дама на черно поле d2 · бяла дама на бяло поле e2 · бяла пешка на черно поле f2 · бял топ на черно поле e1 · бял цар на черно поле g1 | черен цар на бяло поле c8 · черен топ на черно поле d8 · черен офицер на черно поле f8 · черна пешка на черно поле a7 · черна пешка на бяло поле b7 · черна пешка на черно поле c7 · черна пешка на бяло поле h7 · черна пешка на бяло поле g6 · бяла пешка на черно поле e5 · бял кон на бяло поле f5 · бяла пешка на черно поле h4 · бяла пешка на черно поле g3 · бяла пешка на бяло поле a2 · черна дама на черно поле d2 · бяла дама на бяло поле e2 · бяла пешка на черно поле f2 · бял топ на черно поле e1 · бял цар на черно поле g1 | черен цар на бяло поле c8 · черен топ на черно поле d8 · черен офицер на черно поле f8 · черна пешка на черно поле a7 · черна пешка на бяло поле b7 · черна пешка на черно поле c7 · черна пешка на бяло поле h7 · черна пешка на бяло поле g6 · бяла пешка на черно поле e5 · бял кон на бяло поле f5 · бяла пешка на черно поле h4 · бяла пешка на черно поле g3 · бяла пешка на бяло поле a2 · черна дама на черно поле d2 · бяла дама на бяло поле e2 · бяла пешка на черно поле f2 · бял топ на черно поле e1 · бял цар на черно поле g1 | черен цар на бяло поле c8 · черен топ на черно поле d8 · черен офицер на черно поле f8 · черна пешка на черно поле a7 · черна пешка на бяло поле b7 · черна пешка на черно поле c7 · черна пешка на бяло поле h7 · черна пешка на бяло поле g6 · бяла пешка на черно поле e5 · бял кон на бяло поле f5 · бяла пешка на черно поле h4 · бяла пешка на черно поле g3 · бяла пешка на бяло поле a2 · черна дама на черно поле d2 · бяла дама на бяло поле e2 · бяла пешка на черно поле f2 · бял топ на черно поле e1 · бял цар на черно поле g1 | черен цар на бяло поле c8 · черен топ на черно поле d8 · черен офицер на черно поле f8 · черна пешка на черно поле a7 · черна пешка на бяло поле b7 · черна пешка на черно поле c7 · черна пешка на бяло поле h7 · черна пешка на бяло поле g6 · бяла пешка на черно поле e5 · бял кон на бяло поле f5 · бяла пешка на черно поле h4 · бяла пешка на черно поле g3 · бяла пешка на бяло поле a2 · черна дама на черно поле d2 · бяла дама на бяло поле e2 · бяла пешка на черно поле f2 · бял топ на черно поле e1 · бял цар на черно поле g1 | черен цар на бяло поле c8 · черен топ на черно поле d8 · черен офицер на черно поле f8 · черна пешка на черно поле a7 · черна пешка на бяло поле b7 · черна пешка на черно поле c7 · черна пешка на бяло поле h7 · черна пешка на бяло поле g6 · бяла пешка на черно поле e5 · бял кон на бяло поле f5 · бяла пешка на черно поле h4 · бяла пешка на черно поле g3 · бяла пешка на бяло поле a2 · черна дама на черно поле d2 · бяла дама на бяло поле e2 · бяла пешка на черно поле f2 · бял топ на черно поле e1 · бял цар на черно поле g1 | черен цар на бяло поле c8 · черен топ на черно поле d8 · черен офицер на черно поле f8 · черна пешка на черно поле a7 · черна пешка на бяло поле b7 · черна пешка на черно поле c7 · черна пешка на бяло поле h7 · черна пешка на бяло поле g6 · бяла пешка на черно поле e5 · бял кон на бяло поле f5 · бяла пешка на черно поле h4 · бяла пешка на черно поле g3 · бяла пешка на бяло поле a2 · черна дама на черно поле d2 · бяла дама на бяло поле e2 · бяла пешка на черно поле f2 · бял топ на черно поле e1 · бял цар на черно поле g1 | 1 |
|   | a | b | c | d | e | f | g | h |   |

В позицията на диаграма 2 белите са на ход и очевидно ще бъдат принудени да оттеглят заплашеният кон на е3, тъй като всички останали полета, към които може да се придвижи, са под удар. Обаче прикриващият ход 1.Кd6+! прекъсва защитата на черната дама от черния топ. Ако черните изиграят 1...c:d6 или 1...О:d6, белите ще вземат дамата на черните. Следователно черните нямат по-добра игра от 1...Т:d6 2.e:d6 Д:e2 3.Т:e2 О:d6 или 
2.... Д:d6 3.Дe8+ Дd8 4.Д:d8 Ц:d8, допускайки размяната на дамите със загуба на качество за пешка.
|   | a | b | c | d | e | f | g | h |   |
| 8 | черен топ на бяло поле a8 · черен цар на бяло поле e8 · черен офицер на черно поле f8 · черен топ на черно поле h8 · черна пешка на черно поле a7 · черна пешка на бяло поле b7 · черна пешка на черно поле c7 · черна пешка на черно поле e7 · черна пешка на бяло поле f7 · черна пешка на бяло поле h7 · черен кон на бяло поле c6 · черен офицер на бяло поле g6 · черна дама на черно поле a5 · бял кон на бяло поле d5 · бяла пешка на черно поле g5 · черна пешка на бяло поле e4 · бяла пешка на черно поле f4 · бяла дама на черно поле h4 · бял офицер на черно поле e3 · бял кон на черно поле g3 · бяла пешка на бяло поле a2 · бяла пешка на черно поле b2 · бяла пешка на бяло поле c2 · бяла пешка на черно поле h2 · бял топ на бяло поле d1 · бял топ на бяло поле f1 · бял цар на черно поле g1 | черен топ на бяло поле a8 · черен цар на бяло поле e8 · черен офицер на черно поле f8 · черен топ на черно поле h8 · черна пешка на черно поле a7 · черна пешка на бяло поле b7 · черна пешка на черно поле c7 · черна пешка на черно поле e7 · черна пешка на бяло поле f7 · черна пешка на бяло поле h7 · черен кон на бяло поле c6 · черен офицер на бяло поле g6 · черна дама на черно поле a5 · бял кон на бяло поле d5 · бяла пешка на черно поле g5 · черна пешка на бяло поле e4 · бяла пешка на черно поле f4 · бяла дама на черно поле h4 · бял офицер на черно поле e3 · бял кон на черно поле g3 · бяла пешка на бяло поле a2 · бяла пешка на черно поле b2 · бяла пешка на бяло поле c2 · бяла пешка на черно поле h2 · бял топ на бяло поле d1 · бял топ на бяло поле f1 · бял цар на черно поле g1 | черен топ на бяло поле a8 · черен цар на бяло поле e8 · черен офицер на черно поле f8 · черен топ на черно поле h8 · черна пешка на черно поле a7 · черна пешка на бяло поле b7 · черна пешка на черно поле c7 · черна пешка на черно поле e7 · черна пешка на бяло поле f7 · черна пешка на бяло поле h7 · черен кон на бяло поле c6 · черен офицер на бяло поле g6 · черна дама на черно поле a5 · бял кон на бяло поле d5 · бяла пешка на черно поле g5 · черна пешка на бяло поле e4 · бяла пешка на черно поле f4 · бяла дама на черно поле h4 · бял офицер на черно поле e3 · бял кон на черно поле g3 · бяла пешка на бяло поле a2 · бяла пешка на черно поле b2 · бяла пешка на бяло поле c2 · бяла пешка на черно поле h2 · бял топ на бяло поле d1 · бял топ на бяло поле f1 · бял цар на черно поле g1 | черен топ на бяло поле a8 · черен цар на бяло поле e8 · черен офицер на черно поле f8 · черен топ на черно поле h8 · черна пешка на черно поле a7 · черна пешка на бяло поле b7 · черна пешка на черно поле c7 · черна пешка на черно поле e7 · черна пешка на бяло поле f7 · черна пешка на бяло поле h7 · черен кон на бяло поле c6 · черен офицер на бяло поле g6 · черна дама на черно поле a5 · бял кон на бяло поле d5 · бяла пешка на черно поле g5 · черна пешка на бяло поле e4 · бяла пешка на черно поле f4 · бяла дама на черно поле h4 · бял офицер на черно поле e3 · бял кон на черно поле g3 · бяла пешка на бяло поле a2 · бяла пешка на черно поле b2 · бяла пешка на бяло поле c2 · бяла пешка на черно поле h2 · бял топ на бяло поле d1 · бял топ на бяло поле f1 · бял цар на черно поле g1 | черен топ на бяло поле a8 · черен цар на бяло поле e8 · черен офицер на черно поле f8 · черен топ на черно поле h8 · черна пешка на черно поле a7 · черна пешка на бяло поле b7 · черна пешка на черно поле c7 · черна пешка на черно поле e7 · черна пешка на бяло поле f7 · черна пешка на бяло поле h7 · черен кон на бяло поле c6 · черен офицер на бяло поле g6 · черна дама на черно поле a5 · бял кон на бяло поле d5 · бяла пешка на черно поле g5 · черна пешка на бяло поле e4 · бяла пешка на черно поле f4 · бяла дама на черно поле h4 · бял офицер на черно поле e3 · бял кон на черно поле g3 · бяла пешка на бяло поле a2 · бяла пешка на черно поле b2 · бяла пешка на бяло поле c2 · бяла пешка на черно поле h2 · бял топ на бяло поле d1 · бял топ на бяло поле f1 · бял цар на черно поле g1 | черен топ на бяло поле a8 · черен цар на бяло поле e8 · черен офицер на черно поле f8 · черен топ на черно поле h8 · черна пешка на черно поле a7 · черна пешка на бяло поле b7 · черна пешка на черно поле c7 · черна пешка на черно поле e7 · черна пешка на бяло поле f7 · черна пешка на бяло поле h7 · черен кон на бяло поле c6 · черен офицер на бяло поле g6 · черна дама на черно поле a5 · бял кон на бяло поле d5 · бяла пешка на черно поле g5 · черна пешка на бяло поле e4 · бяла пешка на черно поле f4 · бяла дама на черно поле h4 · бял офицер на черно поле e3 · бял кон на черно поле g3 · бяла пешка на бяло поле a2 · бяла пешка на черно поле b2 · бяла пешка на бяло поле c2 · бяла пешка на черно поле h2 · бял топ на бяло поле d1 · бял топ на бяло поле f1 · бял цар на черно поле g1 | черен топ на бяло поле a8 · черен цар на бяло поле e8 · черен офицер на черно поле f8 · черен топ на черно поле h8 · черна пешка на черно поле a7 · черна пешка на бяло поле b7 · черна пешка на черно поле c7 · черна пешка на черно поле e7 · черна пешка на бяло поле f7 · черна пешка на бяло поле h7 · черен кон на бяло поле c6 · черен офицер на бяло поле g6 · черна дама на черно поле a5 · бял кон на бяло поле d5 · бяла пешка на черно поле g5 · черна пешка на бяло поле e4 · бяла пешка на черно поле f4 · бяла дама на черно поле h4 · бял офицер на черно поле e3 · бял кон на черно поле g3 · бяла пешка на бяло поле a2 · бяла пешка на черно поле b2 · бяла пешка на бяло поле c2 · бяла пешка на черно поле h2 · бял топ на бяло поле d1 · бял топ на бяло поле f1 · бял цар на черно поле g1 | черен топ на бяло поле a8 · черен цар на бяло поле e8 · черен офицер на черно поле f8 · черен топ на черно поле h8 · черна пешка на черно поле a7 · черна пешка на бяло поле b7 · черна пешка на черно поле c7 · черна пешка на черно поле e7 · черна пешка на бяло поле f7 · черна пешка на бяло поле h7 · черен кон на бяло поле c6 · черен офицер на бяло поле g6 · черна дама на черно поле a5 · бял кон на бяло поле d5 · бяла пешка на черно поле g5 · черна пешка на бяло поле e4 · бяла пешка на черно поле f4 · бяла дама на черно поле h4 · бял офицер на черно поле e3 · бял кон на черно поле g3 · бяла пешка на бяло поле a2 · бяла пешка на черно поле b2 · бяла пешка на бяло поле c2 · бяла пешка на черно поле h2 · бял топ на бяло поле d1 · бял топ на бяло поле f1 · бял цар на черно поле g1 | 8 |
| 7 | черен топ на бяло поле a8 · черен цар на бяло поле e8 · черен офицер на черно поле f8 · черен топ на черно поле h8 · черна пешка на черно поле a7 · черна пешка на бяло поле b7 · черна пешка на черно поле c7 · черна пешка на черно поле e7 · черна пешка на бяло поле f7 · черна пешка на бяло поле h7 · черен кон на бяло поле c6 · черен офицер на бяло поле g6 · черна дама на черно поле a5 · бял кон на бяло поле d5 · бяла пешка на черно поле g5 · черна пешка на бяло поле e4 · бяла пешка на черно поле f4 · бяла дама на черно поле h4 · бял офицер на черно поле e3 · бял кон на черно поле g3 · бяла пешка на бяло поле a2 · бяла пешка на черно поле b2 · бяла пешка на бяло поле c2 · бяла пешка на черно поле h2 · бял топ на бяло поле d1 · бял топ на бяло поле f1 · бял цар на черно поле g1 | черен топ на бяло поле a8 · черен цар на бяло поле e8 · черен офицер на черно поле f8 · черен топ на черно поле h8 · черна пешка на черно поле a7 · черна пешка на бяло поле b7 · черна пешка на черно поле c7 · черна пешка на черно поле e7 · черна пешка на бяло поле f7 · черна пешка на бяло поле h7 · черен кон на бяло поле c6 · черен офицер на бяло поле g6 · черна дама на черно поле a5 · бял кон на бяло поле d5 · бяла пешка на черно поле g5 · черна пешка на бяло поле e4 · бяла пешка на черно поле f4 · бяла дама на черно поле h4 · бял офицер на черно поле e3 · бял кон на черно поле g3 · бяла пешка на бяло поле a2 · бяла пешка на черно поле b2 · бяла пешка на бяло поле c2 · бяла пешка на черно поле h2 · бял топ на бяло поле d1 · бял топ на бяло поле f1 · бял цар на черно поле g1 | черен топ на бяло поле a8 · черен цар на бяло поле e8 · черен офицер на черно поле f8 · черен топ на черно поле h8 · черна пешка на черно поле a7 · черна пешка на бяло поле b7 · черна пешка на черно поле c7 · черна пешка на черно поле e7 · черна пешка на бяло поле f7 · черна пешка на бяло поле h7 · черен кон на бяло поле c6 · черен офицер на бяло поле g6 · черна дама на черно поле a5 · бял кон на бяло поле d5 · бяла пешка на черно поле g5 · черна пешка на бяло поле e4 · бяла пешка на черно поле f4 · бяла дама на черно поле h4 · бял офицер на черно поле e3 · бял кон на черно поле g3 · бяла пешка на бяло поле a2 · бяла пешка на черно поле b2 · бяла пешка на бяло поле c2 · бяла пешка на черно поле h2 · бял топ на бяло поле d1 · бял топ на бяло поле f1 · бял цар на черно поле g1 | черен топ на бяло поле a8 · черен цар на бяло поле e8 · черен офицер на черно поле f8 · черен топ на черно поле h8 · черна пешка на черно поле a7 · черна пешка на бяло поле b7 · черна пешка на черно поле c7 · черна пешка на черно поле e7 · черна пешка на бяло поле f7 · черна пешка на бяло поле h7 · черен кон на бяло поле c6 · черен офицер на бяло поле g6 · черна дама на черно поле a5 · бял кон на бяло поле d5 · бяла пешка на черно поле g5 · черна пешка на бяло поле e4 · бяла пешка на черно поле f4 · бяла дама на черно поле h4 · бял офицер на черно поле e3 · бял кон на черно поле g3 · бяла пешка на бяло поле a2 · бяла пешка на черно поле b2 · бяла пешка на бяло поле c2 · бяла пешка на черно поле h2 · бял топ на бяло поле d1 · бял топ на бяло поле f1 · бял цар на черно поле g1 | черен топ на бяло поле a8 · черен цар на бяло поле e8 · черен офицер на черно поле f8 · черен топ на черно поле h8 · черна пешка на черно поле a7 · черна пешка на бяло поле b7 · черна пешка на черно поле c7 · черна пешка на черно поле e7 · черна пешка на бяло поле f7 · черна пешка на бяло поле h7 · черен кон на бяло поле c6 · черен офицер на бяло поле g6 · черна дама на черно поле a5 · бял кон на бяло поле d5 · бяла пешка на черно поле g5 · черна пешка на бяло поле e4 · бяла пешка на черно поле f4 · бяла дама на черно поле h4 · бял офицер на черно поле e3 · бял кон на черно поле g3 · бяла пешка на бяло поле a2 · бяла пешка на черно поле b2 · бяла пешка на бяло поле c2 · бяла пешка на черно поле h2 · бял топ на бяло поле d1 · бял топ на бяло поле f1 · бял цар на черно поле g1 | черен топ на бяло поле a8 · черен цар на бяло поле e8 · черен офицер на черно поле f8 · черен топ на черно поле h8 · черна пешка на черно поле a7 · черна пешка на бяло поле b7 · черна пешка на черно поле c7 · черна пешка на черно поле e7 · черна пешка на бяло поле f7 · черна пешка на бяло поле h7 · черен кон на бяло поле c6 · черен офицер на бяло поле g6 · черна дама на черно поле a5 · бял кон на бяло поле d5 · бяла пешка на черно поле g5 · черна пешка на бяло поле e4 · бяла пешка на черно поле f4 · бяла дама на черно поле h4 · бял офицер на черно поле e3 · бял кон на черно поле g3 · бяла пешка на бяло поле a2 · бяла пешка на черно поле b2 · бяла пешка на бяло поле c2 · бяла пешка на черно поле h2 · бял топ на бяло поле d1 · бял топ на бяло поле f1 · бял цар на черно поле g1 | черен топ на бяло поле a8 · черен цар на бяло поле e8 · черен офицер на черно поле f8 · черен топ на черно поле h8 · черна пешка на черно поле a7 · черна пешка на бяло поле b7 · черна пешка на черно поле c7 · черна пешка на черно поле e7 · черна пешка на бяло поле f7 · черна пешка на бяло поле h7 · черен кон на бяло поле c6 · черен офицер на бяло поле g6 · черна дама на черно поле a5 · бял кон на бяло поле d5 · бяла пешка на черно поле g5 · черна пешка на бяло поле e4 · бяла пешка на черно поле f4 · бяла дама на черно поле h4 · бял офицер на черно поле e3 · бял кон на черно поле g3 · бяла пешка на бяло поле a2 · бяла пешка на черно поле b2 · бяла пешка на бяло поле c2 · бяла пешка на черно поле h2 · бял топ на бяло поле d1 · бял топ на бяло поле f1 · бял цар на черно поле g1 | черен топ на бяло поле a8 · черен цар на бяло поле e8 · черен офицер на черно поле f8 · черен топ на черно поле h8 · черна пешка на черно поле a7 · черна пешка на бяло поле b7 · черна пешка на черно поле c7 · черна пешка на черно поле e7 · черна пешка на бяло поле f7 · черна пешка на бяло поле h7 · черен кон на бяло поле c6 · черен офицер на бяло поле g6 · черна дама на черно поле a5 · бял кон на бяло поле d5 · бяла пешка на черно поле g5 · черна пешка на бяло поле e4 · бяла пешка на черно поле f4 · бяла дама на черно поле h4 · бял офицер на черно поле e3 · бял кон на черно поле g3 · бяла пешка на бяло поле a2 · бяла пешка на черно поле b2 · бяла пешка на бяло поле c2 · бяла пешка на черно поле h2 · бял топ на бяло поле d1 · бял топ на бяло поле f1 · бял цар на черно поле g1 | 7 |
| 6 | черен топ на бяло поле a8 · черен цар на бяло поле e8 · черен офицер на черно поле f8 · черен топ на черно поле h8 · черна пешка на черно поле a7 · черна пешка на бяло поле b7 · черна пешка на черно поле c7 · черна пешка на черно поле e7 · черна пешка на бяло поле f7 · черна пешка на бяло поле h7 · черен кон на бяло поле c6 · черен офицер на бяло поле g6 · черна дама на черно поле a5 · бял кон на бяло поле d5 · бяла пешка на черно поле g5 · черна пешка на бяло поле e4 · бяла пешка на черно поле f4 · бяла дама на черно поле h4 · бял офицер на черно поле e3 · бял кон на черно поле g3 · бяла пешка на бяло поле a2 · бяла пешка на черно поле b2 · бяла пешка на бяло поле c2 · бяла пешка на черно поле h2 · бял топ на бяло поле d1 · бял топ на бяло поле f1 · бял цар на черно поле g1 | черен топ на бяло поле a8 · черен цар на бяло поле e8 · черен офицер на черно поле f8 · черен топ на черно поле h8 · черна пешка на черно поле a7 · черна пешка на бяло поле b7 · черна пешка на черно поле c7 · черна пешка на черно поле e7 · черна пешка на бяло поле f7 · черна пешка на бяло поле h7 · черен кон на бяло поле c6 · черен офицер на бяло поле g6 · черна дама на черно поле a5 · бял кон на бяло поле d5 · бяла пешка на черно поле g5 · черна пешка на бяло поле e4 · бяла пешка на черно поле f4 · бяла дама на черно поле h4 · бял офицер на черно поле e3 · бял кон на черно поле g3 · бяла пешка на бяло поле a2 · бяла пешка на черно поле b2 · бяла пешка на бяло поле c2 · бяла пешка на черно поле h2 · бял топ на бяло поле d1 · бял топ на бяло поле f1 · бял цар на черно поле g1 | черен топ на бяло поле a8 · черен цар на бяло поле e8 · черен офицер на черно поле f8 · черен топ на черно поле h8 · черна пешка на черно поле a7 · черна пешка на бяло поле b7 · черна пешка на черно поле c7 · черна пешка на черно поле e7 · черна пешка на бяло поле f7 · черна пешка на бяло поле h7 · черен кон на бяло поле c6 · черен офицер на бяло поле g6 · черна дама на черно поле a5 · бял кон на бяло поле d5 · бяла пешка на черно поле g5 · черна пешка на бяло поле e4 · бяла пешка на черно поле f4 · бяла дама на черно поле h4 · бял офицер на черно поле e3 · бял кон на черно поле g3 · бяла пешка на бяло поле a2 · бяла пешка на черно поле b2 · бяла пешка на бяло поле c2 · бяла пешка на черно поле h2 · бял топ на бяло поле d1 · бял топ на бяло поле f1 · бял цар на черно поле g1 | черен топ на бяло поле a8 · черен цар на бяло поле e8 · черен офицер на черно поле f8 · черен топ на черно поле h8 · черна пешка на черно поле a7 · черна пешка на бяло поле b7 · черна пешка на черно поле c7 · черна пешка на черно поле e7 · черна пешка на бяло поле f7 · черна пешка на бяло поле h7 · черен кон на бяло поле c6 · черен офицер на бяло поле g6 · черна дама на черно поле a5 · бял кон на бяло поле d5 · бяла пешка на черно поле g5 · черна пешка на бяло поле e4 · бяла пешка на черно поле f4 · бяла дама на черно поле h4 · бял офицер на черно поле e3 · бял кон на черно поле g3 · бяла пешка на бяло поле a2 · бяла пешка на черно поле b2 · бяла пешка на бяло поле c2 · бяла пешка на черно поле h2 · бял топ на бяло поле d1 · бял топ на бяло поле f1 · бял цар на черно поле g1 | черен топ на бяло поле a8 · черен цар на бяло поле e8 · черен офицер на черно поле f8 · черен топ на черно поле h8 · черна пешка на черно поле a7 · черна пешка на бяло поле b7 · черна пешка на черно поле c7 · черна пешка на черно поле e7 · черна пешка на бяло поле f7 · черна пешка на бяло поле h7 · черен кон на бяло поле c6 · черен офицер на бяло поле g6 · черна дама на черно поле a5 · бял кон на бяло поле d5 · бяла пешка на черно поле g5 · черна пешка на бяло поле e4 · бяла пешка на черно поле f4 · бяла дама на черно поле h4 · бял офицер на черно поле e3 · бял кон на черно поле g3 · бяла пешка на бяло поле a2 · бяла пешка на черно поле b2 · бяла пешка на бяло поле c2 · бяла пешка на черно поле h2 · бял топ на бяло поле d1 · бял топ на бяло поле f1 · бял цар на черно поле g1 | черен топ на бяло поле a8 · черен цар на бяло поле e8 · черен офицер на черно поле f8 · черен топ на черно поле h8 · черна пешка на черно поле a7 · черна пешка на бяло поле b7 · черна пешка на черно поле c7 · черна пешка на черно поле e7 · черна пешка на бяло поле f7 · черна пешка на бяло поле h7 · черен кон на бяло поле c6 · черен офицер на бяло поле g6 · черна дама на черно поле a5 · бял кон на бяло поле d5 · бяла пешка на черно поле g5 · черна пешка на бяло поле e4 · бяла пешка на черно поле f4 · бяла дама на черно поле h4 · бял офицер на черно поле e3 · бял кон на черно поле g3 · бяла пешка на бяло поле a2 · бяла пешка на черно поле b2 · бяла пешка на бяло поле c2 · бяла пешка на черно поле h2 · бял топ на бяло поле d1 · бял топ на бяло поле f1 · бял цар на черно поле g1 | черен топ на бяло поле a8 · черен цар на бяло поле e8 · черен офицер на черно поле f8 · черен топ на черно поле h8 · черна пешка на черно поле a7 · черна пешка на бяло поле b7 · черна пешка на черно поле c7 · черна пешка на черно поле e7 · черна пешка на бяло поле f7 · черна пешка на бяло поле h7 · черен кон на бяло поле c6 · черен офицер на бяло поле g6 · черна дама на черно поле a5 · бял кон на бяло поле d5 · бяла пешка на черно поле g5 · черна пешка на бяло поле e4 · бяла пешка на черно поле f4 · бяла дама на черно поле h4 · бял офицер на черно поле e3 · бял кон на черно поле g3 · бяла пешка на бяло поле a2 · бяла пешка на черно поле b2 · бяла пешка на бяло поле c2 · бяла пешка на черно поле h2 · бял топ на бяло поле d1 · бял топ на бяло поле f1 · бял цар на черно поле g1 | черен топ на бяло поле a8 · черен цар на бяло поле e8 · черен офицер на черно поле f8 · черен топ на черно поле h8 · черна пешка на черно поле a7 · черна пешка на бяло поле b7 · черна пешка на черно поле c7 · черна пешка на черно поле e7 · черна пешка на бяло поле f7 · черна пешка на бяло поле h7 · черен кон на бяло поле c6 · черен офицер на бяло поле g6 · черна дама на черно поле a5 · бял кон на бяло поле d5 · бяла пешка на черно поле g5 · черна пешка на бяло поле e4 · бяла пешка на черно поле f4 · бяла дама на черно поле h4 · бял офицер на черно поле e3 · бял кон на черно поле g3 · бяла пешка на бяло поле a2 · бяла пешка на черно поле b2 · бяла пешка на бяло поле c2 · бяла пешка на черно поле h2 · бял топ на бяло поле d1 · бял топ на бяло поле f1 · бял цар на черно поле g1 | 6 |
| 5 | черен топ на бяло поле a8 · черен цар на бяло поле e8 · черен офицер на черно поле f8 · черен топ на черно поле h8 · черна пешка на черно поле a7 · черна пешка на бяло поле b7 · черна пешка на черно поле c7 · черна пешка на черно поле e7 · черна пешка на бяло поле f7 · черна пешка на бяло поле h7 · черен кон на бяло поле c6 · черен офицер на бяло поле g6 · черна дама на черно поле a5 · бял кон на бяло поле d5 · бяла пешка на черно поле g5 · черна пешка на бяло поле e4 · бяла пешка на черно поле f4 · бяла дама на черно поле h4 · бял офицер на черно поле e3 · бял кон на черно поле g3 · бяла пешка на бяло поле a2 · бяла пешка на черно поле b2 · бяла пешка на бяло поле c2 · бяла пешка на черно поле h2 · бял топ на бяло поле d1 · бял топ на бяло поле f1 · бял цар на черно поле g1 | черен топ на бяло поле a8 · черен цар на бяло поле e8 · черен офицер на черно поле f8 · черен топ на черно поле h8 · черна пешка на черно поле a7 · черна пешка на бяло поле b7 · черна пешка на черно поле c7 · черна пешка на черно поле e7 · черна пешка на бяло поле f7 · черна пешка на бяло поле h7 · черен кон на бяло поле c6 · черен офицер на бяло поле g6 · черна дама на черно поле a5 · бял кон на бяло поле d5 · бяла пешка на черно поле g5 · черна пешка на бяло поле e4 · бяла пешка на черно поле f4 · бяла дама на черно поле h4 · бял офицер на черно поле e3 · бял кон на черно поле g3 · бяла пешка на бяло поле a2 · бяла пешка на черно поле b2 · бяла пешка на бяло поле c2 · бяла пешка на черно поле h2 · бял топ на бяло поле d1 · бял топ на бяло поле f1 · бял цар на черно поле g1 | черен топ на бяло поле a8 · черен цар на бяло поле e8 · черен офицер на черно поле f8 · черен топ на черно поле h8 · черна пешка на черно поле a7 · черна пешка на бяло поле b7 · черна пешка на черно поле c7 · черна пешка на черно поле e7 · черна пешка на бяло поле f7 · черна пешка на бяло поле h7 · черен кон на бяло поле c6 · черен офицер на бяло поле g6 · черна дама на черно поле a5 · бял кон на бяло поле d5 · бяла пешка на черно поле g5 · черна пешка на бяло поле e4 · бяла пешка на черно поле f4 · бяла дама на черно поле h4 · бял офицер на черно поле e3 · бял кон на черно поле g3 · бяла пешка на бяло поле a2 · бяла пешка на черно поле b2 · бяла пешка на бяло поле c2 · бяла пешка на черно поле h2 · бял топ на бяло поле d1 · бял топ на бяло поле f1 · бял цар на черно поле g1 | черен топ на бяло поле a8 · черен цар на бяло поле e8 · черен офицер на черно поле f8 · черен топ на черно поле h8 · черна пешка на черно поле a7 · черна пешка на бяло поле b7 · черна пешка на черно поле c7 · черна пешка на черно поле e7 · черна пешка на бяло поле f7 · черна пешка на бяло поле h7 · черен кон на бяло поле c6 · черен офицер на бяло поле g6 · черна дама на черно поле a5 · бял кон на бяло поле d5 · бяла пешка на черно поле g5 · черна пешка на бяло поле e4 · бяла пешка на черно поле f4 · бяла дама на черно поле h4 · бял офицер на черно поле e3 · бял кон на черно поле g3 · бяла пешка на бяло поле a2 · бяла пешка на черно поле b2 · бяла пешка на бяло поле c2 · бяла пешка на черно поле h2 · бял топ на бяло поле d1 · бял топ на бяло поле f1 · бял цар на черно поле g1 | черен топ на бяло поле a8 · черен цар на бяло поле e8 · черен офицер на черно поле f8 · черен топ на черно поле h8 · черна пешка на черно поле a7 · черна пешка на бяло поле b7 · черна пешка на черно поле c7 · черна пешка на черно поле e7 · черна пешка на бяло поле f7 · черна пешка на бяло поле h7 · черен кон на бяло поле c6 · черен офицер на бяло поле g6 · черна дама на черно поле a5 · бял кон на бяло поле d5 · бяла пешка на черно поле g5 · черна пешка на бяло поле e4 · бяла пешка на черно поле f4 · бяла дама на черно поле h4 · бял офицер на черно поле e3 · бял кон на черно поле g3 · бяла пешка на бяло поле a2 · бяла пешка на черно поле b2 · бяла пешка на бяло поле c2 · бяла пешка на черно поле h2 · бял топ на бяло поле d1 · бял топ на бяло поле f1 · бял цар на черно поле g1 | черен топ на бяло поле a8 · черен цар на бяло поле e8 · черен офицер на черно поле f8 · черен топ на черно поле h8 · черна пешка на черно поле a7 · черна пешка на бяло поле b7 · черна пешка на черно поле c7 · черна пешка на черно поле e7 · черна пешка на бяло поле f7 · черна пешка на бяло поле h7 · черен кон на бяло поле c6 · черен офицер на бяло поле g6 · черна дама на черно поле a5 · бял кон на бяло поле d5 · бяла пешка на черно поле g5 · черна пешка на бяло поле e4 · бяла пешка на черно поле f4 · бяла дама на черно поле h4 · бял офицер на черно поле e3 · бял кон на черно поле g3 · бяла пешка на бяло поле a2 · бяла пешка на черно поле b2 · бяла пешка на бяло поле c2 · бяла пешка на черно поле h2 · бял топ на бяло поле d1 · бял топ на бяло поле f1 · бял цар на черно поле g1 | черен топ на бяло поле a8 · черен цар на бяло поле e8 · черен офицер на черно поле f8 · черен топ на черно поле h8 · черна пешка на черно поле a7 · черна пешка на бяло поле b7 · черна пешка на черно поле c7 · черна пешка на черно поле e7 · черна пешка на бяло поле f7 · черна пешка на бяло поле h7 · черен кон на бяло поле c6 · черен офицер на бяло поле g6 · черна дама на черно поле a5 · бял кон на бяло поле d5 · бяла пешка на черно поле g5 · черна пешка на бяло поле e4 · бяла пешка на черно поле f4 · бяла дама на черно поле h4 · бял офицер на черно поле e3 · бял кон на черно поле g3 · бяла пешка на бяло поле a2 · бяла пешка на черно поле b2 · бяла пешка на бяло поле c2 · бяла пешка на черно поле h2 · бял топ на бяло поле d1 · бял топ на бяло поле f1 · бял цар на черно поле g1 | черен топ на бяло поле a8 · черен цар на бяло поле e8 · черен офицер на черно поле f8 · черен топ на черно поле h8 · черна пешка на черно поле a7 · черна пешка на бяло поле b7 · черна пешка на черно поле c7 · черна пешка на черно поле e7 · черна пешка на бяло поле f7 · черна пешка на бяло поле h7 · черен кон на бяло поле c6 · черен офицер на бяло поле g6 · черна дама на черно поле a5 · бял кон на бяло поле d5 · бяла пешка на черно поле g5 · черна пешка на бяло поле e4 · бяла пешка на черно поле f4 · бяла дама на черно поле h4 · бял офицер на черно поле e3 · бял кон на черно поле g3 · бяла пешка на бяло поле a2 · бяла пешка на черно поле b2 · бяла пешка на бяло поле c2 · бяла пешка на черно поле h2 · бял топ на бяло поле d1 · бял топ на бяло поле f1 · бял цар на черно поле g1 | 5 |
| 4 | черен топ на бяло поле a8 · черен цар на бяло поле e8 · черен офицер на черно поле f8 · черен топ на черно поле h8 · черна пешка на черно поле a7 · черна пешка на бяло поле b7 · черна пешка на черно поле c7 · черна пешка на черно поле e7 · черна пешка на бяло поле f7 · черна пешка на бяло поле h7 · черен кон на бяло поле c6 · черен офицер на бяло поле g6 · черна дама на черно поле a5 · бял кон на бяло поле d5 · бяла пешка на черно поле g5 · черна пешка на бяло поле e4 · бяла пешка на черно поле f4 · бяла дама на черно поле h4 · бял офицер на черно поле e3 · бял кон на черно поле g3 · бяла пешка на бяло поле a2 · бяла пешка на черно поле b2 · бяла пешка на бяло поле c2 · бяла пешка на черно поле h2 · бял топ на бяло поле d1 · бял топ на бяло поле f1 · бял цар на черно поле g1 | черен топ на бяло поле a8 · черен цар на бяло поле e8 · черен офицер на черно поле f8 · черен топ на черно поле h8 · черна пешка на черно поле a7 · черна пешка на бяло поле b7 · черна пешка на черно поле c7 · черна пешка на черно поле e7 · черна пешка на бяло поле f7 · черна пешка на бяло поле h7 · черен кон на бяло поле c6 · черен офицер на бяло поле g6 · черна дама на черно поле a5 · бял кон на бяло поле d5 · бяла пешка на черно поле g5 · черна пешка на бяло поле e4 · бяла пешка на черно поле f4 · бяла дама на черно поле h4 · бял офицер на черно поле e3 · бял кон на черно поле g3 · бяла пешка на бяло поле a2 · бяла пешка на черно поле b2 · бяла пешка на бяло поле c2 · бяла пешка на черно поле h2 · бял топ на бяло поле d1 · бял топ на бяло поле f1 · бял цар на черно поле g1 | черен топ на бяло поле a8 · черен цар на бяло поле e8 · черен офицер на черно поле f8 · черен топ на черно поле h8 · черна пешка на черно поле a7 · черна пешка на бяло поле b7 · черна пешка на черно поле c7 · черна пешка на черно поле e7 · черна пешка на бяло поле f7 · черна пешка на бяло поле h7 · черен кон на бяло поле c6 · черен офицер на бяло поле g6 · черна дама на черно поле a5 · бял кон на бяло поле d5 · бяла пешка на черно поле g5 · черна пешка на бяло поле e4 · бяла пешка на черно поле f4 · бяла дама на черно поле h4 · бял офицер на черно поле e3 · бял кон на черно поле g3 · бяла пешка на бяло поле a2 · бяла пешка на черно поле b2 · бяла пешка на бяло поле c2 · бяла пешка на черно поле h2 · бял топ на бяло поле d1 · бял топ на бяло поле f1 · бял цар на черно поле g1 | черен топ на бяло поле a8 · черен цар на бяло поле e8 · черен офицер на черно поле f8 · черен топ на черно поле h8 · черна пешка на черно поле a7 · черна пешка на бяло поле b7 · черна пешка на черно поле c7 · черна пешка на черно поле e7 · черна пешка на бяло поле f7 · черна пешка на бяло поле h7 · черен кон на бяло поле c6 · черен офицер на бяло поле g6 · черна дама на черно поле a5 · бял кон на бяло поле d5 · бяла пешка на черно поле g5 · черна пешка на бяло поле e4 · бяла пешка на черно поле f4 · бяла дама на черно поле h4 · бял офицер на черно поле e3 · бял кон на черно поле g3 · бяла пешка на бяло поле a2 · бяла пешка на черно поле b2 · бяла пешка на бяло поле c2 · бяла пешка на черно поле h2 · бял топ на бяло поле d1 · бял топ на бяло поле f1 · бял цар на черно поле g1 | черен топ на бяло поле a8 · черен цар на бяло поле e8 · черен офицер на черно поле f8 · черен топ на черно поле h8 · черна пешка на черно поле a7 · черна пешка на бяло поле b7 · черна пешка на черно поле c7 · черна пешка на черно поле e7 · черна пешка на бяло поле f7 · черна пешка на бяло поле h7 · черен кон на бяло поле c6 · черен офицер на бяло поле g6 · черна дама на черно поле a5 · бял кон на бяло поле d5 · бяла пешка на черно поле g5 · черна пешка на бяло поле e4 · бяла пешка на черно поле f4 · бяла дама на черно поле h4 · бял офицер на черно поле e3 · бял кон на черно поле g3 · бяла пешка на бяло поле a2 · бяла пешка на черно поле b2 · бяла пешка на бяло поле c2 · бяла пешка на черно поле h2 · бял топ на бяло поле d1 · бял топ на бяло поле f1 · бял цар на черно поле g1 | черен топ на бяло поле a8 · черен цар на бяло поле e8 · черен офицер на черно поле f8 · черен топ на черно поле h8 · черна пешка на черно поле a7 · черна пешка на бяло поле b7 · черна пешка на черно поле c7 · черна пешка на черно поле e7 · черна пешка на бяло поле f7 · черна пешка на бяло поле h7 · черен кон на бяло поле c6 · черен офицер на бяло поле g6 · черна дама на черно поле a5 · бял кон на бяло поле d5 · бяла пешка на черно поле g5 · черна пешка на бяло поле e4 · бяла пешка на черно поле f4 · бяла дама на черно поле h4 · бял офицер на черно поле e3 · бял кон на черно поле g3 · бяла пешка на бяло поле a2 · бяла пешка на черно поле b2 · бяла пешка на бяло поле c2 · бяла пешка на черно поле h2 · бял топ на бяло поле d1 · бял топ на бяло поле f1 · бял цар на черно поле g1 | черен топ на бяло поле a8 · черен цар на бяло поле e8 · черен офицер на черно поле f8 · черен топ на черно поле h8 · черна пешка на черно поле a7 · черна пешка на бяло поле b7 · черна пешка на черно поле c7 · черна пешка на черно поле e7 · черна пешка на бяло поле f7 · черна пешка на бяло поле h7 · черен кон на бяло поле c6 · черен офицер на бяло поле g6 · черна дама на черно поле a5 · бял кон на бяло поле d5 · бяла пешка на черно поле g5 · черна пешка на бяло поле e4 · бяла пешка на черно поле f4 · бяла дама на черно поле h4 · бял офицер на черно поле e3 · бял кон на черно поле g3 · бяла пешка на бяло поле a2 · бяла пешка на черно поле b2 · бяла пешка на бяло поле c2 · бяла пешка на черно поле h2 · бял топ на бяло поле d1 · бял топ на бяло поле f1 · бял цар на черно поле g1 | черен топ на бяло поле a8 · черен цар на бяло поле e8 · черен офицер на черно поле f8 · черен топ на черно поле h8 · черна пешка на черно поле a7 · черна пешка на бяло поле b7 · черна пешка на черно поле c7 · черна пешка на черно поле e7 · черна пешка на бяло поле f7 · черна пешка на бяло поле h7 · черен кон на бяло поле c6 · черен офицер на бяло поле g6 · черна дама на черно поле a5 · бял кон на бяло поле d5 · бяла пешка на черно поле g5 · черна пешка на бяло поле e4 · бяла пешка на черно поле f4 · бяла дама на черно поле h4 · бял офицер на черно поле e3 · бял кон на черно поле g3 · бяла пешка на бяло поле a2 · бяла пешка на черно поле b2 · бяла пешка на бяло поле c2 · бяла пешка на черно поле h2 · бял топ на бяло поле d1 · бял топ на бяло поле f1 · бял цар на черно поле g1 | 4 |
| 3 | черен топ на бяло поле a8 · черен цар на бяло поле e8 · черен офицер на черно поле f8 · черен топ на черно поле h8 · черна пешка на черно поле a7 · черна пешка на бяло поле b7 · черна пешка на черно поле c7 · черна пешка на черно поле e7 · черна пешка на бяло поле f7 · черна пешка на бяло поле h7 · черен кон на бяло поле c6 · черен офицер на бяло поле g6 · черна дама на черно поле a5 · бял кон на бяло поле d5 · бяла пешка на черно поле g5 · черна пешка на бяло поле e4 · бяла пешка на черно поле f4 · бяла дама на черно поле h4 · бял офицер на черно поле e3 · бял кон на черно поле g3 · бяла пешка на бяло поле a2 · бяла пешка на черно поле b2 · бяла пешка на бяло поле c2 · бяла пешка на черно поле h2 · бял топ на бяло поле d1 · бял топ на бяло поле f1 · бял цар на черно поле g1 | черен топ на бяло поле a8 · черен цар на бяло поле e8 · черен офицер на черно поле f8 · черен топ на черно поле h8 · черна пешка на черно поле a7 · черна пешка на бяло поле b7 · черна пешка на черно поле c7 · черна пешка на черно поле e7 · черна пешка на бяло поле f7 · черна пешка на бяло поле h7 · черен кон на бяло поле c6 · черен офицер на бяло поле g6 · черна дама на черно поле a5 · бял кон на бяло поле d5 · бяла пешка на черно поле g5 · черна пешка на бяло поле e4 · бяла пешка на черно поле f4 · бяла дама на черно поле h4 · бял офицер на черно поле e3 · бял кон на черно поле g3 · бяла пешка на бяло поле a2 · бяла пешка на черно поле b2 · бяла пешка на бяло поле c2 · бяла пешка на черно поле h2 · бял топ на бяло поле d1 · бял топ на бяло поле f1 · бял цар на черно поле g1 | черен топ на бяло поле a8 · черен цар на бяло поле e8 · черен офицер на черно поле f8 · черен топ на черно поле h8 · черна пешка на черно поле a7 · черна пешка на бяло поле b7 · черна пешка на черно поле c7 · черна пешка на черно поле e7 · черна пешка на бяло поле f7 · черна пешка на бяло поле h7 · черен кон на бяло поле c6 · черен офицер на бяло поле g6 · черна дама на черно поле a5 · бял кон на бяло поле d5 · бяла пешка на черно поле g5 · черна пешка на бяло поле e4 · бяла пешка на черно поле f4 · бяла дама на черно поле h4 · бял офицер на черно поле e3 · бял кон на черно поле g3 · бяла пешка на бяло поле a2 · бяла пешка на черно поле b2 · бяла пешка на бяло поле c2 · бяла пешка на черно поле h2 · бял топ на бяло поле d1 · бял топ на бяло поле f1 · бял цар на черно поле g1 | черен топ на бяло поле a8 · черен цар на бяло поле e8 · черен офицер на черно поле f8 · черен топ на черно поле h8 · черна пешка на черно поле a7 · черна пешка на бяло поле b7 · черна пешка на черно поле c7 · черна пешка на черно поле e7 · черна пешка на бяло поле f7 · черна пешка на бяло поле h7 · черен кон на бяло поле c6 · черен офицер на бяло поле g6 · черна дама на черно поле a5 · бял кон на бяло поле d5 · бяла пешка на черно поле g5 · черна пешка на бяло поле e4 · бяла пешка на черно поле f4 · бяла дама на черно поле h4 · бял офицер на черно поле e3 · бял кон на черно поле g3 · бяла пешка на бяло поле a2 · бяла пешка на черно поле b2 · бяла пешка на бяло поле c2 · бяла пешка на черно поле h2 · бял топ на бяло поле d1 · бял топ на бяло поле f1 · бял цар на черно поле g1 | черен топ на бяло поле a8 · черен цар на бяло поле e8 · черен офицер на черно поле f8 · черен топ на черно поле h8 · черна пешка на черно поле a7 · черна пешка на бяло поле b7 · черна пешка на черно поле c7 · черна пешка на черно поле e7 · черна пешка на бяло поле f7 · черна пешка на бяло поле h7 · черен кон на бяло поле c6 · черен офицер на бяло поле g6 · черна дама на черно поле a5 · бял кон на бяло поле d5 · бяла пешка на черно поле g5 · черна пешка на бяло поле e4 · бяла пешка на черно поле f4 · бяла дама на черно поле h4 · бял офицер на черно поле e3 · бял кон на черно поле g3 · бяла пешка на бяло поле a2 · бяла пешка на черно поле b2 · бяла пешка на бяло поле c2 · бяла пешка на черно поле h2 · бял топ на бяло поле d1 · бял топ на бяло поле f1 · бял цар на черно поле g1 | черен топ на бяло поле a8 · черен цар на бяло поле e8 · черен офицер на черно поле f8 · черен топ на черно поле h8 · черна пешка на черно поле a7 · черна пешка на бяло поле b7 · черна пешка на черно поле c7 · черна пешка на черно поле e7 · черна пешка на бяло поле f7 · черна пешка на бяло поле h7 · черен кон на бяло поле c6 · черен офицер на бяло поле g6 · черна дама на черно поле a5 · бял кон на бяло поле d5 · бяла пешка на черно поле g5 · черна пешка на бяло поле e4 · бяла пешка на черно поле f4 · бяла дама на черно поле h4 · бял офицер на черно поле e3 · бял кон на черно поле g3 · бяла пешка на бяло поле a2 · бяла пешка на черно поле b2 · бяла пешка на бяло поле c2 · бяла пешка на черно поле h2 · бял топ на бяло поле d1 · бял топ на бяло поле f1 · бял цар на черно поле g1 | черен топ на бяло поле a8 · черен цар на бяло поле e8 · черен офицер на черно поле f8 · черен топ на черно поле h8 · черна пешка на черно поле a7 · черна пешка на бяло поле b7 · черна пешка на черно поле c7 · черна пешка на черно поле e7 · черна пешка на бяло поле f7 · черна пешка на бяло поле h7 · черен кон на бяло поле c6 · черен офицер на бяло поле g6 · черна дама на черно поле a5 · бял кон на бяло поле d5 · бяла пешка на черно поле g5 · черна пешка на бяло поле e4 · бяла пешка на черно поле f4 · бяла дама на черно поле h4 · бял офицер на черно поле e3 · бял кон на черно поле g3 · бяла пешка на бяло поле a2 · бяла пешка на черно поле b2 · бяла пешка на бяло поле c2 · бяла пешка на черно поле h2 · бял топ на бяло поле d1 · бял топ на бяло поле f1 · бял цар на черно поле g1 | черен топ на бяло поле a8 · черен цар на бяло поле e8 · черен офицер на черно поле f8 · черен топ на черно поле h8 · черна пешка на черно поле a7 · черна пешка на бяло поле b7 · черна пешка на черно поле c7 · черна пешка на черно поле e7 · черна пешка на бяло поле f7 · черна пешка на бяло поле h7 · черен кон на бяло поле c6 · черен офицер на бяло поле g6 · черна дама на черно поле a5 · бял кон на бяло поле d5 · бяла пешка на черно поле g5 · черна пешка на бяло поле e4 · бяла пешка на черно поле f4 · бяла дама на черно поле h4 · бял офицер на черно поле e3 · бял кон на черно поле g3 · бяла пешка на бяло поле a2 · бяла пешка на черно поле b2 · бяла пешка на бяло поле c2 · бяла пешка на черно поле h2 · бял топ на бяло поле d1 · бял топ на бяло поле f1 · бял цар на черно поле g1 | 3 |
| 2 | черен топ на бяло поле a8 · черен цар на бяло поле e8 · черен офицер на черно поле f8 · черен топ на черно поле h8 · черна пешка на черно поле a7 · черна пешка на бяло поле b7 · черна пешка на черно поле c7 · черна пешка на черно поле e7 · черна пешка на бяло поле f7 · черна пешка на бяло поле h7 · черен кон на бяло поле c6 · черен офицер на бяло поле g6 · черна дама на черно поле a5 · бял кон на бяло поле d5 · бяла пешка на черно поле g5 · черна пешка на бяло поле e4 · бяла пешка на черно поле f4 · бяла дама на черно поле h4 · бял офицер на черно поле e3 · бял кон на черно поле g3 · бяла пешка на бяло поле a2 · бяла пешка на черно поле b2 · бяла пешка на бяло поле c2 · бяла пешка на черно поле h2 · бял топ на бяло поле d1 · бял топ на бяло поле f1 · бял цар на черно поле g1 | черен топ на бяло поле a8 · черен цар на бяло поле e8 · черен офицер на черно поле f8 · черен топ на черно поле h8 · черна пешка на черно поле a7 · черна пешка на бяло поле b7 · черна пешка на черно поле c7 · черна пешка на черно поле e7 · черна пешка на бяло поле f7 · черна пешка на бяло поле h7 · черен кон на бяло поле c6 · черен офицер на бяло поле g6 · черна дама на черно поле a5 · бял кон на бяло поле d5 · бяла пешка на черно поле g5 · черна пешка на бяло поле e4 · бяла пешка на черно поле f4 · бяла дама на черно поле h4 · бял офицер на черно поле e3 · бял кон на черно поле g3 · бяла пешка на бяло поле a2 · бяла пешка на черно поле b2 · бяла пешка на бяло поле c2 · бяла пешка на черно поле h2 · бял топ на бяло поле d1 · бял топ на бяло поле f1 · бял цар на черно поле g1 | черен топ на бяло поле a8 · черен цар на бяло поле e8 · черен офицер на черно поле f8 · черен топ на черно поле h8 · черна пешка на черно поле a7 · черна пешка на бяло поле b7 · черна пешка на черно поле c7 · черна пешка на черно поле e7 · черна пешка на бяло поле f7 · черна пешка на бяло поле h7 · черен кон на бяло поле c6 · черен офицер на бяло поле g6 · черна дама на черно поле a5 · бял кон на бяло поле d5 · бяла пешка на черно поле g5 · черна пешка на бяло поле e4 · бяла пешка на черно поле f4 · бяла дама на черно поле h4 · бял офицер на черно поле e3 · бял кон на черно поле g3 · бяла пешка на бяло поле a2 · бяла пешка на черно поле b2 · бяла пешка на бяло поле c2 · бяла пешка на черно поле h2 · бял топ на бяло поле d1 · бял топ на бяло поле f1 · бял цар на черно поле g1 | черен топ на бяло поле a8 · черен цар на бяло поле e8 · черен офицер на черно поле f8 · черен топ на черно поле h8 · черна пешка на черно поле a7 · черна пешка на бяло поле b7 · черна пешка на черно поле c7 · черна пешка на черно поле e7 · черна пешка на бяло поле f7 · черна пешка на бяло поле h7 · черен кон на бяло поле c6 · черен офицер на бяло поле g6 · черна дама на черно поле a5 · бял кон на бяло поле d5 · бяла пешка на черно поле g5 · черна пешка на бяло поле e4 · бяла пешка на черно поле f4 · бяла дама на черно поле h4 · бял офицер на черно поле e3 · бял кон на черно поле g3 · бяла пешка на бяло поле a2 · бяла пешка на черно поле b2 · бяла пешка на бяло поле c2 · бяла пешка на черно поле h2 · бял топ на бяло поле d1 · бял топ на бяло поле f1 · бял цар на черно поле g1 | черен топ на бяло поле a8 · черен цар на бяло поле e8 · черен офицер на черно поле f8 · черен топ на черно поле h8 · черна пешка на черно поле a7 · черна пешка на бяло поле b7 · черна пешка на черно поле c7 · черна пешка на черно поле e7 · черна пешка на бяло поле f7 · черна пешка на бяло поле h7 · черен кон на бяло поле c6 · черен офицер на бяло поле g6 · черна дама на черно поле a5 · бял кон на бяло поле d5 · бяла пешка на черно поле g5 · черна пешка на бяло поле e4 · бяла пешка на черно поле f4 · бяла дама на черно поле h4 · бял офицер на черно поле e3 · бял кон на черно поле g3 · бяла пешка на бяло поле a2 · бяла пешка на черно поле b2 · бяла пешка на бяло поле c2 · бяла пешка на черно поле h2 · бял топ на бяло поле d1 · бял топ на бяло поле f1 · бял цар на черно поле g1 | черен топ на бяло поле a8 · черен цар на бяло поле e8 · черен офицер на черно поле f8 · черен топ на черно поле h8 · черна пешка на черно поле a7 · черна пешка на бяло поле b7 · черна пешка на черно поле c7 · черна пешка на черно поле e7 · черна пешка на бяло поле f7 · черна пешка на бяло поле h7 · черен кон на бяло поле c6 · черен офицер на бяло поле g6 · черна дама на черно поле a5 · бял кон на бяло поле d5 · бяла пешка на черно поле g5 · черна пешка на бяло поле e4 · бяла пешка на черно поле f4 · бяла дама на черно поле h4 · бял офицер на черно поле e3 · бял кон на черно поле g3 · бяла пешка на бяло поле a2 · бяла пешка на черно поле b2 · бяла пешка на бяло поле c2 · бяла пешка на черно поле h2 · бял топ на бяло поле d1 · бял топ на бяло поле f1 · бял цар на черно поле g1 | черен топ на бяло поле a8 · черен цар на бяло поле e8 · черен офицер на черно поле f8 · черен топ на черно поле h8 · черна пешка на черно поле a7 · черна пешка на бяло поле b7 · черна пешка на черно поле c7 · черна пешка на черно поле e7 · черна пешка на бяло поле f7 · черна пешка на бяло поле h7 · черен кон на бяло поле c6 · черен офицер на бяло поле g6 · черна дама на черно поле a5 · бял кон на бяло поле d5 · бяла пешка на черно поле g5 · черна пешка на бяло поле e4 · бяла пешка на черно поле f4 · бяла дама на черно поле h4 · бял офицер на черно поле e3 · бял кон на черно поле g3 · бяла пешка на бяло поле a2 · бяла пешка на черно поле b2 · бяла пешка на бяло поле c2 · бяла пешка на черно поле h2 · бял топ на бяло поле d1 · бял топ на бяло поле f1 · бял цар на черно поле g1 | черен топ на бяло поле a8 · черен цар на бяло поле e8 · черен офицер на черно поле f8 · черен топ на черно поле h8 · черна пешка на черно поле a7 · черна пешка на бяло поле b7 · черна пешка на черно поле c7 · черна пешка на черно поле e7 · черна пешка на бяло поле f7 · черна пешка на бяло поле h7 · черен кон на бяло поле c6 · черен офицер на бяло поле g6 · черна дама на черно поле a5 · бял кон на бяло поле d5 · бяла пешка на черно поле g5 · черна пешка на бяло поле e4 · бяла пешка на черно поле f4 · бяла дама на черно поле h4 · бял офицер на черно поле e3 · бял кон на черно поле g3 · бяла пешка на бяло поле a2 · бяла пешка на черно поле b2 · бяла пешка на бяло поле c2 · бяла пешка на черно поле h2 · бял топ на бяло поле d1 · бял топ на бяло поле f1 · бял цар на черно поле g1 | 2 |
| 1 | черен топ на бяло поле a8 · черен цар на бяло поле e8 · черен офицер на черно поле f8 · черен топ на черно поле h8 · черна пешка на черно поле a7 · черна пешка на бяло поле b7 · черна пешка на черно поле c7 · черна пешка на черно поле e7 · черна пешка на бяло поле f7 · черна пешка на бяло поле h7 · черен кон на бяло поле c6 · черен офицер на бяло поле g6 · черна дама на черно поле a5 · бял кон на бяло поле d5 · бяла пешка на черно поле g5 · черна пешка на бяло поле e4 · бяла пешка на черно поле f4 · бяла дама на черно поле h4 · бял офицер на черно поле e3 · бял кон на черно поле g3 · бяла пешка на бяло поле a2 · бяла пешка на черно поле b2 · бяла пешка на бяло поле c2 · бяла пешка на черно поле h2 · бял топ на бяло поле d1 · бял топ на бяло поле f1 · бял цар на черно поле g1 | черен топ на бяло поле a8 · черен цар на бяло поле e8 · черен офицер на черно поле f8 · черен топ на черно поле h8 · черна пешка на черно поле a7 · черна пешка на бяло поле b7 · черна пешка на черно поле c7 · черна пешка на черно поле e7 · черна пешка на бяло поле f7 · черна пешка на бяло поле h7 · черен кон на бяло поле c6 · черен офицер на бяло поле g6 · черна дама на черно поле a5 · бял кон на бяло поле d5 · бяла пешка на черно поле g5 · черна пешка на бяло поле e4 · бяла пешка на черно поле f4 · бяла дама на черно поле h4 · бял офицер на черно поле e3 · бял кон на черно поле g3 · бяла пешка на бяло поле a2 · бяла пешка на черно поле b2 · бяла пешка на бяло поле c2 · бяла пешка на черно поле h2 · бял топ на бяло поле d1 · бял топ на бяло поле f1 · бял цар на черно поле g1 | черен топ на бяло поле a8 · черен цар на бяло поле e8 · черен офицер на черно поле f8 · черен топ на черно поле h8 · черна пешка на черно поле a7 · черна пешка на бяло поле b7 · черна пешка на черно поле c7 · черна пешка на черно поле e7 · черна пешка на бяло поле f7 · черна пешка на бяло поле h7 · черен кон на бяло поле c6 · черен офицер на бяло поле g6 · черна дама на черно поле a5 · бял кон на бяло поле d5 · бяла пешка на черно поле g5 · черна пешка на бяло поле e4 · бяла пешка на черно поле f4 · бяла дама на черно поле h4 · бял офицер на черно поле e3 · бял кон на черно поле g3 · бяла пешка на бяло поле a2 · бяла пешка на черно поле b2 · бяла пешка на бяло поле c2 · бяла пешка на черно поле h2 · бял топ на бяло поле d1 · бял топ на бяло поле f1 · бял цар на черно поле g1 | черен топ на бяло поле a8 · черен цар на бяло поле e8 · черен офицер на черно поле f8 · черен топ на черно поле h8 · черна пешка на черно поле a7 · черна пешка на бяло поле b7 · черна пешка на черно поле c7 · черна пешка на черно поле e7 · черна пешка на бяло поле f7 · черна пешка на бяло поле h7 · черен кон на бяло поле c6 · черен офицер на бяло поле g6 · черна дама на черно поле a5 · бял кон на бяло поле d5 · бяла пешка на черно поле g5 · черна пешка на бяло поле e4 · бяла пешка на черно поле f4 · бяла дама на черно поле h4 · бял офицер на черно поле e3 · бял кон на черно поле g3 · бяла пешка на бяло поле a2 · бяла пешка на черно поле b2 · бяла пешка на бяло поле c2 · бяла пешка на черно поле h2 · бял топ на бяло поле d1 · бял топ на бяло поле f1 · бял цар на черно поле g1 | черен топ на бяло поле a8 · черен цар на бяло поле e8 · черен офицер на черно поле f8 · черен топ на черно поле h8 · черна пешка на черно поле a7 · черна пешка на бяло поле b7 · черна пешка на черно поле c7 · черна пешка на черно поле e7 · черна пешка на бяло поле f7 · черна пешка на бяло поле h7 · черен кон на бяло поле c6 · черен офицер на бяло поле g6 · черна дама на черно поле a5 · бял кон на бяло поле d5 · бяла пешка на черно поле g5 · черна пешка на бяло поле e4 · бяла пешка на черно поле f4 · бяла дама на черно поле h4 · бял офицер на черно поле e3 · бял кон на черно поле g3 · бяла пешка на бяло поле a2 · бяла пешка на черно поле b2 · бяла пешка на бяло поле c2 · бяла пешка на черно поле h2 · бял топ на бяло поле d1 · бял топ на бяло поле f1 · бял цар на черно поле g1 | черен топ на бяло поле a8 · черен цар на бяло поле e8 · черен офицер на черно поле f8 · черен топ на черно поле h8 · черна пешка на черно поле a7 · черна пешка на бяло поле b7 · черна пешка на черно поле c7 · черна пешка на черно поле e7 · черна пешка на бяло поле f7 · черна пешка на бяло поле h7 · черен кон на бяло поле c6 · черен офицер на бяло поле g6 · черна дама на черно поле a5 · бял кон на бяло поле d5 · бяла пешка на черно поле g5 · черна пешка на бяло поле e4 · бяла пешка на черно поле f4 · бяла дама на черно поле h4 · бял офицер на черно поле e3 · бял кон на черно поле g3 · бяла пешка на бяло поле a2 · бяла пешка на черно поле b2 · бяла пешка на бяло поле c2 · бяла пешка на черно поле h2 · бял топ на бяло поле d1 · бял топ на бяло поле f1 · бял цар на черно поле g1 | черен топ на бяло поле a8 · черен цар на бяло поле e8 · черен офицер на черно поле f8 · черен топ на черно поле h8 · черна пешка на черно поле a7 · черна пешка на бяло поле b7 · черна пешка на черно поле c7 · черна пешка на черно поле e7 · черна пешка на бяло поле f7 · черна пешка на бяло поле h7 · черен кон на бяло поле c6 · черен офицер на бяло поле g6 · черна дама на черно поле a5 · бял кон на бяло поле d5 · бяла пешка на черно поле g5 · черна пешка на бяло поле e4 · бяла пешка на черно поле f4 · бяла дама на черно поле h4 · бял офицер на черно поле e3 · бял кон на черно поле g3 · бяла пешка на бяло поле a2 · бяла пешка на черно поле b2 · бяла пешка на бяло поле c2 · бяла пешка на черно поле h2 · бял топ на бяло поле d1 · бял топ на бяло поле f1 · бял цар на черно поле g1 | черен топ на бяло поле a8 · черен цар на бяло поле e8 · черен офицер на черно поле f8 · черен топ на черно поле h8 · черна пешка на черно поле a7 · черна пешка на бяло поле b7 · черна пешка на черно поле c7 · черна пешка на черно поле e7 · черна пешка на бяло поле f7 · черна пешка на бяло поле h7 · черен кон на бяло поле c6 · черен офицер на бяло поле g6 · черна дама на черно поле a5 · бял кон на бяло поле d5 · бяла пешка на черно поле g5 · черна пешка на бяло поле e4 · бяла пешка на черно поле f4 · бяла дама на черно поле h4 · бял офицер на черно поле e3 · бял кон на черно поле g3 · бяла пешка на бяло поле a2 · бяла пешка на черно поле b2 · бяла пешка на бяло поле c2 · бяла пешка на черно поле h2 · бял топ на бяло поле d1 · бял топ на бяло поле f1 · бял цар на черно поле g1 | 1 |
|   | a | b | c | d | e | f | g | h |   |

В Гамбит Блекмар – Димер, Виенска защита след 1.d4 d5 2.e4 d:e4 3.Kc3 Kf6 4.f3 Of5 5.g4 Od7 6.g5 Kh5 7.f4 g6 8.Oe2 Of5 9.O:h5 g:h5 10.Д:h5 Д:d4 11.Kge2 Дd7 12.Oe3 Og6 13.Дh4 Kc6 14.Td1 Дf5 15.Kg3 Дa5 16.0–0 Дb4 17.Kd5 Дa5 (диаграма 3), прикриващият ход 19.Оb6! едновременно заплашва 20.К:c7+ и 20.О:a5, печелейки дамата на черните. 
По-фин пример за прикритие е когато вмъкнатата фигура прекъсва два реда едновременно. В този случай движещата се фигура не трябва да представлява заплаха сама по себе си. Вместо това кара опонента да се „пъне в собствените си крака“, защото улавянето на атакуващата фигура непременно ще наруши едната или другата защитна линия.
|   | a | b | c | d | e | f | g | h |   |
| 8 | бял топ на черно поле b8 · черен топ на черно поле d8 · бяла пешка на черно поле a7 · черна пешка на бяло поле f7 · черен цар на бяло поле h7 · черна пешка на бяло поле g6 · черна пешка на черно поле h6 · черен кон на бяло поле f5 · бял кон на черно поле b4 · черен офицер на бяло поле e4 · бял цар на черно поле a3 · бяла пешка на бяло поле b3 · бял офицер на черно поле b2 · бяла пешка на бяло поле c2 · черен топ на черно поле d2 · бяла пешка на черно поле h2 | бял топ на черно поле b8 · черен топ на черно поле d8 · бяла пешка на черно поле a7 · черна пешка на бяло поле f7 · черен цар на бяло поле h7 · черна пешка на бяло поле g6 · черна пешка на черно поле h6 · черен кон на бяло поле f5 · бял кон на черно поле b4 · черен офицер на бяло поле e4 · бял цар на черно поле a3 · бяла пешка на бяло поле b3 · бял офицер на черно поле b2 · бяла пешка на бяло поле c2 · черен топ на черно поле d2 · бяла пешка на черно поле h2 | бял топ на черно поле b8 · черен топ на черно поле d8 · бяла пешка на черно поле a7 · черна пешка на бяло поле f7 · черен цар на бяло поле h7 · черна пешка на бяло поле g6 · черна пешка на черно поле h6 · черен кон на бяло поле f5 · бял кон на черно поле b4 · черен офицер на бяло поле e4 · бял цар на черно поле a3 · бяла пешка на бяло поле b3 · бял офицер на черно поле b2 · бяла пешка на бяло поле c2 · черен топ на черно поле d2 · бяла пешка на черно поле h2 | бял топ на черно поле b8 · черен топ на черно поле d8 · бяла пешка на черно поле a7 · черна пешка на бяло поле f7 · черен цар на бяло поле h7 · черна пешка на бяло поле g6 · черна пешка на черно поле h6 · черен кон на бяло поле f5 · бял кон на черно поле b4 · черен офицер на бяло поле e4 · бял цар на черно поле a3 · бяла пешка на бяло поле b3 · бял офицер на черно поле b2 · бяла пешка на бяло поле c2 · черен топ на черно поле d2 · бяла пешка на черно поле h2 | бял топ на черно поле b8 · черен топ на черно поле d8 · бяла пешка на черно поле a7 · черна пешка на бяло поле f7 · черен цар на бяло поле h7 · черна пешка на бяло поле g6 · черна пешка на черно поле h6 · черен кон на бяло поле f5 · бял кон на черно поле b4 · черен офицер на бяло поле e4 · бял цар на черно поле a3 · бяла пешка на бяло поле b3 · бял офицер на черно поле b2 · бяла пешка на бяло поле c2 · черен топ на черно поле d2 · бяла пешка на черно поле h2 | бял топ на черно поле b8 · черен топ на черно поле d8 · бяла пешка на черно поле a7 · черна пешка на бяло поле f7 · черен цар на бяло поле h7 · черна пешка на бяло поле g6 · черна пешка на черно поле h6 · черен кон на бяло поле f5 · бял кон на черно поле b4 · черен офицер на бяло поле e4 · бял цар на черно поле a3 · бяла пешка на бяло поле b3 · бял офицер на черно поле b2 · бяла пешка на бяло поле c2 · черен топ на черно поле d2 · бяла пешка на черно поле h2 | бял топ на черно поле b8 · черен топ на черно поле d8 · бяла пешка на черно поле a7 · черна пешка на бяло поле f7 · черен цар на бяло поле h7 · черна пешка на бяло поле g6 · черна пешка на черно поле h6 · черен кон на бяло поле f5 · бял кон на черно поле b4 · черен офицер на бяло поле e4 · бял цар на черно поле a3 · бяла пешка на бяло поле b3 · бял офицер на черно поле b2 · бяла пешка на бяло поле c2 · черен топ на черно поле d2 · бяла пешка на черно поле h2 | бял топ на черно поле b8 · черен топ на черно поле d8 · бяла пешка на черно поле a7 · черна пешка на бяло поле f7 · черен цар на бяло поле h7 · черна пешка на бяло поле g6 · черна пешка на черно поле h6 · черен кон на бяло поле f5 · бял кон на черно поле b4 · черен офицер на бяло поле e4 · бял цар на черно поле a3 · бяла пешка на бяло поле b3 · бял офицер на черно поле b2 · бяла пешка на бяло поле c2 · черен топ на черно поле d2 · бяла пешка на черно поле h2 | 8 |
| 7 | бял топ на черно поле b8 · черен топ на черно поле d8 · бяла пешка на черно поле a7 · черна пешка на бяло поле f7 · черен цар на бяло поле h7 · черна пешка на бяло поле g6 · черна пешка на черно поле h6 · черен кон на бяло поле f5 · бял кон на черно поле b4 · черен офицер на бяло поле e4 · бял цар на черно поле a3 · бяла пешка на бяло поле b3 · бял офицер на черно поле b2 · бяла пешка на бяло поле c2 · черен топ на черно поле d2 · бяла пешка на черно поле h2 | бял топ на черно поле b8 · черен топ на черно поле d8 · бяла пешка на черно поле a7 · черна пешка на бяло поле f7 · черен цар на бяло поле h7 · черна пешка на бяло поле g6 · черна пешка на черно поле h6 · черен кон на бяло поле f5 · бял кон на черно поле b4 · черен офицер на бяло поле e4 · бял цар на черно поле a3 · бяла пешка на бяло поле b3 · бял офицер на черно поле b2 · бяла пешка на бяло поле c2 · черен топ на черно поле d2 · бяла пешка на черно поле h2 | бял топ на черно поле b8 · черен топ на черно поле d8 · бяла пешка на черно поле a7 · черна пешка на бяло поле f7 · черен цар на бяло поле h7 · черна пешка на бяло поле g6 · черна пешка на черно поле h6 · черен кон на бяло поле f5 · бял кон на черно поле b4 · черен офицер на бяло поле e4 · бял цар на черно поле a3 · бяла пешка на бяло поле b3 · бял офицер на черно поле b2 · бяла пешка на бяло поле c2 · черен топ на черно поле d2 · бяла пешка на черно поле h2 | бял топ на черно поле b8 · черен топ на черно поле d8 · бяла пешка на черно поле a7 · черна пешка на бяло поле f7 · черен цар на бяло поле h7 · черна пешка на бяло поле g6 · черна пешка на черно поле h6 · черен кон на бяло поле f5 · бял кон на черно поле b4 · черен офицер на бяло поле e4 · бял цар на черно поле a3 · бяла пешка на бяло поле b3 · бял офицер на черно поле b2 · бяла пешка на бяло поле c2 · черен топ на черно поле d2 · бяла пешка на черно поле h2 | бял топ на черно поле b8 · черен топ на черно поле d8 · бяла пешка на черно поле a7 · черна пешка на бяло поле f7 · черен цар на бяло поле h7 · черна пешка на бяло поле g6 · черна пешка на черно поле h6 · черен кон на бяло поле f5 · бял кон на черно поле b4 · черен офицер на бяло поле e4 · бял цар на черно поле a3 · бяла пешка на бяло поле b3 · бял офицер на черно поле b2 · бяла пешка на бяло поле c2 · черен топ на черно поле d2 · бяла пешка на черно поле h2 | бял топ на черно поле b8 · черен топ на черно поле d8 · бяла пешка на черно поле a7 · черна пешка на бяло поле f7 · черен цар на бяло поле h7 · черна пешка на бяло поле g6 · черна пешка на черно поле h6 · черен кон на бяло поле f5 · бял кон на черно поле b4 · черен офицер на бяло поле e4 · бял цар на черно поле a3 · бяла пешка на бяло поле b3 · бял офицер на черно поле b2 · бяла пешка на бяло поле c2 · черен топ на черно поле d2 · бяла пешка на черно поле h2 | бял топ на черно поле b8 · черен топ на черно поле d8 · бяла пешка на черно поле a7 · черна пешка на бяло поле f7 · черен цар на бяло поле h7 · черна пешка на бяло поле g6 · черна пешка на черно поле h6 · черен кон на бяло поле f5 · бял кон на черно поле b4 · черен офицер на бяло поле e4 · бял цар на черно поле a3 · бяла пешка на бяло поле b3 · бял офицер на черно поле b2 · бяла пешка на бяло поле c2 · черен топ на черно поле d2 · бяла пешка на черно поле h2 | бял топ на черно поле b8 · черен топ на черно поле d8 · бяла пешка на черно поле a7 · черна пешка на бяло поле f7 · черен цар на бяло поле h7 · черна пешка на бяло поле g6 · черна пешка на черно поле h6 · черен кон на бяло поле f5 · бял кон на черно поле b4 · черен офицер на бяло поле e4 · бял цар на черно поле a3 · бяла пешка на бяло поле b3 · бял офицер на черно поле b2 · бяла пешка на бяло поле c2 · черен топ на черно поле d2 · бяла пешка на черно поле h2 | 7 |
| 6 | бял топ на черно поле b8 · черен топ на черно поле d8 · бяла пешка на черно поле a7 · черна пешка на бяло поле f7 · черен цар на бяло поле h7 · черна пешка на бяло поле g6 · черна пешка на черно поле h6 · черен кон на бяло поле f5 · бял кон на черно поле b4 · черен офицер на бяло поле e4 · бял цар на черно поле a3 · бяла пешка на бяло поле b3 · бял офицер на черно поле b2 · бяла пешка на бяло поле c2 · черен топ на черно поле d2 · бяла пешка на черно поле h2 | бял топ на черно поле b8 · черен топ на черно поле d8 · бяла пешка на черно поле a7 · черна пешка на бяло поле f7 · черен цар на бяло поле h7 · черна пешка на бяло поле g6 · черна пешка на черно поле h6 · черен кон на бяло поле f5 · бял кон на черно поле b4 · черен офицер на бяло поле e4 · бял цар на черно поле a3 · бяла пешка на бяло поле b3 · бял офицер на черно поле b2 · бяла пешка на бяло поле c2 · черен топ на черно поле d2 · бяла пешка на черно поле h2 | бял топ на черно поле b8 · черен топ на черно поле d8 · бяла пешка на черно поле a7 · черна пешка на бяло поле f7 · черен цар на бяло поле h7 · черна пешка на бяло поле g6 · черна пешка на черно поле h6 · черен кон на бяло поле f5 · бял кон на черно поле b4 · черен офицер на бяло поле e4 · бял цар на черно поле a3 · бяла пешка на бяло поле b3 · бял офицер на черно поле b2 · бяла пешка на бяло поле c2 · черен топ на черно поле d2 · бяла пешка на черно поле h2 | бял топ на черно поле b8 · черен топ на черно поле d8 · бяла пешка на черно поле a7 · черна пешка на бяло поле f7 · черен цар на бяло поле h7 · черна пешка на бяло поле g6 · черна пешка на черно поле h6 · черен кон на бяло поле f5 · бял кон на черно поле b4 · черен офицер на бяло поле e4 · бял цар на черно поле a3 · бяла пешка на бяло поле b3 · бял офицер на черно поле b2 · бяла пешка на бяло поле c2 · черен топ на черно поле d2 · бяла пешка на черно поле h2 | бял топ на черно поле b8 · черен топ на черно поле d8 · бяла пешка на черно поле a7 · черна пешка на бяло поле f7 · черен цар на бяло поле h7 · черна пешка на бяло поле g6 · черна пешка на черно поле h6 · черен кон на бяло поле f5 · бял кон на черно поле b4 · черен офицер на бяло поле e4 · бял цар на черно поле a3 · бяла пешка на бяло поле b3 · бял офицер на черно поле b2 · бяла пешка на бяло поле c2 · черен топ на черно поле d2 · бяла пешка на черно поле h2 | бял топ на черно поле b8 · черен топ на черно поле d8 · бяла пешка на черно поле a7 · черна пешка на бяло поле f7 · черен цар на бяло поле h7 · черна пешка на бяло поле g6 · черна пешка на черно поле h6 · черен кон на бяло поле f5 · бял кон на черно поле b4 · черен офицер на бяло поле e4 · бял цар на черно поле a3 · бяла пешка на бяло поле b3 · бял офицер на черно поле b2 · бяла пешка на бяло поле c2 · черен топ на черно поле d2 · бяла пешка на черно поле h2 | бял топ на черно поле b8 · черен топ на черно поле d8 · бяла пешка на черно поле a7 · черна пешка на бяло поле f7 · черен цар на бяло поле h7 · черна пешка на бяло поле g6 · черна пешка на черно поле h6 · черен кон на бяло поле f5 · бял кон на черно поле b4 · черен офицер на бяло поле e4 · бял цар на черно поле a3 · бяла пешка на бяло поле b3 · бял офицер на черно поле b2 · бяла пешка на бяло поле c2 · черен топ на черно поле d2 · бяла пешка на черно поле h2 | бял топ на черно поле b8 · черен топ на черно поле d8 · бяла пешка на черно поле a7 · черна пешка на бяло поле f7 · черен цар на бяло поле h7 · черна пешка на бяло поле g6 · черна пешка на черно поле h6 · черен кон на бяло поле f5 · бял кон на черно поле b4 · черен офицер на бяло поле e4 · бял цар на черно поле a3 · бяла пешка на бяло поле b3 · бял офицер на черно поле b2 · бяла пешка на бяло поле c2 · черен топ на черно поле d2 · бяла пешка на черно поле h2 | 6 |
| 5 | бял топ на черно поле b8 · черен топ на черно поле d8 · бяла пешка на черно поле a7 · черна пешка на бяло поле f7 · черен цар на бяло поле h7 · черна пешка на бяло поле g6 · черна пешка на черно поле h6 · черен кон на бяло поле f5 · бял кон на черно поле b4 · черен офицер на бяло поле e4 · бял цар на черно поле a3 · бяла пешка на бяло поле b3 · бял офицер на черно поле b2 · бяла пешка на бяло поле c2 · черен топ на черно поле d2 · бяла пешка на черно поле h2 | бял топ на черно поле b8 · черен топ на черно поле d8 · бяла пешка на черно поле a7 · черна пешка на бяло поле f7 · черен цар на бяло поле h7 · черна пешка на бяло поле g6 · черна пешка на черно поле h6 · черен кон на бяло поле f5 · бял кон на черно поле b4 · черен офицер на бяло поле e4 · бял цар на черно поле a3 · бяла пешка на бяло поле b3 · бял офицер на черно поле b2 · бяла пешка на бяло поле c2 · черен топ на черно поле d2 · бяла пешка на черно поле h2 | бял топ на черно поле b8 · черен топ на черно поле d8 · бяла пешка на черно поле a7 · черна пешка на бяло поле f7 · черен цар на бяло поле h7 · черна пешка на бяло поле g6 · черна пешка на черно поле h6 · черен кон на бяло поле f5 · бял кон на черно поле b4 · черен офицер на бяло поле e4 · бял цар на черно поле a3 · бяла пешка на бяло поле b3 · бял офицер на черно поле b2 · бяла пешка на бяло поле c2 · черен топ на черно поле d2 · бяла пешка на черно поле h2 | бял топ на черно поле b8 · черен топ на черно поле d8 · бяла пешка на черно поле a7 · черна пешка на бяло поле f7 · черен цар на бяло поле h7 · черна пешка на бяло поле g6 · черна пешка на черно поле h6 · черен кон на бяло поле f5 · бял кон на черно поле b4 · черен офицер на бяло поле e4 · бял цар на черно поле a3 · бяла пешка на бяло поле b3 · бял офицер на черно поле b2 · бяла пешка на бяло поле c2 · черен топ на черно поле d2 · бяла пешка на черно поле h2 | бял топ на черно поле b8 · черен топ на черно поле d8 · бяла пешка на черно поле a7 · черна пешка на бяло поле f7 · черен цар на бяло поле h7 · черна пешка на бяло поле g6 · черна пешка на черно поле h6 · черен кон на бяло поле f5 · бял кон на черно поле b4 · черен офицер на бяло поле e4 · бял цар на черно поле a3 · бяла пешка на бяло поле b3 · бял офицер на черно поле b2 · бяла пешка на бяло поле c2 · черен топ на черно поле d2 · бяла пешка на черно поле h2 | бял топ на черно поле b8 · черен топ на черно поле d8 · бяла пешка на черно поле a7 · черна пешка на бяло поле f7 · черен цар на бяло поле h7 · черна пешка на бяло поле g6 · черна пешка на черно поле h6 · черен кон на бяло поле f5 · бял кон на черно поле b4 · черен офицер на бяло поле e4 · бял цар на черно поле a3 · бяла пешка на бяло поле b3 · бял офицер на черно поле b2 · бяла пешка на бяло поле c2 · черен топ на черно поле d2 · бяла пешка на черно поле h2 | бял топ на черно поле b8 · черен топ на черно поле d8 · бяла пешка на черно поле a7 · черна пешка на бяло поле f7 · черен цар на бяло поле h7 · черна пешка на бяло поле g6 · черна пешка на черно поле h6 · черен кон на бяло поле f5 · бял кон на черно поле b4 · черен офицер на бяло поле e4 · бял цар на черно поле a3 · бяла пешка на бяло поле b3 · бял офицер на черно поле b2 · бяла пешка на бяло поле c2 · черен топ на черно поле d2 · бяла пешка на черно поле h2 | бял топ на черно поле b8 · черен топ на черно поле d8 · бяла пешка на черно поле a7 · черна пешка на бяло поле f7 · черен цар на бяло поле h7 · черна пешка на бяло поле g6 · черна пешка на черно поле h6 · черен кон на бяло поле f5 · бял кон на черно поле b4 · черен офицер на бяло поле e4 · бял цар на черно поле a3 · бяла пешка на бяло поле b3 · бял офицер на черно поле b2 · бяла пешка на бяло поле c2 · черен топ на черно поле d2 · бяла пешка на черно поле h2 | 5 |
| 4 | бял топ на черно поле b8 · черен топ на черно поле d8 · бяла пешка на черно поле a7 · черна пешка на бяло поле f7 · черен цар на бяло поле h7 · черна пешка на бяло поле g6 · черна пешка на черно поле h6 · черен кон на бяло поле f5 · бял кон на черно поле b4 · черен офицер на бяло поле e4 · бял цар на черно поле a3 · бяла пешка на бяло поле b3 · бял офицер на черно поле b2 · бяла пешка на бяло поле c2 · черен топ на черно поле d2 · бяла пешка на черно поле h2 | бял топ на черно поле b8 · черен топ на черно поле d8 · бяла пешка на черно поле a7 · черна пешка на бяло поле f7 · черен цар на бяло поле h7 · черна пешка на бяло поле g6 · черна пешка на черно поле h6 · черен кон на бяло поле f5 · бял кон на черно поле b4 · черен офицер на бяло поле e4 · бял цар на черно поле a3 · бяла пешка на бяло поле b3 · бял офицер на черно поле b2 · бяла пешка на бяло поле c2 · черен топ на черно поле d2 · бяла пешка на черно поле h2 | бял топ на черно поле b8 · черен топ на черно поле d8 · бяла пешка на черно поле a7 · черна пешка на бяло поле f7 · черен цар на бяло поле h7 · черна пешка на бяло поле g6 · черна пешка на черно поле h6 · черен кон на бяло поле f5 · бял кон на черно поле b4 · черен офицер на бяло поле e4 · бял цар на черно поле a3 · бяла пешка на бяло поле b3 · бял офицер на черно поле b2 · бяла пешка на бяло поле c2 · черен топ на черно поле d2 · бяла пешка на черно поле h2 | бял топ на черно поле b8 · черен топ на черно поле d8 · бяла пешка на черно поле a7 · черна пешка на бяло поле f7 · черен цар на бяло поле h7 · черна пешка на бяло поле g6 · черна пешка на черно поле h6 · черен кон на бяло поле f5 · бял кон на черно поле b4 · черен офицер на бяло поле e4 · бял цар на черно поле a3 · бяла пешка на бяло поле b3 · бял офицер на черно поле b2 · бяла пешка на бяло поле c2 · черен топ на черно поле d2 · бяла пешка на черно поле h2 | бял топ на черно поле b8 · черен топ на черно поле d8 · бяла пешка на черно поле a7 · черна пешка на бяло поле f7 · черен цар на бяло поле h7 · черна пешка на бяло поле g6 · черна пешка на черно поле h6 · черен кон на бяло поле f5 · бял кон на черно поле b4 · черен офицер на бяло поле e4 · бял цар на черно поле a3 · бяла пешка на бяло поле b3 · бял офицер на черно поле b2 · бяла пешка на бяло поле c2 · черен топ на черно поле d2 · бяла пешка на черно поле h2 | бял топ на черно поле b8 · черен топ на черно поле d8 · бяла пешка на черно поле a7 · черна пешка на бяло поле f7 · черен цар на бяло поле h7 · черна пешка на бяло поле g6 · черна пешка на черно поле h6 · черен кон на бяло поле f5 · бял кон на черно поле b4 · черен офицер на бяло поле e4 · бял цар на черно поле a3 · бяла пешка на бяло поле b3 · бял офицер на черно поле b2 · бяла пешка на бяло поле c2 · черен топ на черно поле d2 · бяла пешка на черно поле h2 | бял топ на черно поле b8 · черен топ на черно поле d8 · бяла пешка на черно поле a7 · черна пешка на бяло поле f7 · черен цар на бяло поле h7 · черна пешка на бяло поле g6 · черна пешка на черно поле h6 · черен кон на бяло поле f5 · бял кон на черно поле b4 · черен офицер на бяло поле e4 · бял цар на черно поле a3 · бяла пешка на бяло поле b3 · бял офицер на черно поле b2 · бяла пешка на бяло поле c2 · черен топ на черно поле d2 · бяла пешка на черно поле h2 | бял топ на черно поле b8 · черен топ на черно поле d8 · бяла пешка на черно поле a7 · черна пешка на бяло поле f7 · черен цар на бяло поле h7 · черна пешка на бяло поле g6 · черна пешка на черно поле h6 · черен кон на бяло поле f5 · бял кон на черно поле b4 · черен офицер на бяло поле e4 · бял цар на черно поле a3 · бяла пешка на бяло поле b3 · бял офицер на черно поле b2 · бяла пешка на бяло поле c2 · черен топ на черно поле d2 · бяла пешка на черно поле h2 | 4 |
| 3 | бял топ на черно поле b8 · черен топ на черно поле d8 · бяла пешка на черно поле a7 · черна пешка на бяло поле f7 · черен цар на бяло поле h7 · черна пешка на бяло поле g6 · черна пешка на черно поле h6 · черен кон на бяло поле f5 · бял кон на черно поле b4 · черен офицер на бяло поле e4 · бял цар на черно поле a3 · бяла пешка на бяло поле b3 · бял офицер на черно поле b2 · бяла пешка на бяло поле c2 · черен топ на черно поле d2 · бяла пешка на черно поле h2 | бял топ на черно поле b8 · черен топ на черно поле d8 · бяла пешка на черно поле a7 · черна пешка на бяло поле f7 · черен цар на бяло поле h7 · черна пешка на бяло поле g6 · черна пешка на черно поле h6 · черен кон на бяло поле f5 · бял кон на черно поле b4 · черен офицер на бяло поле e4 · бял цар на черно поле a3 · бяла пешка на бяло поле b3 · бял офицер на черно поле b2 · бяла пешка на бяло поле c2 · черен топ на черно поле d2 · бяла пешка на черно поле h2 | бял топ на черно поле b8 · черен топ на черно поле d8 · бяла пешка на черно поле a7 · черна пешка на бяло поле f7 · черен цар на бяло поле h7 · черна пешка на бяло поле g6 · черна пешка на черно поле h6 · черен кон на бяло поле f5 · бял кон на черно поле b4 · черен офицер на бяло поле e4 · бял цар на черно поле a3 · бяла пешка на бяло поле b3 · бял офицер на черно поле b2 · бяла пешка на бяло поле c2 · черен топ на черно поле d2 · бяла пешка на черно поле h2 | бял топ на черно поле b8 · черен топ на черно поле d8 · бяла пешка на черно поле a7 · черна пешка на бяло поле f7 · черен цар на бяло поле h7 · черна пешка на бяло поле g6 · черна пешка на черно поле h6 · черен кон на бяло поле f5 · бял кон на черно поле b4 · черен офицер на бяло поле e4 · бял цар на черно поле a3 · бяла пешка на бяло поле b3 · бял офицер на черно поле b2 · бяла пешка на бяло поле c2 · черен топ на черно поле d2 · бяла пешка на черно поле h2 | бял топ на черно поле b8 · черен топ на черно поле d8 · бяла пешка на черно поле a7 · черна пешка на бяло поле f7 · черен цар на бяло поле h7 · черна пешка на бяло поле g6 · черна пешка на черно поле h6 · черен кон на бяло поле f5 · бял кон на черно поле b4 · черен офицер на бяло поле e4 · бял цар на черно поле a3 · бяла пешка на бяло поле b3 · бял офицер на черно поле b2 · бяла пешка на бяло поле c2 · черен топ на черно поле d2 · бяла пешка на черно поле h2 | бял топ на черно поле b8 · черен топ на черно поле d8 · бяла пешка на черно поле a7 · черна пешка на бяло поле f7 · черен цар на бяло поле h7 · черна пешка на бяло поле g6 · черна пешка на черно поле h6 · черен кон на бяло поле f5 · бял кон на черно поле b4 · черен офицер на бяло поле e4 · бял цар на черно поле a3 · бяла пешка на бяло поле b3 · бял офицер на черно поле b2 · бяла пешка на бяло поле c2 · черен топ на черно поле d2 · бяла пешка на черно поле h2 | бял топ на черно поле b8 · черен топ на черно поле d8 · бяла пешка на черно поле a7 · черна пешка на бяло поле f7 · черен цар на бяло поле h7 · черна пешка на бяло поле g6 · черна пешка на черно поле h6 · черен кон на бяло поле f5 · бял кон на черно поле b4 · черен офицер на бяло поле e4 · бял цар на черно поле a3 · бяла пешка на бяло поле b3 · бял офицер на черно поле b2 · бяла пешка на бяло поле c2 · черен топ на черно поле d2 · бяла пешка на черно поле h2 | бял топ на черно поле b8 · черен топ на черно поле d8 · бяла пешка на черно поле a7 · черна пешка на бяло поле f7 · черен цар на бяло поле h7 · черна пешка на бяло поле g6 · черна пешка на черно поле h6 · черен кон на бяло поле f5 · бял кон на черно поле b4 · черен офицер на бяло поле e4 · бял цар на черно поле a3 · бяла пешка на бяло поле b3 · бял офицер на черно поле b2 · бяла пешка на бяло поле c2 · черен топ на черно поле d2 · бяла пешка на черно поле h2 | 3 |
| 2 | бял топ на черно поле b8 · черен топ на черно поле d8 · бяла пешка на черно поле a7 · черна пешка на бяло поле f7 · черен цар на бяло поле h7 · черна пешка на бяло поле g6 · черна пешка на черно поле h6 · черен кон на бяло поле f5 · бял кон на черно поле b4 · черен офицер на бяло поле e4 · бял цар на черно поле a3 · бяла пешка на бяло поле b3 · бял офицер на черно поле b2 · бяла пешка на бяло поле c2 · черен топ на черно поле d2 · бяла пешка на черно поле h2 | бял топ на черно поле b8 · черен топ на черно поле d8 · бяла пешка на черно поле a7 · черна пешка на бяло поле f7 · черен цар на бяло поле h7 · черна пешка на бяло поле g6 · черна пешка на черно поле h6 · черен кон на бяло поле f5 · бял кон на черно поле b4 · черен офицер на бяло поле e4 · бял цар на черно поле a3 · бяла пешка на бяло поле b3 · бял офицер на черно поле b2 · бяла пешка на бяло поле c2 · черен топ на черно поле d2 · бяла пешка на черно поле h2 | бял топ на черно поле b8 · черен топ на черно поле d8 · бяла пешка на черно поле a7 · черна пешка на бяло поле f7 · черен цар на бяло поле h7 · черна пешка на бяло поле g6 · черна пешка на черно поле h6 · черен кон на бяло поле f5 · бял кон на черно поле b4 · черен офицер на бяло поле e4 · бял цар на черно поле a3 · бяла пешка на бяло поле b3 · бял офицер на черно поле b2 · бяла пешка на бяло поле c2 · черен топ на черно поле d2 · бяла пешка на черно поле h2 | бял топ на черно поле b8 · черен топ на черно поле d8 · бяла пешка на черно поле a7 · черна пешка на бяло поле f7 · черен цар на бяло поле h7 · черна пешка на бяло поле g6 · черна пешка на черно поле h6 · черен кон на бяло поле f5 · бял кон на черно поле b4 · черен офицер на бяло поле e4 · бял цар на черно поле a3 · бяла пешка на бяло поле b3 · бял офицер на черно поле b2 · бяла пешка на бяло поле c2 · черен топ на черно поле d2 · бяла пешка на черно поле h2 | бял топ на черно поле b8 · черен топ на черно поле d8 · бяла пешка на черно поле a7 · черна пешка на бяло поле f7 · черен цар на бяло поле h7 · черна пешка на бяло поле g6 · черна пешка на черно поле h6 · черен кон на бяло поле f5 · бял кон на черно поле b4 · черен офицер на бяло поле e4 · бял цар на черно поле a3 · бяла пешка на бяло поле b3 · бял офицер на черно поле b2 · бяла пешка на бяло поле c2 · черен топ на черно поле d2 · бяла пешка на черно поле h2 | бял топ на черно поле b8 · черен топ на черно поле d8 · бяла пешка на черно поле a7 · черна пешка на бяло поле f7 · черен цар на бяло поле h7 · черна пешка на бяло поле g6 · черна пешка на черно поле h6 · черен кон на бяло поле f5 · бял кон на черно поле b4 · черен офицер на бяло поле e4 · бял цар на черно поле a3 · бяла пешка на бяло поле b3 · бял офицер на черно поле b2 · бяла пешка на бяло поле c2 · черен топ на черно поле d2 · бяла пешка на черно поле h2 | бял топ на черно поле b8 · черен топ на черно поле d8 · бяла пешка на черно поле a7 · черна пешка на бяло поле f7 · черен цар на бяло поле h7 · черна пешка на бяло поле g6 · черна пешка на черно поле h6 · черен кон на бяло поле f5 · бял кон на черно поле b4 · черен офицер на бяло поле e4 · бял цар на черно поле a3 · бяла пешка на бяло поле b3 · бял офицер на черно поле b2 · бяла пешка на бяло поле c2 · черен топ на черно поле d2 · бяла пешка на черно поле h2 | бял топ на черно поле b8 · черен топ на черно поле d8 · бяла пешка на черно поле a7 · черна пешка на бяло поле f7 · черен цар на бяло поле h7 · черна пешка на бяло поле g6 · черна пешка на черно поле h6 · черен кон на бяло поле f5 · бял кон на черно поле b4 · черен офицер на бяло поле e4 · бял цар на черно поле a3 · бяла пешка на бяло поле b3 · бял офицер на черно поле b2 · бяла пешка на бяло поле c2 · черен топ на черно поле d2 · бяла пешка на черно поле h2 | 2 |
| 1 | бял топ на черно поле b8 · черен топ на черно поле d8 · бяла пешка на черно поле a7 · черна пешка на бяло поле f7 · черен цар на бяло поле h7 · черна пешка на бяло поле g6 · черна пешка на черно поле h6 · черен кон на бяло поле f5 · бял кон на черно поле b4 · черен офицер на бяло поле e4 · бял цар на черно поле a3 · бяла пешка на бяло поле b3 · бял офицер на черно поле b2 · бяла пешка на бяло поле c2 · черен топ на черно поле d2 · бяла пешка на черно поле h2 | бял топ на черно поле b8 · черен топ на черно поле d8 · бяла пешка на черно поле a7 · черна пешка на бяло поле f7 · черен цар на бяло поле h7 · черна пешка на бяло поле g6 · черна пешка на черно поле h6 · черен кон на бяло поле f5 · бял кон на черно поле b4 · черен офицер на бяло поле e4 · бял цар на черно поле a3 · бяла пешка на бяло поле b3 · бял офицер на черно поле b2 · бяла пешка на бяло поле c2 · черен топ на черно поле d2 · бяла пешка на черно поле h2 | бял топ на черно поле b8 · черен топ на черно поле d8 · бяла пешка на черно поле a7 · черна пешка на бяло поле f7 · черен цар на бяло поле h7 · черна пешка на бяло поле g6 · черна пешка на черно поле h6 · черен кон на бяло поле f5 · бял кон на черно поле b4 · черен офицер на бяло поле e4 · бял цар на черно поле a3 · бяла пешка на бяло поле b3 · бял офицер на черно поле b2 · бяла пешка на бяло поле c2 · черен топ на черно поле d2 · бяла пешка на черно поле h2 | бял топ на черно поле b8 · черен топ на черно поле d8 · бяла пешка на черно поле a7 · черна пешка на бяло поле f7 · черен цар на бяло поле h7 · черна пешка на бяло поле g6 · черна пешка на черно поле h6 · черен кон на бяло поле f5 · бял кон на черно поле b4 · черен офицер на бяло поле e4 · бял цар на черно поле a3 · бяла пешка на бяло поле b3 · бял офицер на черно поле b2 · бяла пешка на бяло поле c2 · черен топ на черно поле d2 · бяла пешка на черно поле h2 | бял топ на черно поле b8 · черен топ на черно поле d8 · бяла пешка на черно поле a7 · черна пешка на бяло поле f7 · черен цар на бяло поле h7 · черна пешка на бяло поле g6 · черна пешка на черно поле h6 · черен кон на бяло поле f5 · бял кон на черно поле b4 · черен офицер на бяло поле e4 · бял цар на черно поле a3 · бяла пешка на бяло поле b3 · бял офицер на черно поле b2 · бяла пешка на бяло поле c2 · черен топ на черно поле d2 · бяла пешка на черно поле h2 | бял топ на черно поле b8 · черен топ на черно поле d8 · бяла пешка на черно поле a7 · черна пешка на бяло поле f7 · черен цар на бяло поле h7 · черна пешка на бяло поле g6 · черна пешка на черно поле h6 · черен кон на бяло поле f5 · бял кон на черно поле b4 · черен офицер на бяло поле e4 · бял цар на черно поле a3 · бяла пешка на бяло поле b3 · бял офицер на черно поле b2 · бяла пешка на бяло поле c2 · черен топ на черно поле d2 · бяла пешка на черно поле h2 | бял топ на черно поле b8 · черен топ на черно поле d8 · бяла пешка на черно поле a7 · черна пешка на бяло поле f7 · черен цар на бяло поле h7 · черна пешка на бяло поле g6 · черна пешка на черно поле h6 · черен кон на бяло поле f5 · бял кон на черно поле b4 · черен офицер на бяло поле e4 · бял цар на черно поле a3 · бяла пешка на бяло поле b3 · бял офицер на черно поле b2 · бяла пешка на бяло поле c2 · черен топ на черно поле d2 · бяла пешка на черно поле h2 | бял топ на черно поле b8 · черен топ на черно поле d8 · бяла пешка на черно поле a7 · черна пешка на бяло поле f7 · черен цар на бяло поле h7 · черна пешка на бяло поле g6 · черна пешка на черно поле h6 · черен кон на бяло поле f5 · бял кон на черно поле b4 · черен офицер на бяло поле e4 · бял цар на черно поле a3 · бяла пешка на бяло поле b3 · бял офицер на черно поле b2 · бяла пешка на бяло поле c2 · черен топ на черно поле d2 · бяла пешка на черно поле h2 | 1 |
|   | a | b | c | d | e | f | g | h |   |

В позицията на диаграма 4 белите са в неизгодно материално положение и очевидно не могат да произведат пешката а7, защото черният офицер пази полето а8. Въпреки това, 1.Kd5! пречи на офицера и на защитата на черните топове един срещу друг. 

Ако 1...O:d5, 2.T:d8 е смазващо. 
Ако 1...T8:d5??, тогава 2.Th8 мат.
 Най-доброто, което черните могат да направят, е 1...Т2:d5, затваряйки пътя на офицера към a8 и позволявайки 2.a8Д.

|   | a | b | c | d | e | f | g | h |   |
| 8 | черен топ на черно поле b8 · черен цар на черно поле h8 · черна пешка на черно поле a7 · черна дама на бяло поле b7 · черна пешка на бяло поле h7 · черен офицер на черно поле b6 · черна пешка на черно поле d6 · черна пешка на бяло поле g6 · бял офицер на черно поле h6 · бял кон на бяло поле d5 · бяла пешка на бяло поле b3 · бяла дама на бяло поле d3 · бяла пешка на бяло поле a2 · черен топ на черно поле f2 · черен кон на бяло поле g2 · бяла пешка на черно поле h2 · бял топ на черно поле c1 · бял топ на бяло поле d1 · бял цар на бяло поле h1 | черен топ на черно поле b8 · черен цар на черно поле h8 · черна пешка на черно поле a7 · черна дама на бяло поле b7 · черна пешка на бяло поле h7 · черен офицер на черно поле b6 · черна пешка на черно поле d6 · черна пешка на бяло поле g6 · бял офицер на черно поле h6 · бял кон на бяло поле d5 · бяла пешка на бяло поле b3 · бяла дама на бяло поле d3 · бяла пешка на бяло поле a2 · черен топ на черно поле f2 · черен кон на бяло поле g2 · бяла пешка на черно поле h2 · бял топ на черно поле c1 · бял топ на бяло поле d1 · бял цар на бяло поле h1 | черен топ на черно поле b8 · черен цар на черно поле h8 · черна пешка на черно поле a7 · черна дама на бяло поле b7 · черна пешка на бяло поле h7 · черен офицер на черно поле b6 · черна пешка на черно поле d6 · черна пешка на бяло поле g6 · бял офицер на черно поле h6 · бял кон на бяло поле d5 · бяла пешка на бяло поле b3 · бяла дама на бяло поле d3 · бяла пешка на бяло поле a2 · черен топ на черно поле f2 · черен кон на бяло поле g2 · бяла пешка на черно поле h2 · бял топ на черно поле c1 · бял топ на бяло поле d1 · бял цар на бяло поле h1 | черен топ на черно поле b8 · черен цар на черно поле h8 · черна пешка на черно поле a7 · черна дама на бяло поле b7 · черна пешка на бяло поле h7 · черен офицер на черно поле b6 · черна пешка на черно поле d6 · черна пешка на бяло поле g6 · бял офицер на черно поле h6 · бял кон на бяло поле d5 · бяла пешка на бяло поле b3 · бяла дама на бяло поле d3 · бяла пешка на бяло поле a2 · черен топ на черно поле f2 · черен кон на бяло поле g2 · бяла пешка на черно поле h2 · бял топ на черно поле c1 · бял топ на бяло поле d1 · бял цар на бяло поле h1 | черен топ на черно поле b8 · черен цар на черно поле h8 · черна пешка на черно поле a7 · черна дама на бяло поле b7 · черна пешка на бяло поле h7 · черен офицер на черно поле b6 · черна пешка на черно поле d6 · черна пешка на бяло поле g6 · бял офицер на черно поле h6 · бял кон на бяло поле d5 · бяла пешка на бяло поле b3 · бяла дама на бяло поле d3 · бяла пешка на бяло поле a2 · черен топ на черно поле f2 · черен кон на бяло поле g2 · бяла пешка на черно поле h2 · бял топ на черно поле c1 · бял топ на бяло поле d1 · бял цар на бяло поле h1 | черен топ на черно поле b8 · черен цар на черно поле h8 · черна пешка на черно поле a7 · черна дама на бяло поле b7 · черна пешка на бяло поле h7 · черен офицер на черно поле b6 · черна пешка на черно поле d6 · черна пешка на бяло поле g6 · бял офицер на черно поле h6 · бял кон на бяло поле d5 · бяла пешка на бяло поле b3 · бяла дама на бяло поле d3 · бяла пешка на бяло поле a2 · черен топ на черно поле f2 · черен кон на бяло поле g2 · бяла пешка на черно поле h2 · бял топ на черно поле c1 · бял топ на бяло поле d1 · бял цар на бяло поле h1 | черен топ на черно поле b8 · черен цар на черно поле h8 · черна пешка на черно поле a7 · черна дама на бяло поле b7 · черна пешка на бяло поле h7 · черен офицер на черно поле b6 · черна пешка на черно поле d6 · черна пешка на бяло поле g6 · бял офицер на черно поле h6 · бял кон на бяло поле d5 · бяла пешка на бяло поле b3 · бяла дама на бяло поле d3 · бяла пешка на бяло поле a2 · черен топ на черно поле f2 · черен кон на бяло поле g2 · бяла пешка на черно поле h2 · бял топ на черно поле c1 · бял топ на бяло поле d1 · бял цар на бяло поле h1 | черен топ на черно поле b8 · черен цар на черно поле h8 · черна пешка на черно поле a7 · черна дама на бяло поле b7 · черна пешка на бяло поле h7 · черен офицер на черно поле b6 · черна пешка на черно поле d6 · черна пешка на бяло поле g6 · бял офицер на черно поле h6 · бял кон на бяло поле d5 · бяла пешка на бяло поле b3 · бяла дама на бяло поле d3 · бяла пешка на бяло поле a2 · черен топ на черно поле f2 · черен кон на бяло поле g2 · бяла пешка на черно поле h2 · бял топ на черно поле c1 · бял топ на бяло поле d1 · бял цар на бяло поле h1 | 8 |
| 7 | черен топ на черно поле b8 · черен цар на черно поле h8 · черна пешка на черно поле a7 · черна дама на бяло поле b7 · черна пешка на бяло поле h7 · черен офицер на черно поле b6 · черна пешка на черно поле d6 · черна пешка на бяло поле g6 · бял офицер на черно поле h6 · бял кон на бяло поле d5 · бяла пешка на бяло поле b3 · бяла дама на бяло поле d3 · бяла пешка на бяло поле a2 · черен топ на черно поле f2 · черен кон на бяло поле g2 · бяла пешка на черно поле h2 · бял топ на черно поле c1 · бял топ на бяло поле d1 · бял цар на бяло поле h1 | черен топ на черно поле b8 · черен цар на черно поле h8 · черна пешка на черно поле a7 · черна дама на бяло поле b7 · черна пешка на бяло поле h7 · черен офицер на черно поле b6 · черна пешка на черно поле d6 · черна пешка на бяло поле g6 · бял офицер на черно поле h6 · бял кон на бяло поле d5 · бяла пешка на бяло поле b3 · бяла дама на бяло поле d3 · бяла пешка на бяло поле a2 · черен топ на черно поле f2 · черен кон на бяло поле g2 · бяла пешка на черно поле h2 · бял топ на черно поле c1 · бял топ на бяло поле d1 · бял цар на бяло поле h1 | черен топ на черно поле b8 · черен цар на черно поле h8 · черна пешка на черно поле a7 · черна дама на бяло поле b7 · черна пешка на бяло поле h7 · черен офицер на черно поле b6 · черна пешка на черно поле d6 · черна пешка на бяло поле g6 · бял офицер на черно поле h6 · бял кон на бяло поле d5 · бяла пешка на бяло поле b3 · бяла дама на бяло поле d3 · бяла пешка на бяло поле a2 · черен топ на черно поле f2 · черен кон на бяло поле g2 · бяла пешка на черно поле h2 · бял топ на черно поле c1 · бял топ на бяло поле d1 · бял цар на бяло поле h1 | черен топ на черно поле b8 · черен цар на черно поле h8 · черна пешка на черно поле a7 · черна дама на бяло поле b7 · черна пешка на бяло поле h7 · черен офицер на черно поле b6 · черна пешка на черно поле d6 · черна пешка на бяло поле g6 · бял офицер на черно поле h6 · бял кон на бяло поле d5 · бяла пешка на бяло поле b3 · бяла дама на бяло поле d3 · бяла пешка на бяло поле a2 · черен топ на черно поле f2 · черен кон на бяло поле g2 · бяла пешка на черно поле h2 · бял топ на черно поле c1 · бял топ на бяло поле d1 · бял цар на бяло поле h1 | черен топ на черно поле b8 · черен цар на черно поле h8 · черна пешка на черно поле a7 · черна дама на бяло поле b7 · черна пешка на бяло поле h7 · черен офицер на черно поле b6 · черна пешка на черно поле d6 · черна пешка на бяло поле g6 · бял офицер на черно поле h6 · бял кон на бяло поле d5 · бяла пешка на бяло поле b3 · бяла дама на бяло поле d3 · бяла пешка на бяло поле a2 · черен топ на черно поле f2 · черен кон на бяло поле g2 · бяла пешка на черно поле h2 · бял топ на черно поле c1 · бял топ на бяло поле d1 · бял цар на бяло поле h1 | черен топ на черно поле b8 · черен цар на черно поле h8 · черна пешка на черно поле a7 · черна дама на бяло поле b7 · черна пешка на бяло поле h7 · черен офицер на черно поле b6 · черна пешка на черно поле d6 · черна пешка на бяло поле g6 · бял офицер на черно поле h6 · бял кон на бяло поле d5 · бяла пешка на бяло поле b3 · бяла дама на бяло поле d3 · бяла пешка на бяло поле a2 · черен топ на черно поле f2 · черен кон на бяло поле g2 · бяла пешка на черно поле h2 · бял топ на черно поле c1 · бял топ на бяло поле d1 · бял цар на бяло поле h1 | черен топ на черно поле b8 · черен цар на черно поле h8 · черна пешка на черно поле a7 · черна дама на бяло поле b7 · черна пешка на бяло поле h7 · черен офицер на черно поле b6 · черна пешка на черно поле d6 · черна пешка на бяло поле g6 · бял офицер на черно поле h6 · бял кон на бяло поле d5 · бяла пешка на бяло поле b3 · бяла дама на бяло поле d3 · бяла пешка на бяло поле a2 · черен топ на черно поле f2 · черен кон на бяло поле g2 · бяла пешка на черно поле h2 · бял топ на черно поле c1 · бял топ на бяло поле d1 · бял цар на бяло поле h1 | черен топ на черно поле b8 · черен цар на черно поле h8 · черна пешка на черно поле a7 · черна дама на бяло поле b7 · черна пешка на бяло поле h7 · черен офицер на черно поле b6 · черна пешка на черно поле d6 · черна пешка на бяло поле g6 · бял офицер на черно поле h6 · бял кон на бяло поле d5 · бяла пешка на бяло поле b3 · бяла дама на бяло поле d3 · бяла пешка на бяло поле a2 · черен топ на черно поле f2 · черен кон на бяло поле g2 · бяла пешка на черно поле h2 · бял топ на черно поле c1 · бял топ на бяло поле d1 · бял цар на бяло поле h1 | 7 |
| 6 | черен топ на черно поле b8 · черен цар на черно поле h8 · черна пешка на черно поле a7 · черна дама на бяло поле b7 · черна пешка на бяло поле h7 · черен офицер на черно поле b6 · черна пешка на черно поле d6 · черна пешка на бяло поле g6 · бял офицер на черно поле h6 · бял кон на бяло поле d5 · бяла пешка на бяло поле b3 · бяла дама на бяло поле d3 · бяла пешка на бяло поле a2 · черен топ на черно поле f2 · черен кон на бяло поле g2 · бяла пешка на черно поле h2 · бял топ на черно поле c1 · бял топ на бяло поле d1 · бял цар на бяло поле h1 | черен топ на черно поле b8 · черен цар на черно поле h8 · черна пешка на черно поле a7 · черна дама на бяло поле b7 · черна пешка на бяло поле h7 · черен офицер на черно поле b6 · черна пешка на черно поле d6 · черна пешка на бяло поле g6 · бял офицер на черно поле h6 · бял кон на бяло поле d5 · бяла пешка на бяло поле b3 · бяла дама на бяло поле d3 · бяла пешка на бяло поле a2 · черен топ на черно поле f2 · черен кон на бяло поле g2 · бяла пешка на черно поле h2 · бял топ на черно поле c1 · бял топ на бяло поле d1 · бял цар на бяло поле h1 | черен топ на черно поле b8 · черен цар на черно поле h8 · черна пешка на черно поле a7 · черна дама на бяло поле b7 · черна пешка на бяло поле h7 · черен офицер на черно поле b6 · черна пешка на черно поле d6 · черна пешка на бяло поле g6 · бял офицер на черно поле h6 · бял кон на бяло поле d5 · бяла пешка на бяло поле b3 · бяла дама на бяло поле d3 · бяла пешка на бяло поле a2 · черен топ на черно поле f2 · черен кон на бяло поле g2 · бяла пешка на черно поле h2 · бял топ на черно поле c1 · бял топ на бяло поле d1 · бял цар на бяло поле h1 | черен топ на черно поле b8 · черен цар на черно поле h8 · черна пешка на черно поле a7 · черна дама на бяло поле b7 · черна пешка на бяло поле h7 · черен офицер на черно поле b6 · черна пешка на черно поле d6 · черна пешка на бяло поле g6 · бял офицер на черно поле h6 · бял кон на бяло поле d5 · бяла пешка на бяло поле b3 · бяла дама на бяло поле d3 · бяла пешка на бяло поле a2 · черен топ на черно поле f2 · черен кон на бяло поле g2 · бяла пешка на черно поле h2 · бял топ на черно поле c1 · бял топ на бяло поле d1 · бял цар на бяло поле h1 | черен топ на черно поле b8 · черен цар на черно поле h8 · черна пешка на черно поле a7 · черна дама на бяло поле b7 · черна пешка на бяло поле h7 · черен офицер на черно поле b6 · черна пешка на черно поле d6 · черна пешка на бяло поле g6 · бял офицер на черно поле h6 · бял кон на бяло поле d5 · бяла пешка на бяло поле b3 · бяла дама на бяло поле d3 · бяла пешка на бяло поле a2 · черен топ на черно поле f2 · черен кон на бяло поле g2 · бяла пешка на черно поле h2 · бял топ на черно поле c1 · бял топ на бяло поле d1 · бял цар на бяло поле h1 | черен топ на черно поле b8 · черен цар на черно поле h8 · черна пешка на черно поле a7 · черна дама на бяло поле b7 · черна пешка на бяло поле h7 · черен офицер на черно поле b6 · черна пешка на черно поле d6 · черна пешка на бяло поле g6 · бял офицер на черно поле h6 · бял кон на бяло поле d5 · бяла пешка на бяло поле b3 · бяла дама на бяло поле d3 · бяла пешка на бяло поле a2 · черен топ на черно поле f2 · черен кон на бяло поле g2 · бяла пешка на черно поле h2 · бял топ на черно поле c1 · бял топ на бяло поле d1 · бял цар на бяло поле h1 | черен топ на черно поле b8 · черен цар на черно поле h8 · черна пешка на черно поле a7 · черна дама на бяло поле b7 · черна пешка на бяло поле h7 · черен офицер на черно поле b6 · черна пешка на черно поле d6 · черна пешка на бяло поле g6 · бял офицер на черно поле h6 · бял кон на бяло поле d5 · бяла пешка на бяло поле b3 · бяла дама на бяло поле d3 · бяла пешка на бяло поле a2 · черен топ на черно поле f2 · черен кон на бяло поле g2 · бяла пешка на черно поле h2 · бял топ на черно поле c1 · бял топ на бяло поле d1 · бял цар на бяло поле h1 | черен топ на черно поле b8 · черен цар на черно поле h8 · черна пешка на черно поле a7 · черна дама на бяло поле b7 · черна пешка на бяло поле h7 · черен офицер на черно поле b6 · черна пешка на черно поле d6 · черна пешка на бяло поле g6 · бял офицер на черно поле h6 · бял кон на бяло поле d5 · бяла пешка на бяло поле b3 · бяла дама на бяло поле d3 · бяла пешка на бяло поле a2 · черен топ на черно поле f2 · черен кон на бяло поле g2 · бяла пешка на черно поле h2 · бял топ на черно поле c1 · бял топ на бяло поле d1 · бял цар на бяло поле h1 | 6 |
| 5 | черен топ на черно поле b8 · черен цар на черно поле h8 · черна пешка на черно поле a7 · черна дама на бяло поле b7 · черна пешка на бяло поле h7 · черен офицер на черно поле b6 · черна пешка на черно поле d6 · черна пешка на бяло поле g6 · бял офицер на черно поле h6 · бял кон на бяло поле d5 · бяла пешка на бяло поле b3 · бяла дама на бяло поле d3 · бяла пешка на бяло поле a2 · черен топ на черно поле f2 · черен кон на бяло поле g2 · бяла пешка на черно поле h2 · бял топ на черно поле c1 · бял топ на бяло поле d1 · бял цар на бяло поле h1 | черен топ на черно поле b8 · черен цар на черно поле h8 · черна пешка на черно поле a7 · черна дама на бяло поле b7 · черна пешка на бяло поле h7 · черен офицер на черно поле b6 · черна пешка на черно поле d6 · черна пешка на бяло поле g6 · бял офицер на черно поле h6 · бял кон на бяло поле d5 · бяла пешка на бяло поле b3 · бяла дама на бяло поле d3 · бяла пешка на бяло поле a2 · черен топ на черно поле f2 · черен кон на бяло поле g2 · бяла пешка на черно поле h2 · бял топ на черно поле c1 · бял топ на бяло поле d1 · бял цар на бяло поле h1 | черен топ на черно поле b8 · черен цар на черно поле h8 · черна пешка на черно поле a7 · черна дама на бяло поле b7 · черна пешка на бяло поле h7 · черен офицер на черно поле b6 · черна пешка на черно поле d6 · черна пешка на бяло поле g6 · бял офицер на черно поле h6 · бял кон на бяло поле d5 · бяла пешка на бяло поле b3 · бяла дама на бяло поле d3 · бяла пешка на бяло поле a2 · черен топ на черно поле f2 · черен кон на бяло поле g2 · бяла пешка на черно поле h2 · бял топ на черно поле c1 · бял топ на бяло поле d1 · бял цар на бяло поле h1 | черен топ на черно поле b8 · черен цар на черно поле h8 · черна пешка на черно поле a7 · черна дама на бяло поле b7 · черна пешка на бяло поле h7 · черен офицер на черно поле b6 · черна пешка на черно поле d6 · черна пешка на бяло поле g6 · бял офицер на черно поле h6 · бял кон на бяло поле d5 · бяла пешка на бяло поле b3 · бяла дама на бяло поле d3 · бяла пешка на бяло поле a2 · черен топ на черно поле f2 · черен кон на бяло поле g2 · бяла пешка на черно поле h2 · бял топ на черно поле c1 · бял топ на бяло поле d1 · бял цар на бяло поле h1 | черен топ на черно поле b8 · черен цар на черно поле h8 · черна пешка на черно поле a7 · черна дама на бяло поле b7 · черна пешка на бяло поле h7 · черен офицер на черно поле b6 · черна пешка на черно поле d6 · черна пешка на бяло поле g6 · бял офицер на черно поле h6 · бял кон на бяло поле d5 · бяла пешка на бяло поле b3 · бяла дама на бяло поле d3 · бяла пешка на бяло поле a2 · черен топ на черно поле f2 · черен кон на бяло поле g2 · бяла пешка на черно поле h2 · бял топ на черно поле c1 · бял топ на бяло поле d1 · бял цар на бяло поле h1 | черен топ на черно поле b8 · черен цар на черно поле h8 · черна пешка на черно поле a7 · черна дама на бяло поле b7 · черна пешка на бяло поле h7 · черен офицер на черно поле b6 · черна пешка на черно поле d6 · черна пешка на бяло поле g6 · бял офицер на черно поле h6 · бял кон на бяло поле d5 · бяла пешка на бяло поле b3 · бяла дама на бяло поле d3 · бяла пешка на бяло поле a2 · черен топ на черно поле f2 · черен кон на бяло поле g2 · бяла пешка на черно поле h2 · бял топ на черно поле c1 · бял топ на бяло поле d1 · бял цар на бяло поле h1 | черен топ на черно поле b8 · черен цар на черно поле h8 · черна пешка на черно поле a7 · черна дама на бяло поле b7 · черна пешка на бяло поле h7 · черен офицер на черно поле b6 · черна пешка на черно поле d6 · черна пешка на бяло поле g6 · бял офицер на черно поле h6 · бял кон на бяло поле d5 · бяла пешка на бяло поле b3 · бяла дама на бяло поле d3 · бяла пешка на бяло поле a2 · черен топ на черно поле f2 · черен кон на бяло поле g2 · бяла пешка на черно поле h2 · бял топ на черно поле c1 · бял топ на бяло поле d1 · бял цар на бяло поле h1 | черен топ на черно поле b8 · черен цар на черно поле h8 · черна пешка на черно поле a7 · черна дама на бяло поле b7 · черна пешка на бяло поле h7 · черен офицер на черно поле b6 · черна пешка на черно поле d6 · черна пешка на бяло поле g6 · бял офицер на черно поле h6 · бял кон на бяло поле d5 · бяла пешка на бяло поле b3 · бяла дама на бяло поле d3 · бяла пешка на бяло поле a2 · черен топ на черно поле f2 · черен кон на бяло поле g2 · бяла пешка на черно поле h2 · бял топ на черно поле c1 · бял топ на бяло поле d1 · бял цар на бяло поле h1 | 5 |
| 4 | черен топ на черно поле b8 · черен цар на черно поле h8 · черна пешка на черно поле a7 · черна дама на бяло поле b7 · черна пешка на бяло поле h7 · черен офицер на черно поле b6 · черна пешка на черно поле d6 · черна пешка на бяло поле g6 · бял офицер на черно поле h6 · бял кон на бяло поле d5 · бяла пешка на бяло поле b3 · бяла дама на бяло поле d3 · бяла пешка на бяло поле a2 · черен топ на черно поле f2 · черен кон на бяло поле g2 · бяла пешка на черно поле h2 · бял топ на черно поле c1 · бял топ на бяло поле d1 · бял цар на бяло поле h1 | черен топ на черно поле b8 · черен цар на черно поле h8 · черна пешка на черно поле a7 · черна дама на бяло поле b7 · черна пешка на бяло поле h7 · черен офицер на черно поле b6 · черна пешка на черно поле d6 · черна пешка на бяло поле g6 · бял офицер на черно поле h6 · бял кон на бяло поле d5 · бяла пешка на бяло поле b3 · бяла дама на бяло поле d3 · бяла пешка на бяло поле a2 · черен топ на черно поле f2 · черен кон на бяло поле g2 · бяла пешка на черно поле h2 · бял топ на черно поле c1 · бял топ на бяло поле d1 · бял цар на бяло поле h1 | черен топ на черно поле b8 · черен цар на черно поле h8 · черна пешка на черно поле a7 · черна дама на бяло поле b7 · черна пешка на бяло поле h7 · черен офицер на черно поле b6 · черна пешка на черно поле d6 · черна пешка на бяло поле g6 · бял офицер на черно поле h6 · бял кон на бяло поле d5 · бяла пешка на бяло поле b3 · бяла дама на бяло поле d3 · бяла пешка на бяло поле a2 · черен топ на черно поле f2 · черен кон на бяло поле g2 · бяла пешка на черно поле h2 · бял топ на черно поле c1 · бял топ на бяло поле d1 · бял цар на бяло поле h1 | черен топ на черно поле b8 · черен цар на черно поле h8 · черна пешка на черно поле a7 · черна дама на бяло поле b7 · черна пешка на бяло поле h7 · черен офицер на черно поле b6 · черна пешка на черно поле d6 · черна пешка на бяло поле g6 · бял офицер на черно поле h6 · бял кон на бяло поле d5 · бяла пешка на бяло поле b3 · бяла дама на бяло поле d3 · бяла пешка на бяло поле a2 · черен топ на черно поле f2 · черен кон на бяло поле g2 · бяла пешка на черно поле h2 · бял топ на черно поле c1 · бял топ на бяло поле d1 · бял цар на бяло поле h1 | черен топ на черно поле b8 · черен цар на черно поле h8 · черна пешка на черно поле a7 · черна дама на бяло поле b7 · черна пешка на бяло поле h7 · черен офицер на черно поле b6 · черна пешка на черно поле d6 · черна пешка на бяло поле g6 · бял офицер на черно поле h6 · бял кон на бяло поле d5 · бяла пешка на бяло поле b3 · бяла дама на бяло поле d3 · бяла пешка на бяло поле a2 · черен топ на черно поле f2 · черен кон на бяло поле g2 · бяла пешка на черно поле h2 · бял топ на черно поле c1 · бял топ на бяло поле d1 · бял цар на бяло поле h1 | черен топ на черно поле b8 · черен цар на черно поле h8 · черна пешка на черно поле a7 · черна дама на бяло поле b7 · черна пешка на бяло поле h7 · черен офицер на черно поле b6 · черна пешка на черно поле d6 · черна пешка на бяло поле g6 · бял офицер на черно поле h6 · бял кон на бяло поле d5 · бяла пешка на бяло поле b3 · бяла дама на бяло поле d3 · бяла пешка на бяло поле a2 · черен топ на черно поле f2 · черен кон на бяло поле g2 · бяла пешка на черно поле h2 · бял топ на черно поле c1 · бял топ на бяло поле d1 · бял цар на бяло поле h1 | черен топ на черно поле b8 · черен цар на черно поле h8 · черна пешка на черно поле a7 · черна дама на бяло поле b7 · черна пешка на бяло поле h7 · черен офицер на черно поле b6 · черна пешка на черно поле d6 · черна пешка на бяло поле g6 · бял офицер на черно поле h6 · бял кон на бяло поле d5 · бяла пешка на бяло поле b3 · бяла дама на бяло поле d3 · бяла пешка на бяло поле a2 · черен топ на черно поле f2 · черен кон на бяло поле g2 · бяла пешка на черно поле h2 · бял топ на черно поле c1 · бял топ на бяло поле d1 · бял цар на бяло поле h1 | черен топ на черно поле b8 · черен цар на черно поле h8 · черна пешка на черно поле a7 · черна дама на бяло поле b7 · черна пешка на бяло поле h7 · черен офицер на черно поле b6 · черна пешка на черно поле d6 · черна пешка на бяло поле g6 · бял офицер на черно поле h6 · бял кон на бяло поле d5 · бяла пешка на бяло поле b3 · бяла дама на бяло поле d3 · бяла пешка на бяло поле a2 · черен топ на черно поле f2 · черен кон на бяло поле g2 · бяла пешка на черно поле h2 · бял топ на черно поле c1 · бял топ на бяло поле d1 · бял цар на бяло поле h1 | 4 |
| 3 | черен топ на черно поле b8 · черен цар на черно поле h8 · черна пешка на черно поле a7 · черна дама на бяло поле b7 · черна пешка на бяло поле h7 · черен офицер на черно поле b6 · черна пешка на черно поле d6 · черна пешка на бяло поле g6 · бял офицер на черно поле h6 · бял кон на бяло поле d5 · бяла пешка на бяло поле b3 · бяла дама на бяло поле d3 · бяла пешка на бяло поле a2 · черен топ на черно поле f2 · черен кон на бяло поле g2 · бяла пешка на черно поле h2 · бял топ на черно поле c1 · бял топ на бяло поле d1 · бял цар на бяло поле h1 | черен топ на черно поле b8 · черен цар на черно поле h8 · черна пешка на черно поле a7 · черна дама на бяло поле b7 · черна пешка на бяло поле h7 · черен офицер на черно поле b6 · черна пешка на черно поле d6 · черна пешка на бяло поле g6 · бял офицер на черно поле h6 · бял кон на бяло поле d5 · бяла пешка на бяло поле b3 · бяла дама на бяло поле d3 · бяла пешка на бяло поле a2 · черен топ на черно поле f2 · черен кон на бяло поле g2 · бяла пешка на черно поле h2 · бял топ на черно поле c1 · бял топ на бяло поле d1 · бял цар на бяло поле h1 | черен топ на черно поле b8 · черен цар на черно поле h8 · черна пешка на черно поле a7 · черна дама на бяло поле b7 · черна пешка на бяло поле h7 · черен офицер на черно поле b6 · черна пешка на черно поле d6 · черна пешка на бяло поле g6 · бял офицер на черно поле h6 · бял кон на бяло поле d5 · бяла пешка на бяло поле b3 · бяла дама на бяло поле d3 · бяла пешка на бяло поле a2 · черен топ на черно поле f2 · черен кон на бяло поле g2 · бяла пешка на черно поле h2 · бял топ на черно поле c1 · бял топ на бяло поле d1 · бял цар на бяло поле h1 | черен топ на черно поле b8 · черен цар на черно поле h8 · черна пешка на черно поле a7 · черна дама на бяло поле b7 · черна пешка на бяло поле h7 · черен офицер на черно поле b6 · черна пешка на черно поле d6 · черна пешка на бяло поле g6 · бял офицер на черно поле h6 · бял кон на бяло поле d5 · бяла пешка на бяло поле b3 · бяла дама на бяло поле d3 · бяла пешка на бяло поле a2 · черен топ на черно поле f2 · черен кон на бяло поле g2 · бяла пешка на черно поле h2 · бял топ на черно поле c1 · бял топ на бяло поле d1 · бял цар на бяло поле h1 | черен топ на черно поле b8 · черен цар на черно поле h8 · черна пешка на черно поле a7 · черна дама на бяло поле b7 · черна пешка на бяло поле h7 · черен офицер на черно поле b6 · черна пешка на черно поле d6 · черна пешка на бяло поле g6 · бял офицер на черно поле h6 · бял кон на бяло поле d5 · бяла пешка на бяло поле b3 · бяла дама на бяло поле d3 · бяла пешка на бяло поле a2 · черен топ на черно поле f2 · черен кон на бяло поле g2 · бяла пешка на черно поле h2 · бял топ на черно поле c1 · бял топ на бяло поле d1 · бял цар на бяло поле h1 | черен топ на черно поле b8 · черен цар на черно поле h8 · черна пешка на черно поле a7 · черна дама на бяло поле b7 · черна пешка на бяло поле h7 · черен офицер на черно поле b6 · черна пешка на черно поле d6 · черна пешка на бяло поле g6 · бял офицер на черно поле h6 · бял кон на бяло поле d5 · бяла пешка на бяло поле b3 · бяла дама на бяло поле d3 · бяла пешка на бяло поле a2 · черен топ на черно поле f2 · черен кон на бяло поле g2 · бяла пешка на черно поле h2 · бял топ на черно поле c1 · бял топ на бяло поле d1 · бял цар на бяло поле h1 | черен топ на черно поле b8 · черен цар на черно поле h8 · черна пешка на черно поле a7 · черна дама на бяло поле b7 · черна пешка на бяло поле h7 · черен офицер на черно поле b6 · черна пешка на черно поле d6 · черна пешка на бяло поле g6 · бял офицер на черно поле h6 · бял кон на бяло поле d5 · бяла пешка на бяло поле b3 · бяла дама на бяло поле d3 · бяла пешка на бяло поле a2 · черен топ на черно поле f2 · черен кон на бяло поле g2 · бяла пешка на черно поле h2 · бял топ на черно поле c1 · бял топ на бяло поле d1 · бял цар на бяло поле h1 | черен топ на черно поле b8 · черен цар на черно поле h8 · черна пешка на черно поле a7 · черна дама на бяло поле b7 · черна пешка на бяло поле h7 · черен офицер на черно поле b6 · черна пешка на черно поле d6 · черна пешка на бяло поле g6 · бял офицер на черно поле h6 · бял кон на бяло поле d5 · бяла пешка на бяло поле b3 · бяла дама на бяло поле d3 · бяла пешка на бяло поле a2 · черен топ на черно поле f2 · черен кон на бяло поле g2 · бяла пешка на черно поле h2 · бял топ на черно поле c1 · бял топ на бяло поле d1 · бял цар на бяло поле h1 | 3 |
| 2 | черен топ на черно поле b8 · черен цар на черно поле h8 · черна пешка на черно поле a7 · черна дама на бяло поле b7 · черна пешка на бяло поле h7 · черен офицер на черно поле b6 · черна пешка на черно поле d6 · черна пешка на бяло поле g6 · бял офицер на черно поле h6 · бял кон на бяло поле d5 · бяла пешка на бяло поле b3 · бяла дама на бяло поле d3 · бяла пешка на бяло поле a2 · черен топ на черно поле f2 · черен кон на бяло поле g2 · бяла пешка на черно поле h2 · бял топ на черно поле c1 · бял топ на бяло поле d1 · бял цар на бяло поле h1 | черен топ на черно поле b8 · черен цар на черно поле h8 · черна пешка на черно поле a7 · черна дама на бяло поле b7 · черна пешка на бяло поле h7 · черен офицер на черно поле b6 · черна пешка на черно поле d6 · черна пешка на бяло поле g6 · бял офицер на черно поле h6 · бял кон на бяло поле d5 · бяла пешка на бяло поле b3 · бяла дама на бяло поле d3 · бяла пешка на бяло поле a2 · черен топ на черно поле f2 · черен кон на бяло поле g2 · бяла пешка на черно поле h2 · бял топ на черно поле c1 · бял топ на бяло поле d1 · бял цар на бяло поле h1 | черен топ на черно поле b8 · черен цар на черно поле h8 · черна пешка на черно поле a7 · черна дама на бяло поле b7 · черна пешка на бяло поле h7 · черен офицер на черно поле b6 · черна пешка на черно поле d6 · черна пешка на бяло поле g6 · бял офицер на черно поле h6 · бял кон на бяло поле d5 · бяла пешка на бяло поле b3 · бяла дама на бяло поле d3 · бяла пешка на бяло поле a2 · черен топ на черно поле f2 · черен кон на бяло поле g2 · бяла пешка на черно поле h2 · бял топ на черно поле c1 · бял топ на бяло поле d1 · бял цар на бяло поле h1 | черен топ на черно поле b8 · черен цар на черно поле h8 · черна пешка на черно поле a7 · черна дама на бяло поле b7 · черна пешка на бяло поле h7 · черен офицер на черно поле b6 · черна пешка на черно поле d6 · черна пешка на бяло поле g6 · бял офицер на черно поле h6 · бял кон на бяло поле d5 · бяла пешка на бяло поле b3 · бяла дама на бяло поле d3 · бяла пешка на бяло поле a2 · черен топ на черно поле f2 · черен кон на бяло поле g2 · бяла пешка на черно поле h2 · бял топ на черно поле c1 · бял топ на бяло поле d1 · бял цар на бяло поле h1 | черен топ на черно поле b8 · черен цар на черно поле h8 · черна пешка на черно поле a7 · черна дама на бяло поле b7 · черна пешка на бяло поле h7 · черен офицер на черно поле b6 · черна пешка на черно поле d6 · черна пешка на бяло поле g6 · бял офицер на черно поле h6 · бял кон на бяло поле d5 · бяла пешка на бяло поле b3 · бяла дама на бяло поле d3 · бяла пешка на бяло поле a2 · черен топ на черно поле f2 · черен кон на бяло поле g2 · бяла пешка на черно поле h2 · бял топ на черно поле c1 · бял топ на бяло поле d1 · бял цар на бяло поле h1 | черен топ на черно поле b8 · черен цар на черно поле h8 · черна пешка на черно поле a7 · черна дама на бяло поле b7 · черна пешка на бяло поле h7 · черен офицер на черно поле b6 · черна пешка на черно поле d6 · черна пешка на бяло поле g6 · бял офицер на черно поле h6 · бял кон на бяло поле d5 · бяла пешка на бяло поле b3 · бяла дама на бяло поле d3 · бяла пешка на бяло поле a2 · черен топ на черно поле f2 · черен кон на бяло поле g2 · бяла пешка на черно поле h2 · бял топ на черно поле c1 · бял топ на бяло поле d1 · бял цар на бяло поле h1 | черен топ на черно поле b8 · черен цар на черно поле h8 · черна пешка на черно поле a7 · черна дама на бяло поле b7 · черна пешка на бяло поле h7 · черен офицер на черно поле b6 · черна пешка на черно поле d6 · черна пешка на бяло поле g6 · бял офицер на черно поле h6 · бял кон на бяло поле d5 · бяла пешка на бяло поле b3 · бяла дама на бяло поле d3 · бяла пешка на бяло поле a2 · черен топ на черно поле f2 · черен кон на бяло поле g2 · бяла пешка на черно поле h2 · бял топ на черно поле c1 · бял топ на бяло поле d1 · бял цар на бяло поле h1 | черен топ на черно поле b8 · черен цар на черно поле h8 · черна пешка на черно поле a7 · черна дама на бяло поле b7 · черна пешка на бяло поле h7 · черен офицер на черно поле b6 · черна пешка на черно поле d6 · черна пешка на бяло поле g6 · бял офицер на черно поле h6 · бял кон на бяло поле d5 · бяла пешка на бяло поле b3 · бяла дама на бяло поле d3 · бяла пешка на бяло поле a2 · черен топ на черно поле f2 · черен кон на бяло поле g2 · бяла пешка на черно поле h2 · бял топ на черно поле c1 · бял топ на бяло поле d1 · бял цар на бяло поле h1 | 2 |
| 1 | черен топ на черно поле b8 · черен цар на черно поле h8 · черна пешка на черно поле a7 · черна дама на бяло поле b7 · черна пешка на бяло поле h7 · черен офицер на черно поле b6 · черна пешка на черно поле d6 · черна пешка на бяло поле g6 · бял офицер на черно поле h6 · бял кон на бяло поле d5 · бяла пешка на бяло поле b3 · бяла дама на бяло поле d3 · бяла пешка на бяло поле a2 · черен топ на черно поле f2 · черен кон на бяло поле g2 · бяла пешка на черно поле h2 · бял топ на черно поле c1 · бял топ на бяло поле d1 · бял цар на бяло поле h1 | черен топ на черно поле b8 · черен цар на черно поле h8 · черна пешка на черно поле a7 · черна дама на бяло поле b7 · черна пешка на бяло поле h7 · черен офицер на черно поле b6 · черна пешка на черно поле d6 · черна пешка на бяло поле g6 · бял офицер на черно поле h6 · бял кон на бяло поле d5 · бяла пешка на бяло поле b3 · бяла дама на бяло поле d3 · бяла пешка на бяло поле a2 · черен топ на черно поле f2 · черен кон на бяло поле g2 · бяла пешка на черно поле h2 · бял топ на черно поле c1 · бял топ на бяло поле d1 · бял цар на бяло поле h1 | черен топ на черно поле b8 · черен цар на черно поле h8 · черна пешка на черно поле a7 · черна дама на бяло поле b7 · черна пешка на бяло поле h7 · черен офицер на черно поле b6 · черна пешка на черно поле d6 · черна пешка на бяло поле g6 · бял офицер на черно поле h6 · бял кон на бяло поле d5 · бяла пешка на бяло поле b3 · бяла дама на бяло поле d3 · бяла пешка на бяло поле a2 · черен топ на черно поле f2 · черен кон на бяло поле g2 · бяла пешка на черно поле h2 · бял топ на черно поле c1 · бял топ на бяло поле d1 · бял цар на бяло поле h1 | черен топ на черно поле b8 · черен цар на черно поле h8 · черна пешка на черно поле a7 · черна дама на бяло поле b7 · черна пешка на бяло поле h7 · черен офицер на черно поле b6 · черна пешка на черно поле d6 · черна пешка на бяло поле g6 · бял офицер на черно поле h6 · бял кон на бяло поле d5 · бяла пешка на бяло поле b3 · бяла дама на бяло поле d3 · бяла пешка на бяло поле a2 · черен топ на черно поле f2 · черен кон на бяло поле g2 · бяла пешка на черно поле h2 · бял топ на черно поле c1 · бял топ на бяло поле d1 · бял цар на бяло поле h1 | черен топ на черно поле b8 · черен цар на черно поле h8 · черна пешка на черно поле a7 · черна дама на бяло поле b7 · черна пешка на бяло поле h7 · черен офицер на черно поле b6 · черна пешка на черно поле d6 · черна пешка на бяло поле g6 · бял офицер на черно поле h6 · бял кон на бяло поле d5 · бяла пешка на бяло поле b3 · бяла дама на бяло поле d3 · бяла пешка на бяло поле a2 · черен топ на черно поле f2 · черен кон на бяло поле g2 · бяла пешка на черно поле h2 · бял топ на черно поле c1 · бял топ на бяло поле d1 · бял цар на бяло поле h1 | черен топ на черно поле b8 · черен цар на черно поле h8 · черна пешка на черно поле a7 · черна дама на бяло поле b7 · черна пешка на бяло поле h7 · черен офицер на черно поле b6 · черна пешка на черно поле d6 · черна пешка на бяло поле g6 · бял офицер на черно поле h6 · бял кон на бяло поле d5 · бяла пешка на бяло поле b3 · бяла дама на бяло поле d3 · бяла пешка на бяло поле a2 · черен топ на черно поле f2 · черен кон на бяло поле g2 · бяла пешка на черно поле h2 · бял топ на черно поле c1 · бял топ на бяло поле d1 · бял цар на бяло поле h1 | черен топ на черно поле b8 · черен цар на черно поле h8 · черна пешка на черно поле a7 · черна дама на бяло поле b7 · черна пешка на бяло поле h7 · черен офицер на черно поле b6 · черна пешка на черно поле d6 · черна пешка на бяло поле g6 · бял офицер на черно поле h6 · бял кон на бяло поле d5 · бяла пешка на бяло поле b3 · бяла дама на бяло поле d3 · бяла пешка на бяло поле a2 · черен топ на черно поле f2 · черен кон на бяло поле g2 · бяла пешка на черно поле h2 · бял топ на черно поле c1 · бял топ на бяло поле d1 · бял цар на бяло поле h1 | черен топ на черно поле b8 · черен цар на черно поле h8 · черна пешка на черно поле a7 · черна дама на бяло поле b7 · черна пешка на бяло поле h7 · черен офицер на черно поле b6 · черна пешка на черно поле d6 · черна пешка на бяло поле g6 · бял офицер на черно поле h6 · бял кон на бяло поле d5 · бяла пешка на бяло поле b3 · бяла дама на бяло поле d3 · бяла пешка на бяло поле a2 · черен топ на черно поле f2 · черен кон на бяло поле g2 · бяла пешка на черно поле h2 · бял топ на черно поле c1 · бял топ на бяло поле d1 · бял цар на бяло поле h1 | 1 |
|   | a | b | c | d | e | f | g | h |   |

На диаграма 5 дамата на черните защитава важното поле g7 и предотвратява възможен мат след 1. Дc3+. Грешка би било 1. К:b6 с надеждата за 1. ... Д:b6 2. Дc3+ Цg8 3. Дg7# или 1. ... a:b6 2. Дd4+ Цg8 3. Д:f2 +-, тъй като черните имат контраатака 1. .. .Кe1+!! 2. Кd5 Д:d5+! 3. Т:d5 Тf1#. Белите играят 1. Tc7! и прикриват защитата на царския фланг от черната дама по 7-ия хоризонтал. Сега не може 1. ... О:c7?? поради 2. Дc3(d4)+ Цg8 3. Дg7#. Наложително е завличането на дамата 1. ... Д:c7 2. К:c7. Белите печелят дамата за топ и черните се предават.
|   | a | b | c | d | e | f | g | h |   |
| 8 | черен топ на бяло поле c8 · черен топ на бяло поле g8 · черна дама на бяло поле d7 · черна пешка на бяло поле h7 · черна пешка на бяло поле a6 · бяла пешка на черно поле a5 · черен цар на бяло поле b5 · черна пешка на черно поле c5 · бял офицер на черно поле e5 · черна пешка на черно поле b4 · черна пешка на черно поле d4 · бяла пешка на черно поле f4 · бяла пешка на бяло поле b3 · бяла пешка на бяло поле d3 · бяла дама на бяло поле f3 · бял топ на бяло поле c2 · бяла пешка на бяло поле g2 · бяла пешка на черно поле h2 · бял топ на черно поле c1 · бял цар на черно поле g1 | черен топ на бяло поле c8 · черен топ на бяло поле g8 · черна дама на бяло поле d7 · черна пешка на бяло поле h7 · черна пешка на бяло поле a6 · бяла пешка на черно поле a5 · черен цар на бяло поле b5 · черна пешка на черно поле c5 · бял офицер на черно поле e5 · черна пешка на черно поле b4 · черна пешка на черно поле d4 · бяла пешка на черно поле f4 · бяла пешка на бяло поле b3 · бяла пешка на бяло поле d3 · бяла дама на бяло поле f3 · бял топ на бяло поле c2 · бяла пешка на бяло поле g2 · бяла пешка на черно поле h2 · бял топ на черно поле c1 · бял цар на черно поле g1 | черен топ на бяло поле c8 · черен топ на бяло поле g8 · черна дама на бяло поле d7 · черна пешка на бяло поле h7 · черна пешка на бяло поле a6 · бяла пешка на черно поле a5 · черен цар на бяло поле b5 · черна пешка на черно поле c5 · бял офицер на черно поле e5 · черна пешка на черно поле b4 · черна пешка на черно поле d4 · бяла пешка на черно поле f4 · бяла пешка на бяло поле b3 · бяла пешка на бяло поле d3 · бяла дама на бяло поле f3 · бял топ на бяло поле c2 · бяла пешка на бяло поле g2 · бяла пешка на черно поле h2 · бял топ на черно поле c1 · бял цар на черно поле g1 | черен топ на бяло поле c8 · черен топ на бяло поле g8 · черна дама на бяло поле d7 · черна пешка на бяло поле h7 · черна пешка на бяло поле a6 · бяла пешка на черно поле a5 · черен цар на бяло поле b5 · черна пешка на черно поле c5 · бял офицер на черно поле e5 · черна пешка на черно поле b4 · черна пешка на черно поле d4 · бяла пешка на черно поле f4 · бяла пешка на бяло поле b3 · бяла пешка на бяло поле d3 · бяла дама на бяло поле f3 · бял топ на бяло поле c2 · бяла пешка на бяло поле g2 · бяла пешка на черно поле h2 · бял топ на черно поле c1 · бял цар на черно поле g1 | черен топ на бяло поле c8 · черен топ на бяло поле g8 · черна дама на бяло поле d7 · черна пешка на бяло поле h7 · черна пешка на бяло поле a6 · бяла пешка на черно поле a5 · черен цар на бяло поле b5 · черна пешка на черно поле c5 · бял офицер на черно поле e5 · черна пешка на черно поле b4 · черна пешка на черно поле d4 · бяла пешка на черно поле f4 · бяла пешка на бяло поле b3 · бяла пешка на бяло поле d3 · бяла дама на бяло поле f3 · бял топ на бяло поле c2 · бяла пешка на бяло поле g2 · бяла пешка на черно поле h2 · бял топ на черно поле c1 · бял цар на черно поле g1 | черен топ на бяло поле c8 · черен топ на бяло поле g8 · черна дама на бяло поле d7 · черна пешка на бяло поле h7 · черна пешка на бяло поле a6 · бяла пешка на черно поле a5 · черен цар на бяло поле b5 · черна пешка на черно поле c5 · бял офицер на черно поле e5 · черна пешка на черно поле b4 · черна пешка на черно поле d4 · бяла пешка на черно поле f4 · бяла пешка на бяло поле b3 · бяла пешка на бяло поле d3 · бяла дама на бяло поле f3 · бял топ на бяло поле c2 · бяла пешка на бяло поле g2 · бяла пешка на черно поле h2 · бял топ на черно поле c1 · бял цар на черно поле g1 | черен топ на бяло поле c8 · черен топ на бяло поле g8 · черна дама на бяло поле d7 · черна пешка на бяло поле h7 · черна пешка на бяло поле a6 · бяла пешка на черно поле a5 · черен цар на бяло поле b5 · черна пешка на черно поле c5 · бял офицер на черно поле e5 · черна пешка на черно поле b4 · черна пешка на черно поле d4 · бяла пешка на черно поле f4 · бяла пешка на бяло поле b3 · бяла пешка на бяло поле d3 · бяла дама на бяло поле f3 · бял топ на бяло поле c2 · бяла пешка на бяло поле g2 · бяла пешка на черно поле h2 · бял топ на черно поле c1 · бял цар на черно поле g1 | черен топ на бяло поле c8 · черен топ на бяло поле g8 · черна дама на бяло поле d7 · черна пешка на бяло поле h7 · черна пешка на бяло поле a6 · бяла пешка на черно поле a5 · черен цар на бяло поле b5 · черна пешка на черно поле c5 · бял офицер на черно поле e5 · черна пешка на черно поле b4 · черна пешка на черно поле d4 · бяла пешка на черно поле f4 · бяла пешка на бяло поле b3 · бяла пешка на бяло поле d3 · бяла дама на бяло поле f3 · бял топ на бяло поле c2 · бяла пешка на бяло поле g2 · бяла пешка на черно поле h2 · бял топ на черно поле c1 · бял цар на черно поле g1 | 8 |
| 7 | черен топ на бяло поле c8 · черен топ на бяло поле g8 · черна дама на бяло поле d7 · черна пешка на бяло поле h7 · черна пешка на бяло поле a6 · бяла пешка на черно поле a5 · черен цар на бяло поле b5 · черна пешка на черно поле c5 · бял офицер на черно поле e5 · черна пешка на черно поле b4 · черна пешка на черно поле d4 · бяла пешка на черно поле f4 · бяла пешка на бяло поле b3 · бяла пешка на бяло поле d3 · бяла дама на бяло поле f3 · бял топ на бяло поле c2 · бяла пешка на бяло поле g2 · бяла пешка на черно поле h2 · бял топ на черно поле c1 · бял цар на черно поле g1 | черен топ на бяло поле c8 · черен топ на бяло поле g8 · черна дама на бяло поле d7 · черна пешка на бяло поле h7 · черна пешка на бяло поле a6 · бяла пешка на черно поле a5 · черен цар на бяло поле b5 · черна пешка на черно поле c5 · бял офицер на черно поле e5 · черна пешка на черно поле b4 · черна пешка на черно поле d4 · бяла пешка на черно поле f4 · бяла пешка на бяло поле b3 · бяла пешка на бяло поле d3 · бяла дама на бяло поле f3 · бял топ на бяло поле c2 · бяла пешка на бяло поле g2 · бяла пешка на черно поле h2 · бял топ на черно поле c1 · бял цар на черно поле g1 | черен топ на бяло поле c8 · черен топ на бяло поле g8 · черна дама на бяло поле d7 · черна пешка на бяло поле h7 · черна пешка на бяло поле a6 · бяла пешка на черно поле a5 · черен цар на бяло поле b5 · черна пешка на черно поле c5 · бял офицер на черно поле e5 · черна пешка на черно поле b4 · черна пешка на черно поле d4 · бяла пешка на черно поле f4 · бяла пешка на бяло поле b3 · бяла пешка на бяло поле d3 · бяла дама на бяло поле f3 · бял топ на бяло поле c2 · бяла пешка на бяло поле g2 · бяла пешка на черно поле h2 · бял топ на черно поле c1 · бял цар на черно поле g1 | черен топ на бяло поле c8 · черен топ на бяло поле g8 · черна дама на бяло поле d7 · черна пешка на бяло поле h7 · черна пешка на бяло поле a6 · бяла пешка на черно поле a5 · черен цар на бяло поле b5 · черна пешка на черно поле c5 · бял офицер на черно поле e5 · черна пешка на черно поле b4 · черна пешка на черно поле d4 · бяла пешка на черно поле f4 · бяла пешка на бяло поле b3 · бяла пешка на бяло поле d3 · бяла дама на бяло поле f3 · бял топ на бяло поле c2 · бяла пешка на бяло поле g2 · бяла пешка на черно поле h2 · бял топ на черно поле c1 · бял цар на черно поле g1 | черен топ на бяло поле c8 · черен топ на бяло поле g8 · черна дама на бяло поле d7 · черна пешка на бяло поле h7 · черна пешка на бяло поле a6 · бяла пешка на черно поле a5 · черен цар на бяло поле b5 · черна пешка на черно поле c5 · бял офицер на черно поле e5 · черна пешка на черно поле b4 · черна пешка на черно поле d4 · бяла пешка на черно поле f4 · бяла пешка на бяло поле b3 · бяла пешка на бяло поле d3 · бяла дама на бяло поле f3 · бял топ на бяло поле c2 · бяла пешка на бяло поле g2 · бяла пешка на черно поле h2 · бял топ на черно поле c1 · бял цар на черно поле g1 | черен топ на бяло поле c8 · черен топ на бяло поле g8 · черна дама на бяло поле d7 · черна пешка на бяло поле h7 · черна пешка на бяло поле a6 · бяла пешка на черно поле a5 · черен цар на бяло поле b5 · черна пешка на черно поле c5 · бял офицер на черно поле e5 · черна пешка на черно поле b4 · черна пешка на черно поле d4 · бяла пешка на черно поле f4 · бяла пешка на бяло поле b3 · бяла пешка на бяло поле d3 · бяла дама на бяло поле f3 · бял топ на бяло поле c2 · бяла пешка на бяло поле g2 · бяла пешка на черно поле h2 · бял топ на черно поле c1 · бял цар на черно поле g1 | черен топ на бяло поле c8 · черен топ на бяло поле g8 · черна дама на бяло поле d7 · черна пешка на бяло поле h7 · черна пешка на бяло поле a6 · бяла пешка на черно поле a5 · черен цар на бяло поле b5 · черна пешка на черно поле c5 · бял офицер на черно поле e5 · черна пешка на черно поле b4 · черна пешка на черно поле d4 · бяла пешка на черно поле f4 · бяла пешка на бяло поле b3 · бяла пешка на бяло поле d3 · бяла дама на бяло поле f3 · бял топ на бяло поле c2 · бяла пешка на бяло поле g2 · бяла пешка на черно поле h2 · бял топ на черно поле c1 · бял цар на черно поле g1 | черен топ на бяло поле c8 · черен топ на бяло поле g8 · черна дама на бяло поле d7 · черна пешка на бяло поле h7 · черна пешка на бяло поле a6 · бяла пешка на черно поле a5 · черен цар на бяло поле b5 · черна пешка на черно поле c5 · бял офицер на черно поле e5 · черна пешка на черно поле b4 · черна пешка на черно поле d4 · бяла пешка на черно поле f4 · бяла пешка на бяло поле b3 · бяла пешка на бяло поле d3 · бяла дама на бяло поле f3 · бял топ на бяло поле c2 · бяла пешка на бяло поле g2 · бяла пешка на черно поле h2 · бял топ на черно поле c1 · бял цар на черно поле g1 | 7 |
| 6 | черен топ на бяло поле c8 · черен топ на бяло поле g8 · черна дама на бяло поле d7 · черна пешка на бяло поле h7 · черна пешка на бяло поле a6 · бяла пешка на черно поле a5 · черен цар на бяло поле b5 · черна пешка на черно поле c5 · бял офицер на черно поле e5 · черна пешка на черно поле b4 · черна пешка на черно поле d4 · бяла пешка на черно поле f4 · бяла пешка на бяло поле b3 · бяла пешка на бяло поле d3 · бяла дама на бяло поле f3 · бял топ на бяло поле c2 · бяла пешка на бяло поле g2 · бяла пешка на черно поле h2 · бял топ на черно поле c1 · бял цар на черно поле g1 | черен топ на бяло поле c8 · черен топ на бяло поле g8 · черна дама на бяло поле d7 · черна пешка на бяло поле h7 · черна пешка на бяло поле a6 · бяла пешка на черно поле a5 · черен цар на бяло поле b5 · черна пешка на черно поле c5 · бял офицер на черно поле e5 · черна пешка на черно поле b4 · черна пешка на черно поле d4 · бяла пешка на черно поле f4 · бяла пешка на бяло поле b3 · бяла пешка на бяло поле d3 · бяла дама на бяло поле f3 · бял топ на бяло поле c2 · бяла пешка на бяло поле g2 · бяла пешка на черно поле h2 · бял топ на черно поле c1 · бял цар на черно поле g1 | черен топ на бяло поле c8 · черен топ на бяло поле g8 · черна дама на бяло поле d7 · черна пешка на бяло поле h7 · черна пешка на бяло поле a6 · бяла пешка на черно поле a5 · черен цар на бяло поле b5 · черна пешка на черно поле c5 · бял офицер на черно поле e5 · черна пешка на черно поле b4 · черна пешка на черно поле d4 · бяла пешка на черно поле f4 · бяла пешка на бяло поле b3 · бяла пешка на бяло поле d3 · бяла дама на бяло поле f3 · бял топ на бяло поле c2 · бяла пешка на бяло поле g2 · бяла пешка на черно поле h2 · бял топ на черно поле c1 · бял цар на черно поле g1 | черен топ на бяло поле c8 · черен топ на бяло поле g8 · черна дама на бяло поле d7 · черна пешка на бяло поле h7 · черна пешка на бяло поле a6 · бяла пешка на черно поле a5 · черен цар на бяло поле b5 · черна пешка на черно поле c5 · бял офицер на черно поле e5 · черна пешка на черно поле b4 · черна пешка на черно поле d4 · бяла пешка на черно поле f4 · бяла пешка на бяло поле b3 · бяла пешка на бяло поле d3 · бяла дама на бяло поле f3 · бял топ на бяло поле c2 · бяла пешка на бяло поле g2 · бяла пешка на черно поле h2 · бял топ на черно поле c1 · бял цар на черно поле g1 | черен топ на бяло поле c8 · черен топ на бяло поле g8 · черна дама на бяло поле d7 · черна пешка на бяло поле h7 · черна пешка на бяло поле a6 · бяла пешка на черно поле a5 · черен цар на бяло поле b5 · черна пешка на черно поле c5 · бял офицер на черно поле e5 · черна пешка на черно поле b4 · черна пешка на черно поле d4 · бяла пешка на черно поле f4 · бяла пешка на бяло поле b3 · бяла пешка на бяло поле d3 · бяла дама на бяло поле f3 · бял топ на бяло поле c2 · бяла пешка на бяло поле g2 · бяла пешка на черно поле h2 · бял топ на черно поле c1 · бял цар на черно поле g1 | черен топ на бяло поле c8 · черен топ на бяло поле g8 · черна дама на бяло поле d7 · черна пешка на бяло поле h7 · черна пешка на бяло поле a6 · бяла пешка на черно поле a5 · черен цар на бяло поле b5 · черна пешка на черно поле c5 · бял офицер на черно поле e5 · черна пешка на черно поле b4 · черна пешка на черно поле d4 · бяла пешка на черно поле f4 · бяла пешка на бяло поле b3 · бяла пешка на бяло поле d3 · бяла дама на бяло поле f3 · бял топ на бяло поле c2 · бяла пешка на бяло поле g2 · бяла пешка на черно поле h2 · бял топ на черно поле c1 · бял цар на черно поле g1 | черен топ на бяло поле c8 · черен топ на бяло поле g8 · черна дама на бяло поле d7 · черна пешка на бяло поле h7 · черна пешка на бяло поле a6 · бяла пешка на черно поле a5 · черен цар на бяло поле b5 · черна пешка на черно поле c5 · бял офицер на черно поле e5 · черна пешка на черно поле b4 · черна пешка на черно поле d4 · бяла пешка на черно поле f4 · бяла пешка на бяло поле b3 · бяла пешка на бяло поле d3 · бяла дама на бяло поле f3 · бял топ на бяло поле c2 · бяла пешка на бяло поле g2 · бяла пешка на черно поле h2 · бял топ на черно поле c1 · бял цар на черно поле g1 | черен топ на бяло поле c8 · черен топ на бяло поле g8 · черна дама на бяло поле d7 · черна пешка на бяло поле h7 · черна пешка на бяло поле a6 · бяла пешка на черно поле a5 · черен цар на бяло поле b5 · черна пешка на черно поле c5 · бял офицер на черно поле e5 · черна пешка на черно поле b4 · черна пешка на черно поле d4 · бяла пешка на черно поле f4 · бяла пешка на бяло поле b3 · бяла пешка на бяло поле d3 · бяла дама на бяло поле f3 · бял топ на бяло поле c2 · бяла пешка на бяло поле g2 · бяла пешка на черно поле h2 · бял топ на черно поле c1 · бял цар на черно поле g1 | 6 |
| 5 | черен топ на бяло поле c8 · черен топ на бяло поле g8 · черна дама на бяло поле d7 · черна пешка на бяло поле h7 · черна пешка на бяло поле a6 · бяла пешка на черно поле a5 · черен цар на бяло поле b5 · черна пешка на черно поле c5 · бял офицер на черно поле e5 · черна пешка на черно поле b4 · черна пешка на черно поле d4 · бяла пешка на черно поле f4 · бяла пешка на бяло поле b3 · бяла пешка на бяло поле d3 · бяла дама на бяло поле f3 · бял топ на бяло поле c2 · бяла пешка на бяло поле g2 · бяла пешка на черно поле h2 · бял топ на черно поле c1 · бял цар на черно поле g1 | черен топ на бяло поле c8 · черен топ на бяло поле g8 · черна дама на бяло поле d7 · черна пешка на бяло поле h7 · черна пешка на бяло поле a6 · бяла пешка на черно поле a5 · черен цар на бяло поле b5 · черна пешка на черно поле c5 · бял офицер на черно поле e5 · черна пешка на черно поле b4 · черна пешка на черно поле d4 · бяла пешка на черно поле f4 · бяла пешка на бяло поле b3 · бяла пешка на бяло поле d3 · бяла дама на бяло поле f3 · бял топ на бяло поле c2 · бяла пешка на бяло поле g2 · бяла пешка на черно поле h2 · бял топ на черно поле c1 · бял цар на черно поле g1 | черен топ на бяло поле c8 · черен топ на бяло поле g8 · черна дама на бяло поле d7 · черна пешка на бяло поле h7 · черна пешка на бяло поле a6 · бяла пешка на черно поле a5 · черен цар на бяло поле b5 · черна пешка на черно поле c5 · бял офицер на черно поле e5 · черна пешка на черно поле b4 · черна пешка на черно поле d4 · бяла пешка на черно поле f4 · бяла пешка на бяло поле b3 · бяла пешка на бяло поле d3 · бяла дама на бяло поле f3 · бял топ на бяло поле c2 · бяла пешка на бяло поле g2 · бяла пешка на черно поле h2 · бял топ на черно поле c1 · бял цар на черно поле g1 | черен топ на бяло поле c8 · черен топ на бяло поле g8 · черна дама на бяло поле d7 · черна пешка на бяло поле h7 · черна пешка на бяло поле a6 · бяла пешка на черно поле a5 · черен цар на бяло поле b5 · черна пешка на черно поле c5 · бял офицер на черно поле e5 · черна пешка на черно поле b4 · черна пешка на черно поле d4 · бяла пешка на черно поле f4 · бяла пешка на бяло поле b3 · бяла пешка на бяло поле d3 · бяла дама на бяло поле f3 · бял топ на бяло поле c2 · бяла пешка на бяло поле g2 · бяла пешка на черно поле h2 · бял топ на черно поле c1 · бял цар на черно поле g1 | черен топ на бяло поле c8 · черен топ на бяло поле g8 · черна дама на бяло поле d7 · черна пешка на бяло поле h7 · черна пешка на бяло поле a6 · бяла пешка на черно поле a5 · черен цар на бяло поле b5 · черна пешка на черно поле c5 · бял офицер на черно поле e5 · черна пешка на черно поле b4 · черна пешка на черно поле d4 · бяла пешка на черно поле f4 · бяла пешка на бяло поле b3 · бяла пешка на бяло поле d3 · бяла дама на бяло поле f3 · бял топ на бяло поле c2 · бяла пешка на бяло поле g2 · бяла пешка на черно поле h2 · бял топ на черно поле c1 · бял цар на черно поле g1 | черен топ на бяло поле c8 · черен топ на бяло поле g8 · черна дама на бяло поле d7 · черна пешка на бяло поле h7 · черна пешка на бяло поле a6 · бяла пешка на черно поле a5 · черен цар на бяло поле b5 · черна пешка на черно поле c5 · бял офицер на черно поле e5 · черна пешка на черно поле b4 · черна пешка на черно поле d4 · бяла пешка на черно поле f4 · бяла пешка на бяло поле b3 · бяла пешка на бяло поле d3 · бяла дама на бяло поле f3 · бял топ на бяло поле c2 · бяла пешка на бяло поле g2 · бяла пешка на черно поле h2 · бял топ на черно поле c1 · бял цар на черно поле g1 | черен топ на бяло поле c8 · черен топ на бяло поле g8 · черна дама на бяло поле d7 · черна пешка на бяло поле h7 · черна пешка на бяло поле a6 · бяла пешка на черно поле a5 · черен цар на бяло поле b5 · черна пешка на черно поле c5 · бял офицер на черно поле e5 · черна пешка на черно поле b4 · черна пешка на черно поле d4 · бяла пешка на черно поле f4 · бяла пешка на бяло поле b3 · бяла пешка на бяло поле d3 · бяла дама на бяло поле f3 · бял топ на бяло поле c2 · бяла пешка на бяло поле g2 · бяла пешка на черно поле h2 · бял топ на черно поле c1 · бял цар на черно поле g1 | черен топ на бяло поле c8 · черен топ на бяло поле g8 · черна дама на бяло поле d7 · черна пешка на бяло поле h7 · черна пешка на бяло поле a6 · бяла пешка на черно поле a5 · черен цар на бяло поле b5 · черна пешка на черно поле c5 · бял офицер на черно поле e5 · черна пешка на черно поле b4 · черна пешка на черно поле d4 · бяла пешка на черно поле f4 · бяла пешка на бяло поле b3 · бяла пешка на бяло поле d3 · бяла дама на бяло поле f3 · бял топ на бяло поле c2 · бяла пешка на бяло поле g2 · бяла пешка на черно поле h2 · бял топ на черно поле c1 · бял цар на черно поле g1 | 5 |
| 4 | черен топ на бяло поле c8 · черен топ на бяло поле g8 · черна дама на бяло поле d7 · черна пешка на бяло поле h7 · черна пешка на бяло поле a6 · бяла пешка на черно поле a5 · черен цар на бяло поле b5 · черна пешка на черно поле c5 · бял офицер на черно поле e5 · черна пешка на черно поле b4 · черна пешка на черно поле d4 · бяла пешка на черно поле f4 · бяла пешка на бяло поле b3 · бяла пешка на бяло поле d3 · бяла дама на бяло поле f3 · бял топ на бяло поле c2 · бяла пешка на бяло поле g2 · бяла пешка на черно поле h2 · бял топ на черно поле c1 · бял цар на черно поле g1 | черен топ на бяло поле c8 · черен топ на бяло поле g8 · черна дама на бяло поле d7 · черна пешка на бяло поле h7 · черна пешка на бяло поле a6 · бяла пешка на черно поле a5 · черен цар на бяло поле b5 · черна пешка на черно поле c5 · бял офицер на черно поле e5 · черна пешка на черно поле b4 · черна пешка на черно поле d4 · бяла пешка на черно поле f4 · бяла пешка на бяло поле b3 · бяла пешка на бяло поле d3 · бяла дама на бяло поле f3 · бял топ на бяло поле c2 · бяла пешка на бяло поле g2 · бяла пешка на черно поле h2 · бял топ на черно поле c1 · бял цар на черно поле g1 | черен топ на бяло поле c8 · черен топ на бяло поле g8 · черна дама на бяло поле d7 · черна пешка на бяло поле h7 · черна пешка на бяло поле a6 · бяла пешка на черно поле a5 · черен цар на бяло поле b5 · черна пешка на черно поле c5 · бял офицер на черно поле e5 · черна пешка на черно поле b4 · черна пешка на черно поле d4 · бяла пешка на черно поле f4 · бяла пешка на бяло поле b3 · бяла пешка на бяло поле d3 · бяла дама на бяло поле f3 · бял топ на бяло поле c2 · бяла пешка на бяло поле g2 · бяла пешка на черно поле h2 · бял топ на черно поле c1 · бял цар на черно поле g1 | черен топ на бяло поле c8 · черен топ на бяло поле g8 · черна дама на бяло поле d7 · черна пешка на бяло поле h7 · черна пешка на бяло поле a6 · бяла пешка на черно поле a5 · черен цар на бяло поле b5 · черна пешка на черно поле c5 · бял офицер на черно поле e5 · черна пешка на черно поле b4 · черна пешка на черно поле d4 · бяла пешка на черно поле f4 · бяла пешка на бяло поле b3 · бяла пешка на бяло поле d3 · бяла дама на бяло поле f3 · бял топ на бяло поле c2 · бяла пешка на бяло поле g2 · бяла пешка на черно поле h2 · бял топ на черно поле c1 · бял цар на черно поле g1 | черен топ на бяло поле c8 · черен топ на бяло поле g8 · черна дама на бяло поле d7 · черна пешка на бяло поле h7 · черна пешка на бяло поле a6 · бяла пешка на черно поле a5 · черен цар на бяло поле b5 · черна пешка на черно поле c5 · бял офицер на черно поле e5 · черна пешка на черно поле b4 · черна пешка на черно поле d4 · бяла пешка на черно поле f4 · бяла пешка на бяло поле b3 · бяла пешка на бяло поле d3 · бяла дама на бяло поле f3 · бял топ на бяло поле c2 · бяла пешка на бяло поле g2 · бяла пешка на черно поле h2 · бял топ на черно поле c1 · бял цар на черно поле g1 | черен топ на бяло поле c8 · черен топ на бяло поле g8 · черна дама на бяло поле d7 · черна пешка на бяло поле h7 · черна пешка на бяло поле a6 · бяла пешка на черно поле a5 · черен цар на бяло поле b5 · черна пешка на черно поле c5 · бял офицер на черно поле e5 · черна пешка на черно поле b4 · черна пешка на черно поле d4 · бяла пешка на черно поле f4 · бяла пешка на бяло поле b3 · бяла пешка на бяло поле d3 · бяла дама на бяло поле f3 · бял топ на бяло поле c2 · бяла пешка на бяло поле g2 · бяла пешка на черно поле h2 · бял топ на черно поле c1 · бял цар на черно поле g1 | черен топ на бяло поле c8 · черен топ на бяло поле g8 · черна дама на бяло поле d7 · черна пешка на бяло поле h7 · черна пешка на бяло поле a6 · бяла пешка на черно поле a5 · черен цар на бяло поле b5 · черна пешка на черно поле c5 · бял офицер на черно поле e5 · черна пешка на черно поле b4 · черна пешка на черно поле d4 · бяла пешка на черно поле f4 · бяла пешка на бяло поле b3 · бяла пешка на бяло поле d3 · бяла дама на бяло поле f3 · бял топ на бяло поле c2 · бяла пешка на бяло поле g2 · бяла пешка на черно поле h2 · бял топ на черно поле c1 · бял цар на черно поле g1 | черен топ на бяло поле c8 · черен топ на бяло поле g8 · черна дама на бяло поле d7 · черна пешка на бяло поле h7 · черна пешка на бяло поле a6 · бяла пешка на черно поле a5 · черен цар на бяло поле b5 · черна пешка на черно поле c5 · бял офицер на черно поле e5 · черна пешка на черно поле b4 · черна пешка на черно поле d4 · бяла пешка на черно поле f4 · бяла пешка на бяло поле b3 · бяла пешка на бяло поле d3 · бяла дама на бяло поле f3 · бял топ на бяло поле c2 · бяла пешка на бяло поле g2 · бяла пешка на черно поле h2 · бял топ на черно поле c1 · бял цар на черно поле g1 | 4 |
| 3 | черен топ на бяло поле c8 · черен топ на бяло поле g8 · черна дама на бяло поле d7 · черна пешка на бяло поле h7 · черна пешка на бяло поле a6 · бяла пешка на черно поле a5 · черен цар на бяло поле b5 · черна пешка на черно поле c5 · бял офицер на черно поле e5 · черна пешка на черно поле b4 · черна пешка на черно поле d4 · бяла пешка на черно поле f4 · бяла пешка на бяло поле b3 · бяла пешка на бяло поле d3 · бяла дама на бяло поле f3 · бял топ на бяло поле c2 · бяла пешка на бяло поле g2 · бяла пешка на черно поле h2 · бял топ на черно поле c1 · бял цар на черно поле g1 | черен топ на бяло поле c8 · черен топ на бяло поле g8 · черна дама на бяло поле d7 · черна пешка на бяло поле h7 · черна пешка на бяло поле a6 · бяла пешка на черно поле a5 · черен цар на бяло поле b5 · черна пешка на черно поле c5 · бял офицер на черно поле e5 · черна пешка на черно поле b4 · черна пешка на черно поле d4 · бяла пешка на черно поле f4 · бяла пешка на бяло поле b3 · бяла пешка на бяло поле d3 · бяла дама на бяло поле f3 · бял топ на бяло поле c2 · бяла пешка на бяло поле g2 · бяла пешка на черно поле h2 · бял топ на черно поле c1 · бял цар на черно поле g1 | черен топ на бяло поле c8 · черен топ на бяло поле g8 · черна дама на бяло поле d7 · черна пешка на бяло поле h7 · черна пешка на бяло поле a6 · бяла пешка на черно поле a5 · черен цар на бяло поле b5 · черна пешка на черно поле c5 · бял офицер на черно поле e5 · черна пешка на черно поле b4 · черна пешка на черно поле d4 · бяла пешка на черно поле f4 · бяла пешка на бяло поле b3 · бяла пешка на бяло поле d3 · бяла дама на бяло поле f3 · бял топ на бяло поле c2 · бяла пешка на бяло поле g2 · бяла пешка на черно поле h2 · бял топ на черно поле c1 · бял цар на черно поле g1 | черен топ на бяло поле c8 · черен топ на бяло поле g8 · черна дама на бяло поле d7 · черна пешка на бяло поле h7 · черна пешка на бяло поле a6 · бяла пешка на черно поле a5 · черен цар на бяло поле b5 · черна пешка на черно поле c5 · бял офицер на черно поле e5 · черна пешка на черно поле b4 · черна пешка на черно поле d4 · бяла пешка на черно поле f4 · бяла пешка на бяло поле b3 · бяла пешка на бяло поле d3 · бяла дама на бяло поле f3 · бял топ на бяло поле c2 · бяла пешка на бяло поле g2 · бяла пешка на черно поле h2 · бял топ на черно поле c1 · бял цар на черно поле g1 | черен топ на бяло поле c8 · черен топ на бяло поле g8 · черна дама на бяло поле d7 · черна пешка на бяло поле h7 · черна пешка на бяло поле a6 · бяла пешка на черно поле a5 · черен цар на бяло поле b5 · черна пешка на черно поле c5 · бял офицер на черно поле e5 · черна пешка на черно поле b4 · черна пешка на черно поле d4 · бяла пешка на черно поле f4 · бяла пешка на бяло поле b3 · бяла пешка на бяло поле d3 · бяла дама на бяло поле f3 · бял топ на бяло поле c2 · бяла пешка на бяло поле g2 · бяла пешка на черно поле h2 · бял топ на черно поле c1 · бял цар на черно поле g1 | черен топ на бяло поле c8 · черен топ на бяло поле g8 · черна дама на бяло поле d7 · черна пешка на бяло поле h7 · черна пешка на бяло поле a6 · бяла пешка на черно поле a5 · черен цар на бяло поле b5 · черна пешка на черно поле c5 · бял офицер на черно поле e5 · черна пешка на черно поле b4 · черна пешка на черно поле d4 · бяла пешка на черно поле f4 · бяла пешка на бяло поле b3 · бяла пешка на бяло поле d3 · бяла дама на бяло поле f3 · бял топ на бяло поле c2 · бяла пешка на бяло поле g2 · бяла пешка на черно поле h2 · бял топ на черно поле c1 · бял цар на черно поле g1 | черен топ на бяло поле c8 · черен топ на бяло поле g8 · черна дама на бяло поле d7 · черна пешка на бяло поле h7 · черна пешка на бяло поле a6 · бяла пешка на черно поле a5 · черен цар на бяло поле b5 · черна пешка на черно поле c5 · бял офицер на черно поле e5 · черна пешка на черно поле b4 · черна пешка на черно поле d4 · бяла пешка на черно поле f4 · бяла пешка на бяло поле b3 · бяла пешка на бяло поле d3 · бяла дама на бяло поле f3 · бял топ на бяло поле c2 · бяла пешка на бяло поле g2 · бяла пешка на черно поле h2 · бял топ на черно поле c1 · бял цар на черно поле g1 | черен топ на бяло поле c8 · черен топ на бяло поле g8 · черна дама на бяло поле d7 · черна пешка на бяло поле h7 · черна пешка на бяло поле a6 · бяла пешка на черно поле a5 · черен цар на бяло поле b5 · черна пешка на черно поле c5 · бял офицер на черно поле e5 · черна пешка на черно поле b4 · черна пешка на черно поле d4 · бяла пешка на черно поле f4 · бяла пешка на бяло поле b3 · бяла пешка на бяло поле d3 · бяла дама на бяло поле f3 · бял топ на бяло поле c2 · бяла пешка на бяло поле g2 · бяла пешка на черно поле h2 · бял топ на черно поле c1 · бял цар на черно поле g1 | 3 |
| 2 | черен топ на бяло поле c8 · черен топ на бяло поле g8 · черна дама на бяло поле d7 · черна пешка на бяло поле h7 · черна пешка на бяло поле a6 · бяла пешка на черно поле a5 · черен цар на бяло поле b5 · черна пешка на черно поле c5 · бял офицер на черно поле e5 · черна пешка на черно поле b4 · черна пешка на черно поле d4 · бяла пешка на черно поле f4 · бяла пешка на бяло поле b3 · бяла пешка на бяло поле d3 · бяла дама на бяло поле f3 · бял топ на бяло поле c2 · бяла пешка на бяло поле g2 · бяла пешка на черно поле h2 · бял топ на черно поле c1 · бял цар на черно поле g1 | черен топ на бяло поле c8 · черен топ на бяло поле g8 · черна дама на бяло поле d7 · черна пешка на бяло поле h7 · черна пешка на бяло поле a6 · бяла пешка на черно поле a5 · черен цар на бяло поле b5 · черна пешка на черно поле c5 · бял офицер на черно поле e5 · черна пешка на черно поле b4 · черна пешка на черно поле d4 · бяла пешка на черно поле f4 · бяла пешка на бяло поле b3 · бяла пешка на бяло поле d3 · бяла дама на бяло поле f3 · бял топ на бяло поле c2 · бяла пешка на бяло поле g2 · бяла пешка на черно поле h2 · бял топ на черно поле c1 · бял цар на черно поле g1 | черен топ на бяло поле c8 · черен топ на бяло поле g8 · черна дама на бяло поле d7 · черна пешка на бяло поле h7 · черна пешка на бяло поле a6 · бяла пешка на черно поле a5 · черен цар на бяло поле b5 · черна пешка на черно поле c5 · бял офицер на черно поле e5 · черна пешка на черно поле b4 · черна пешка на черно поле d4 · бяла пешка на черно поле f4 · бяла пешка на бяло поле b3 · бяла пешка на бяло поле d3 · бяла дама на бяло поле f3 · бял топ на бяло поле c2 · бяла пешка на бяло поле g2 · бяла пешка на черно поле h2 · бял топ на черно поле c1 · бял цар на черно поле g1 | черен топ на бяло поле c8 · черен топ на бяло поле g8 · черна дама на бяло поле d7 · черна пешка на бяло поле h7 · черна пешка на бяло поле a6 · бяла пешка на черно поле a5 · черен цар на бяло поле b5 · черна пешка на черно поле c5 · бял офицер на черно поле e5 · черна пешка на черно поле b4 · черна пешка на черно поле d4 · бяла пешка на черно поле f4 · бяла пешка на бяло поле b3 · бяла пешка на бяло поле d3 · бяла дама на бяло поле f3 · бял топ на бяло поле c2 · бяла пешка на бяло поле g2 · бяла пешка на черно поле h2 · бял топ на черно поле c1 · бял цар на черно поле g1 | черен топ на бяло поле c8 · черен топ на бяло поле g8 · черна дама на бяло поле d7 · черна пешка на бяло поле h7 · черна пешка на бяло поле a6 · бяла пешка на черно поле a5 · черен цар на бяло поле b5 · черна пешка на черно поле c5 · бял офицер на черно поле e5 · черна пешка на черно поле b4 · черна пешка на черно поле d4 · бяла пешка на черно поле f4 · бяла пешка на бяло поле b3 · бяла пешка на бяло поле d3 · бяла дама на бяло поле f3 · бял топ на бяло поле c2 · бяла пешка на бяло поле g2 · бяла пешка на черно поле h2 · бял топ на черно поле c1 · бял цар на черно поле g1 | черен топ на бяло поле c8 · черен топ на бяло поле g8 · черна дама на бяло поле d7 · черна пешка на бяло поле h7 · черна пешка на бяло поле a6 · бяла пешка на черно поле a5 · черен цар на бяло поле b5 · черна пешка на черно поле c5 · бял офицер на черно поле e5 · черна пешка на черно поле b4 · черна пешка на черно поле d4 · бяла пешка на черно поле f4 · бяла пешка на бяло поле b3 · бяла пешка на бяло поле d3 · бяла дама на бяло поле f3 · бял топ на бяло поле c2 · бяла пешка на бяло поле g2 · бяла пешка на черно поле h2 · бял топ на черно поле c1 · бял цар на черно поле g1 | черен топ на бяло поле c8 · черен топ на бяло поле g8 · черна дама на бяло поле d7 · черна пешка на бяло поле h7 · черна пешка на бяло поле a6 · бяла пешка на черно поле a5 · черен цар на бяло поле b5 · черна пешка на черно поле c5 · бял офицер на черно поле e5 · черна пешка на черно поле b4 · черна пешка на черно поле d4 · бяла пешка на черно поле f4 · бяла пешка на бяло поле b3 · бяла пешка на бяло поле d3 · бяла дама на бяло поле f3 · бял топ на бяло поле c2 · бяла пешка на бяло поле g2 · бяла пешка на черно поле h2 · бял топ на черно поле c1 · бял цар на черно поле g1 | черен топ на бяло поле c8 · черен топ на бяло поле g8 · черна дама на бяло поле d7 · черна пешка на бяло поле h7 · черна пешка на бяло поле a6 · бяла пешка на черно поле a5 · черен цар на бяло поле b5 · черна пешка на черно поле c5 · бял офицер на черно поле e5 · черна пешка на черно поле b4 · черна пешка на черно поле d4 · бяла пешка на черно поле f4 · бяла пешка на бяло поле b3 · бяла пешка на бяло поле d3 · бяла дама на бяло поле f3 · бял топ на бяло поле c2 · бяла пешка на бяло поле g2 · бяла пешка на черно поле h2 · бял топ на черно поле c1 · бял цар на черно поле g1 | 2 |
| 1 | черен топ на бяло поле c8 · черен топ на бяло поле g8 · черна дама на бяло поле d7 · черна пешка на бяло поле h7 · черна пешка на бяло поле a6 · бяла пешка на черно поле a5 · черен цар на бяло поле b5 · черна пешка на черно поле c5 · бял офицер на черно поле e5 · черна пешка на черно поле b4 · черна пешка на черно поле d4 · бяла пешка на черно поле f4 · бяла пешка на бяло поле b3 · бяла пешка на бяло поле d3 · бяла дама на бяло поле f3 · бял топ на бяло поле c2 · бяла пешка на бяло поле g2 · бяла пешка на черно поле h2 · бял топ на черно поле c1 · бял цар на черно поле g1 | черен топ на бяло поле c8 · черен топ на бяло поле g8 · черна дама на бяло поле d7 · черна пешка на бяло поле h7 · черна пешка на бяло поле a6 · бяла пешка на черно поле a5 · черен цар на бяло поле b5 · черна пешка на черно поле c5 · бял офицер на черно поле e5 · черна пешка на черно поле b4 · черна пешка на черно поле d4 · бяла пешка на черно поле f4 · бяла пешка на бяло поле b3 · бяла пешка на бяло поле d3 · бяла дама на бяло поле f3 · бял топ на бяло поле c2 · бяла пешка на бяло поле g2 · бяла пешка на черно поле h2 · бял топ на черно поле c1 · бял цар на черно поле g1 | черен топ на бяло поле c8 · черен топ на бяло поле g8 · черна дама на бяло поле d7 · черна пешка на бяло поле h7 · черна пешка на бяло поле a6 · бяла пешка на черно поле a5 · черен цар на бяло поле b5 · черна пешка на черно поле c5 · бял офицер на черно поле e5 · черна пешка на черно поле b4 · черна пешка на черно поле d4 · бяла пешка на черно поле f4 · бяла пешка на бяло поле b3 · бяла пешка на бяло поле d3 · бяла дама на бяло поле f3 · бял топ на бяло поле c2 · бяла пешка на бяло поле g2 · бяла пешка на черно поле h2 · бял топ на черно поле c1 · бял цар на черно поле g1 | черен топ на бяло поле c8 · черен топ на бяло поле g8 · черна дама на бяло поле d7 · черна пешка на бяло поле h7 · черна пешка на бяло поле a6 · бяла пешка на черно поле a5 · черен цар на бяло поле b5 · черна пешка на черно поле c5 · бял офицер на черно поле e5 · черна пешка на черно поле b4 · черна пешка на черно поле d4 · бяла пешка на черно поле f4 · бяла пешка на бяло поле b3 · бяла пешка на бяло поле d3 · бяла дама на бяло поле f3 · бял топ на бяло поле c2 · бяла пешка на бяло поле g2 · бяла пешка на черно поле h2 · бял топ на черно поле c1 · бял цар на черно поле g1 | черен топ на бяло поле c8 · черен топ на бяло поле g8 · черна дама на бяло поле d7 · черна пешка на бяло поле h7 · черна пешка на бяло поле a6 · бяла пешка на черно поле a5 · черен цар на бяло поле b5 · черна пешка на черно поле c5 · бял офицер на черно поле e5 · черна пешка на черно поле b4 · черна пешка на черно поле d4 · бяла пешка на черно поле f4 · бяла пешка на бяло поле b3 · бяла пешка на бяло поле d3 · бяла дама на бяло поле f3 · бял топ на бяло поле c2 · бяла пешка на бяло поле g2 · бяла пешка на черно поле h2 · бял топ на черно поле c1 · бял цар на черно поле g1 | черен топ на бяло поле c8 · черен топ на бяло поле g8 · черна дама на бяло поле d7 · черна пешка на бяло поле h7 · черна пешка на бяло поле a6 · бяла пешка на черно поле a5 · черен цар на бяло поле b5 · черна пешка на черно поле c5 · бял офицер на черно поле e5 · черна пешка на черно поле b4 · черна пешка на черно поле d4 · бяла пешка на черно поле f4 · бяла пешка на бяло поле b3 · бяла пешка на бяло поле d3 · бяла дама на бяло поле f3 · бял топ на бяло поле c2 · бяла пешка на бяло поле g2 · бяла пешка на черно поле h2 · бял топ на черно поле c1 · бял цар на черно поле g1 | черен топ на бяло поле c8 · черен топ на бяло поле g8 · черна дама на бяло поле d7 · черна пешка на бяло поле h7 · черна пешка на бяло поле a6 · бяла пешка на черно поле a5 · черен цар на бяло поле b5 · черна пешка на черно поле c5 · бял офицер на черно поле e5 · черна пешка на черно поле b4 · черна пешка на черно поле d4 · бяла пешка на черно поле f4 · бяла пешка на бяло поле b3 · бяла пешка на бяло поле d3 · бяла дама на бяло поле f3 · бял топ на бяло поле c2 · бяла пешка на бяло поле g2 · бяла пешка на черно поле h2 · бял топ на черно поле c1 · бял цар на черно поле g1 | черен топ на бяло поле c8 · черен топ на бяло поле g8 · черна дама на бяло поле d7 · черна пешка на бяло поле h7 · черна пешка на бяло поле a6 · бяла пешка на черно поле a5 · черен цар на бяло поле b5 · черна пешка на черно поле c5 · бял офицер на черно поле e5 · черна пешка на черно поле b4 · черна пешка на черно поле d4 · бяла пешка на черно поле f4 · бяла пешка на бяло поле b3 · бяла пешка на бяло поле d3 · бяла дама на бяло поле f3 · бял топ на бяло поле c2 · бяла пешка на бяло поле g2 · бяла пешка на черно поле h2 · бял топ на черно поле c1 · бял цар на черно поле g1 | 1 |
|   | a | b | c | d | e | f | g | h |   |

В партията на Зигберт Тараш срещу Съюзници на диаграма 6 изглежда, че черните се задържат в играта (поне срещу незабавна катастрофа), защото черната дама пази срещу Дb7+ (последван от Ц:a5 и Тa1#), докато черният топ на c8 защитава срещу Т:c5#. Тараш изиграва прикриващия ход 31.Оc7!, известен като „прикритие на Плахута“, тъй като и двете фигури се движат ортогонално. Това блокира и двете защити и всяка фигура, която вземе, се претоварва. Тоест, ако 31...Т:c7, топът е претоварен, трябва да се грижи за двете ключови полета, тъй като дамата е блокирана от b7. Така белите биха изиграли 32.Дb7+ Т:b7, отклонявайки топа от защита на c5 и позволявайки 33.Т:c5#. Но ако черните вместо това играят 31...Д:c7, дамата блокира защитата на c5 от топа и се претоварва: 32.Т:c5+ Д:c5 отклонява дамата от защитата на b7, позволявайки 33.Дb7+ Ц:a5 34.Тa1#. Затова черните се предават след този ход.
|   | a | b | c | d | e | f | g | h |   |
| 8 | черен цар на бяло поле g8 · черна пешка на черно поле g7 · бял кон на бяло поле c6 · черна пешка на черно поле d6 · черна дама на бяло поле g6 · черна пешка на черно поле h6 · бяла пешка на бяло поле b5 · бяла пешка на бяло поле d5 · черна пешка на черно поле f4 · черен кон на черно поле h4 · черен офицер на бяло поле d3 · черен топ на черно поле e3 · бяла пешка на бяло поле a2 · бяла дама на черно поле b2 · бяла пешка на бяло поле g2 · бяла пешка на черно поле h2 · бял топ на черно поле c1 · бял кон на черно поле e1 · бял цар на бяло поле h1 | черен цар на бяло поле g8 · черна пешка на черно поле g7 · бял кон на бяло поле c6 · черна пешка на черно поле d6 · черна дама на бяло поле g6 · черна пешка на черно поле h6 · бяла пешка на бяло поле b5 · бяла пешка на бяло поле d5 · черна пешка на черно поле f4 · черен кон на черно поле h4 · черен офицер на бяло поле d3 · черен топ на черно поле e3 · бяла пешка на бяло поле a2 · бяла дама на черно поле b2 · бяла пешка на бяло поле g2 · бяла пешка на черно поле h2 · бял топ на черно поле c1 · бял кон на черно поле e1 · бял цар на бяло поле h1 | черен цар на бяло поле g8 · черна пешка на черно поле g7 · бял кон на бяло поле c6 · черна пешка на черно поле d6 · черна дама на бяло поле g6 · черна пешка на черно поле h6 · бяла пешка на бяло поле b5 · бяла пешка на бяло поле d5 · черна пешка на черно поле f4 · черен кон на черно поле h4 · черен офицер на бяло поле d3 · черен топ на черно поле e3 · бяла пешка на бяло поле a2 · бяла дама на черно поле b2 · бяла пешка на бяло поле g2 · бяла пешка на черно поле h2 · бял топ на черно поле c1 · бял кон на черно поле e1 · бял цар на бяло поле h1 | черен цар на бяло поле g8 · черна пешка на черно поле g7 · бял кон на бяло поле c6 · черна пешка на черно поле d6 · черна дама на бяло поле g6 · черна пешка на черно поле h6 · бяла пешка на бяло поле b5 · бяла пешка на бяло поле d5 · черна пешка на черно поле f4 · черен кон на черно поле h4 · черен офицер на бяло поле d3 · черен топ на черно поле e3 · бяла пешка на бяло поле a2 · бяла дама на черно поле b2 · бяла пешка на бяло поле g2 · бяла пешка на черно поле h2 · бял топ на черно поле c1 · бял кон на черно поле e1 · бял цар на бяло поле h1 | черен цар на бяло поле g8 · черна пешка на черно поле g7 · бял кон на бяло поле c6 · черна пешка на черно поле d6 · черна дама на бяло поле g6 · черна пешка на черно поле h6 · бяла пешка на бяло поле b5 · бяла пешка на бяло поле d5 · черна пешка на черно поле f4 · черен кон на черно поле h4 · черен офицер на бяло поле d3 · черен топ на черно поле e3 · бяла пешка на бяло поле a2 · бяла дама на черно поле b2 · бяла пешка на бяло поле g2 · бяла пешка на черно поле h2 · бял топ на черно поле c1 · бял кон на черно поле e1 · бял цар на бяло поле h1 | черен цар на бяло поле g8 · черна пешка на черно поле g7 · бял кон на бяло поле c6 · черна пешка на черно поле d6 · черна дама на бяло поле g6 · черна пешка на черно поле h6 · бяла пешка на бяло поле b5 · бяла пешка на бяло поле d5 · черна пешка на черно поле f4 · черен кон на черно поле h4 · черен офицер на бяло поле d3 · черен топ на черно поле e3 · бяла пешка на бяло поле a2 · бяла дама на черно поле b2 · бяла пешка на бяло поле g2 · бяла пешка на черно поле h2 · бял топ на черно поле c1 · бял кон на черно поле e1 · бял цар на бяло поле h1 | черен цар на бяло поле g8 · черна пешка на черно поле g7 · бял кон на бяло поле c6 · черна пешка на черно поле d6 · черна дама на бяло поле g6 · черна пешка на черно поле h6 · бяла пешка на бяло поле b5 · бяла пешка на бяло поле d5 · черна пешка на черно поле f4 · черен кон на черно поле h4 · черен офицер на бяло поле d3 · черен топ на черно поле e3 · бяла пешка на бяло поле a2 · бяла дама на черно поле b2 · бяла пешка на бяло поле g2 · бяла пешка на черно поле h2 · бял топ на черно поле c1 · бял кон на черно поле e1 · бял цар на бяло поле h1 | черен цар на бяло поле g8 · черна пешка на черно поле g7 · бял кон на бяло поле c6 · черна пешка на черно поле d6 · черна дама на бяло поле g6 · черна пешка на черно поле h6 · бяла пешка на бяло поле b5 · бяла пешка на бяло поле d5 · черна пешка на черно поле f4 · черен кон на черно поле h4 · черен офицер на бяло поле d3 · черен топ на черно поле e3 · бяла пешка на бяло поле a2 · бяла дама на черно поле b2 · бяла пешка на бяло поле g2 · бяла пешка на черно поле h2 · бял топ на черно поле c1 · бял кон на черно поле e1 · бял цар на бяло поле h1 | 8 |
| 7 | черен цар на бяло поле g8 · черна пешка на черно поле g7 · бял кон на бяло поле c6 · черна пешка на черно поле d6 · черна дама на бяло поле g6 · черна пешка на черно поле h6 · бяла пешка на бяло поле b5 · бяла пешка на бяло поле d5 · черна пешка на черно поле f4 · черен кон на черно поле h4 · черен офицер на бяло поле d3 · черен топ на черно поле e3 · бяла пешка на бяло поле a2 · бяла дама на черно поле b2 · бяла пешка на бяло поле g2 · бяла пешка на черно поле h2 · бял топ на черно поле c1 · бял кон на черно поле e1 · бял цар на бяло поле h1 | черен цар на бяло поле g8 · черна пешка на черно поле g7 · бял кон на бяло поле c6 · черна пешка на черно поле d6 · черна дама на бяло поле g6 · черна пешка на черно поле h6 · бяла пешка на бяло поле b5 · бяла пешка на бяло поле d5 · черна пешка на черно поле f4 · черен кон на черно поле h4 · черен офицер на бяло поле d3 · черен топ на черно поле e3 · бяла пешка на бяло поле a2 · бяла дама на черно поле b2 · бяла пешка на бяло поле g2 · бяла пешка на черно поле h2 · бял топ на черно поле c1 · бял кон на черно поле e1 · бял цар на бяло поле h1 | черен цар на бяло поле g8 · черна пешка на черно поле g7 · бял кон на бяло поле c6 · черна пешка на черно поле d6 · черна дама на бяло поле g6 · черна пешка на черно поле h6 · бяла пешка на бяло поле b5 · бяла пешка на бяло поле d5 · черна пешка на черно поле f4 · черен кон на черно поле h4 · черен офицер на бяло поле d3 · черен топ на черно поле e3 · бяла пешка на бяло поле a2 · бяла дама на черно поле b2 · бяла пешка на бяло поле g2 · бяла пешка на черно поле h2 · бял топ на черно поле c1 · бял кон на черно поле e1 · бял цар на бяло поле h1 | черен цар на бяло поле g8 · черна пешка на черно поле g7 · бял кон на бяло поле c6 · черна пешка на черно поле d6 · черна дама на бяло поле g6 · черна пешка на черно поле h6 · бяла пешка на бяло поле b5 · бяла пешка на бяло поле d5 · черна пешка на черно поле f4 · черен кон на черно поле h4 · черен офицер на бяло поле d3 · черен топ на черно поле e3 · бяла пешка на бяло поле a2 · бяла дама на черно поле b2 · бяла пешка на бяло поле g2 · бяла пешка на черно поле h2 · бял топ на черно поле c1 · бял кон на черно поле e1 · бял цар на бяло поле h1 | черен цар на бяло поле g8 · черна пешка на черно поле g7 · бял кон на бяло поле c6 · черна пешка на черно поле d6 · черна дама на бяло поле g6 · черна пешка на черно поле h6 · бяла пешка на бяло поле b5 · бяла пешка на бяло поле d5 · черна пешка на черно поле f4 · черен кон на черно поле h4 · черен офицер на бяло поле d3 · черен топ на черно поле e3 · бяла пешка на бяло поле a2 · бяла дама на черно поле b2 · бяла пешка на бяло поле g2 · бяла пешка на черно поле h2 · бял топ на черно поле c1 · бял кон на черно поле e1 · бял цар на бяло поле h1 | черен цар на бяло поле g8 · черна пешка на черно поле g7 · бял кон на бяло поле c6 · черна пешка на черно поле d6 · черна дама на бяло поле g6 · черна пешка на черно поле h6 · бяла пешка на бяло поле b5 · бяла пешка на бяло поле d5 · черна пешка на черно поле f4 · черен кон на черно поле h4 · черен офицер на бяло поле d3 · черен топ на черно поле e3 · бяла пешка на бяло поле a2 · бяла дама на черно поле b2 · бяла пешка на бяло поле g2 · бяла пешка на черно поле h2 · бял топ на черно поле c1 · бял кон на черно поле e1 · бял цар на бяло поле h1 | черен цар на бяло поле g8 · черна пешка на черно поле g7 · бял кон на бяло поле c6 · черна пешка на черно поле d6 · черна дама на бяло поле g6 · черна пешка на черно поле h6 · бяла пешка на бяло поле b5 · бяла пешка на бяло поле d5 · черна пешка на черно поле f4 · черен кон на черно поле h4 · черен офицер на бяло поле d3 · черен топ на черно поле e3 · бяла пешка на бяло поле a2 · бяла дама на черно поле b2 · бяла пешка на бяло поле g2 · бяла пешка на черно поле h2 · бял топ на черно поле c1 · бял кон на черно поле e1 · бял цар на бяло поле h1 | черен цар на бяло поле g8 · черна пешка на черно поле g7 · бял кон на бяло поле c6 · черна пешка на черно поле d6 · черна дама на бяло поле g6 · черна пешка на черно поле h6 · бяла пешка на бяло поле b5 · бяла пешка на бяло поле d5 · черна пешка на черно поле f4 · черен кон на черно поле h4 · черен офицер на бяло поле d3 · черен топ на черно поле e3 · бяла пешка на бяло поле a2 · бяла дама на черно поле b2 · бяла пешка на бяло поле g2 · бяла пешка на черно поле h2 · бял топ на черно поле c1 · бял кон на черно поле e1 · бял цар на бяло поле h1 | 7 |
| 6 | черен цар на бяло поле g8 · черна пешка на черно поле g7 · бял кон на бяло поле c6 · черна пешка на черно поле d6 · черна дама на бяло поле g6 · черна пешка на черно поле h6 · бяла пешка на бяло поле b5 · бяла пешка на бяло поле d5 · черна пешка на черно поле f4 · черен кон на черно поле h4 · черен офицер на бяло поле d3 · черен топ на черно поле e3 · бяла пешка на бяло поле a2 · бяла дама на черно поле b2 · бяла пешка на бяло поле g2 · бяла пешка на черно поле h2 · бял топ на черно поле c1 · бял кон на черно поле e1 · бял цар на бяло поле h1 | черен цар на бяло поле g8 · черна пешка на черно поле g7 · бял кон на бяло поле c6 · черна пешка на черно поле d6 · черна дама на бяло поле g6 · черна пешка на черно поле h6 · бяла пешка на бяло поле b5 · бяла пешка на бяло поле d5 · черна пешка на черно поле f4 · черен кон на черно поле h4 · черен офицер на бяло поле d3 · черен топ на черно поле e3 · бяла пешка на бяло поле a2 · бяла дама на черно поле b2 · бяла пешка на бяло поле g2 · бяла пешка на черно поле h2 · бял топ на черно поле c1 · бял кон на черно поле e1 · бял цар на бяло поле h1 | черен цар на бяло поле g8 · черна пешка на черно поле g7 · бял кон на бяло поле c6 · черна пешка на черно поле d6 · черна дама на бяло поле g6 · черна пешка на черно поле h6 · бяла пешка на бяло поле b5 · бяла пешка на бяло поле d5 · черна пешка на черно поле f4 · черен кон на черно поле h4 · черен офицер на бяло поле d3 · черен топ на черно поле e3 · бяла пешка на бяло поле a2 · бяла дама на черно поле b2 · бяла пешка на бяло поле g2 · бяла пешка на черно поле h2 · бял топ на черно поле c1 · бял кон на черно поле e1 · бял цар на бяло поле h1 | черен цар на бяло поле g8 · черна пешка на черно поле g7 · бял кон на бяло поле c6 · черна пешка на черно поле d6 · черна дама на бяло поле g6 · черна пешка на черно поле h6 · бяла пешка на бяло поле b5 · бяла пешка на бяло поле d5 · черна пешка на черно поле f4 · черен кон на черно поле h4 · черен офицер на бяло поле d3 · черен топ на черно поле e3 · бяла пешка на бяло поле a2 · бяла дама на черно поле b2 · бяла пешка на бяло поле g2 · бяла пешка на черно поле h2 · бял топ на черно поле c1 · бял кон на черно поле e1 · бял цар на бяло поле h1 | черен цар на бяло поле g8 · черна пешка на черно поле g7 · бял кон на бяло поле c6 · черна пешка на черно поле d6 · черна дама на бяло поле g6 · черна пешка на черно поле h6 · бяла пешка на бяло поле b5 · бяла пешка на бяло поле d5 · черна пешка на черно поле f4 · черен кон на черно поле h4 · черен офицер на бяло поле d3 · черен топ на черно поле e3 · бяла пешка на бяло поле a2 · бяла дама на черно поле b2 · бяла пешка на бяло поле g2 · бяла пешка на черно поле h2 · бял топ на черно поле c1 · бял кон на черно поле e1 · бял цар на бяло поле h1 | черен цар на бяло поле g8 · черна пешка на черно поле g7 · бял кон на бяло поле c6 · черна пешка на черно поле d6 · черна дама на бяло поле g6 · черна пешка на черно поле h6 · бяла пешка на бяло поле b5 · бяла пешка на бяло поле d5 · черна пешка на черно поле f4 · черен кон на черно поле h4 · черен офицер на бяло поле d3 · черен топ на черно поле e3 · бяла пешка на бяло поле a2 · бяла дама на черно поле b2 · бяла пешка на бяло поле g2 · бяла пешка на черно поле h2 · бял топ на черно поле c1 · бял кон на черно поле e1 · бял цар на бяло поле h1 | черен цар на бяло поле g8 · черна пешка на черно поле g7 · бял кон на бяло поле c6 · черна пешка на черно поле d6 · черна дама на бяло поле g6 · черна пешка на черно поле h6 · бяла пешка на бяло поле b5 · бяла пешка на бяло поле d5 · черна пешка на черно поле f4 · черен кон на черно поле h4 · черен офицер на бяло поле d3 · черен топ на черно поле e3 · бяла пешка на бяло поле a2 · бяла дама на черно поле b2 · бяла пешка на бяло поле g2 · бяла пешка на черно поле h2 · бял топ на черно поле c1 · бял кон на черно поле e1 · бял цар на бяло поле h1 | черен цар на бяло поле g8 · черна пешка на черно поле g7 · бял кон на бяло поле c6 · черна пешка на черно поле d6 · черна дама на бяло поле g6 · черна пешка на черно поле h6 · бяла пешка на бяло поле b5 · бяла пешка на бяло поле d5 · черна пешка на черно поле f4 · черен кон на черно поле h4 · черен офицер на бяло поле d3 · черен топ на черно поле e3 · бяла пешка на бяло поле a2 · бяла дама на черно поле b2 · бяла пешка на бяло поле g2 · бяла пешка на черно поле h2 · бял топ на черно поле c1 · бял кон на черно поле e1 · бял цар на бяло поле h1 | 6 |
| 5 | черен цар на бяло поле g8 · черна пешка на черно поле g7 · бял кон на бяло поле c6 · черна пешка на черно поле d6 · черна дама на бяло поле g6 · черна пешка на черно поле h6 · бяла пешка на бяло поле b5 · бяла пешка на бяло поле d5 · черна пешка на черно поле f4 · черен кон на черно поле h4 · черен офицер на бяло поле d3 · черен топ на черно поле e3 · бяла пешка на бяло поле a2 · бяла дама на черно поле b2 · бяла пешка на бяло поле g2 · бяла пешка на черно поле h2 · бял топ на черно поле c1 · бял кон на черно поле e1 · бял цар на бяло поле h1 | черен цар на бяло поле g8 · черна пешка на черно поле g7 · бял кон на бяло поле c6 · черна пешка на черно поле d6 · черна дама на бяло поле g6 · черна пешка на черно поле h6 · бяла пешка на бяло поле b5 · бяла пешка на бяло поле d5 · черна пешка на черно поле f4 · черен кон на черно поле h4 · черен офицер на бяло поле d3 · черен топ на черно поле e3 · бяла пешка на бяло поле a2 · бяла дама на черно поле b2 · бяла пешка на бяло поле g2 · бяла пешка на черно поле h2 · бял топ на черно поле c1 · бял кон на черно поле e1 · бял цар на бяло поле h1 | черен цар на бяло поле g8 · черна пешка на черно поле g7 · бял кон на бяло поле c6 · черна пешка на черно поле d6 · черна дама на бяло поле g6 · черна пешка на черно поле h6 · бяла пешка на бяло поле b5 · бяла пешка на бяло поле d5 · черна пешка на черно поле f4 · черен кон на черно поле h4 · черен офицер на бяло поле d3 · черен топ на черно поле e3 · бяла пешка на бяло поле a2 · бяла дама на черно поле b2 · бяла пешка на бяло поле g2 · бяла пешка на черно поле h2 · бял топ на черно поле c1 · бял кон на черно поле e1 · бял цар на бяло поле h1 | черен цар на бяло поле g8 · черна пешка на черно поле g7 · бял кон на бяло поле c6 · черна пешка на черно поле d6 · черна дама на бяло поле g6 · черна пешка на черно поле h6 · бяла пешка на бяло поле b5 · бяла пешка на бяло поле d5 · черна пешка на черно поле f4 · черен кон на черно поле h4 · черен офицер на бяло поле d3 · черен топ на черно поле e3 · бяла пешка на бяло поле a2 · бяла дама на черно поле b2 · бяла пешка на бяло поле g2 · бяла пешка на черно поле h2 · бял топ на черно поле c1 · бял кон на черно поле e1 · бял цар на бяло поле h1 | черен цар на бяло поле g8 · черна пешка на черно поле g7 · бял кон на бяло поле c6 · черна пешка на черно поле d6 · черна дама на бяло поле g6 · черна пешка на черно поле h6 · бяла пешка на бяло поле b5 · бяла пешка на бяло поле d5 · черна пешка на черно поле f4 · черен кон на черно поле h4 · черен офицер на бяло поле d3 · черен топ на черно поле e3 · бяла пешка на бяло поле a2 · бяла дама на черно поле b2 · бяла пешка на бяло поле g2 · бяла пешка на черно поле h2 · бял топ на черно поле c1 · бял кон на черно поле e1 · бял цар на бяло поле h1 | черен цар на бяло поле g8 · черна пешка на черно поле g7 · бял кон на бяло поле c6 · черна пешка на черно поле d6 · черна дама на бяло поле g6 · черна пешка на черно поле h6 · бяла пешка на бяло поле b5 · бяла пешка на бяло поле d5 · черна пешка на черно поле f4 · черен кон на черно поле h4 · черен офицер на бяло поле d3 · черен топ на черно поле e3 · бяла пешка на бяло поле a2 · бяла дама на черно поле b2 · бяла пешка на бяло поле g2 · бяла пешка на черно поле h2 · бял топ на черно поле c1 · бял кон на черно поле e1 · бял цар на бяло поле h1 | черен цар на бяло поле g8 · черна пешка на черно поле g7 · бял кон на бяло поле c6 · черна пешка на черно поле d6 · черна дама на бяло поле g6 · черна пешка на черно поле h6 · бяла пешка на бяло поле b5 · бяла пешка на бяло поле d5 · черна пешка на черно поле f4 · черен кон на черно поле h4 · черен офицер на бяло поле d3 · черен топ на черно поле e3 · бяла пешка на бяло поле a2 · бяла дама на черно поле b2 · бяла пешка на бяло поле g2 · бяла пешка на черно поле h2 · бял топ на черно поле c1 · бял кон на черно поле e1 · бял цар на бяло поле h1 | черен цар на бяло поле g8 · черна пешка на черно поле g7 · бял кон на бяло поле c6 · черна пешка на черно поле d6 · черна дама на бяло поле g6 · черна пешка на черно поле h6 · бяла пешка на бяло поле b5 · бяла пешка на бяло поле d5 · черна пешка на черно поле f4 · черен кон на черно поле h4 · черен офицер на бяло поле d3 · черен топ на черно поле e3 · бяла пешка на бяло поле a2 · бяла дама на черно поле b2 · бяла пешка на бяло поле g2 · бяла пешка на черно поле h2 · бял топ на черно поле c1 · бял кон на черно поле e1 · бял цар на бяло поле h1 | 5 |
| 4 | черен цар на бяло поле g8 · черна пешка на черно поле g7 · бял кон на бяло поле c6 · черна пешка на черно поле d6 · черна дама на бяло поле g6 · черна пешка на черно поле h6 · бяла пешка на бяло поле b5 · бяла пешка на бяло поле d5 · черна пешка на черно поле f4 · черен кон на черно поле h4 · черен офицер на бяло поле d3 · черен топ на черно поле e3 · бяла пешка на бяло поле a2 · бяла дама на черно поле b2 · бяла пешка на бяло поле g2 · бяла пешка на черно поле h2 · бял топ на черно поле c1 · бял кон на черно поле e1 · бял цар на бяло поле h1 | черен цар на бяло поле g8 · черна пешка на черно поле g7 · бял кон на бяло поле c6 · черна пешка на черно поле d6 · черна дама на бяло поле g6 · черна пешка на черно поле h6 · бяла пешка на бяло поле b5 · бяла пешка на бяло поле d5 · черна пешка на черно поле f4 · черен кон на черно поле h4 · черен офицер на бяло поле d3 · черен топ на черно поле e3 · бяла пешка на бяло поле a2 · бяла дама на черно поле b2 · бяла пешка на бяло поле g2 · бяла пешка на черно поле h2 · бял топ на черно поле c1 · бял кон на черно поле e1 · бял цар на бяло поле h1 | черен цар на бяло поле g8 · черна пешка на черно поле g7 · бял кон на бяло поле c6 · черна пешка на черно поле d6 · черна дама на бяло поле g6 · черна пешка на черно поле h6 · бяла пешка на бяло поле b5 · бяла пешка на бяло поле d5 · черна пешка на черно поле f4 · черен кон на черно поле h4 · черен офицер на бяло поле d3 · черен топ на черно поле e3 · бяла пешка на бяло поле a2 · бяла дама на черно поле b2 · бяла пешка на бяло поле g2 · бяла пешка на черно поле h2 · бял топ на черно поле c1 · бял кон на черно поле e1 · бял цар на бяло поле h1 | черен цар на бяло поле g8 · черна пешка на черно поле g7 · бял кон на бяло поле c6 · черна пешка на черно поле d6 · черна дама на бяло поле g6 · черна пешка на черно поле h6 · бяла пешка на бяло поле b5 · бяла пешка на бяло поле d5 · черна пешка на черно поле f4 · черен кон на черно поле h4 · черен офицер на бяло поле d3 · черен топ на черно поле e3 · бяла пешка на бяло поле a2 · бяла дама на черно поле b2 · бяла пешка на бяло поле g2 · бяла пешка на черно поле h2 · бял топ на черно поле c1 · бял кон на черно поле e1 · бял цар на бяло поле h1 | черен цар на бяло поле g8 · черна пешка на черно поле g7 · бял кон на бяло поле c6 · черна пешка на черно поле d6 · черна дама на бяло поле g6 · черна пешка на черно поле h6 · бяла пешка на бяло поле b5 · бяла пешка на бяло поле d5 · черна пешка на черно поле f4 · черен кон на черно поле h4 · черен офицер на бяло поле d3 · черен топ на черно поле e3 · бяла пешка на бяло поле a2 · бяла дама на черно поле b2 · бяла пешка на бяло поле g2 · бяла пешка на черно поле h2 · бял топ на черно поле c1 · бял кон на черно поле e1 · бял цар на бяло поле h1 | черен цар на бяло поле g8 · черна пешка на черно поле g7 · бял кон на бяло поле c6 · черна пешка на черно поле d6 · черна дама на бяло поле g6 · черна пешка на черно поле h6 · бяла пешка на бяло поле b5 · бяла пешка на бяло поле d5 · черна пешка на черно поле f4 · черен кон на черно поле h4 · черен офицер на бяло поле d3 · черен топ на черно поле e3 · бяла пешка на бяло поле a2 · бяла дама на черно поле b2 · бяла пешка на бяло поле g2 · бяла пешка на черно поле h2 · бял топ на черно поле c1 · бял кон на черно поле e1 · бял цар на бяло поле h1 | черен цар на бяло поле g8 · черна пешка на черно поле g7 · бял кон на бяло поле c6 · черна пешка на черно поле d6 · черна дама на бяло поле g6 · черна пешка на черно поле h6 · бяла пешка на бяло поле b5 · бяла пешка на бяло поле d5 · черна пешка на черно поле f4 · черен кон на черно поле h4 · черен офицер на бяло поле d3 · черен топ на черно поле e3 · бяла пешка на бяло поле a2 · бяла дама на черно поле b2 · бяла пешка на бяло поле g2 · бяла пешка на черно поле h2 · бял топ на черно поле c1 · бял кон на черно поле e1 · бял цар на бяло поле h1 | черен цар на бяло поле g8 · черна пешка на черно поле g7 · бял кон на бяло поле c6 · черна пешка на черно поле d6 · черна дама на бяло поле g6 · черна пешка на черно поле h6 · бяла пешка на бяло поле b5 · бяла пешка на бяло поле d5 · черна пешка на черно поле f4 · черен кон на черно поле h4 · черен офицер на бяло поле d3 · черен топ на черно поле e3 · бяла пешка на бяло поле a2 · бяла дама на черно поле b2 · бяла пешка на бяло поле g2 · бяла пешка на черно поле h2 · бял топ на черно поле c1 · бял кон на черно поле e1 · бял цар на бяло поле h1 | 4 |
| 3 | черен цар на бяло поле g8 · черна пешка на черно поле g7 · бял кон на бяло поле c6 · черна пешка на черно поле d6 · черна дама на бяло поле g6 · черна пешка на черно поле h6 · бяла пешка на бяло поле b5 · бяла пешка на бяло поле d5 · черна пешка на черно поле f4 · черен кон на черно поле h4 · черен офицер на бяло поле d3 · черен топ на черно поле e3 · бяла пешка на бяло поле a2 · бяла дама на черно поле b2 · бяла пешка на бяло поле g2 · бяла пешка на черно поле h2 · бял топ на черно поле c1 · бял кон на черно поле e1 · бял цар на бяло поле h1 | черен цар на бяло поле g8 · черна пешка на черно поле g7 · бял кон на бяло поле c6 · черна пешка на черно поле d6 · черна дама на бяло поле g6 · черна пешка на черно поле h6 · бяла пешка на бяло поле b5 · бяла пешка на бяло поле d5 · черна пешка на черно поле f4 · черен кон на черно поле h4 · черен офицер на бяло поле d3 · черен топ на черно поле e3 · бяла пешка на бяло поле a2 · бяла дама на черно поле b2 · бяла пешка на бяло поле g2 · бяла пешка на черно поле h2 · бял топ на черно поле c1 · бял кон на черно поле e1 · бял цар на бяло поле h1 | черен цар на бяло поле g8 · черна пешка на черно поле g7 · бял кон на бяло поле c6 · черна пешка на черно поле d6 · черна дама на бяло поле g6 · черна пешка на черно поле h6 · бяла пешка на бяло поле b5 · бяла пешка на бяло поле d5 · черна пешка на черно поле f4 · черен кон на черно поле h4 · черен офицер на бяло поле d3 · черен топ на черно поле e3 · бяла пешка на бяло поле a2 · бяла дама на черно поле b2 · бяла пешка на бяло поле g2 · бяла пешка на черно поле h2 · бял топ на черно поле c1 · бял кон на черно поле e1 · бял цар на бяло поле h1 | черен цар на бяло поле g8 · черна пешка на черно поле g7 · бял кон на бяло поле c6 · черна пешка на черно поле d6 · черна дама на бяло поле g6 · черна пешка на черно поле h6 · бяла пешка на бяло поле b5 · бяла пешка на бяло поле d5 · черна пешка на черно поле f4 · черен кон на черно поле h4 · черен офицер на бяло поле d3 · черен топ на черно поле e3 · бяла пешка на бяло поле a2 · бяла дама на черно поле b2 · бяла пешка на бяло поле g2 · бяла пешка на черно поле h2 · бял топ на черно поле c1 · бял кон на черно поле e1 · бял цар на бяло поле h1 | черен цар на бяло поле g8 · черна пешка на черно поле g7 · бял кон на бяло поле c6 · черна пешка на черно поле d6 · черна дама на бяло поле g6 · черна пешка на черно поле h6 · бяла пешка на бяло поле b5 · бяла пешка на бяло поле d5 · черна пешка на черно поле f4 · черен кон на черно поле h4 · черен офицер на бяло поле d3 · черен топ на черно поле e3 · бяла пешка на бяло поле a2 · бяла дама на черно поле b2 · бяла пешка на бяло поле g2 · бяла пешка на черно поле h2 · бял топ на черно поле c1 · бял кон на черно поле e1 · бял цар на бяло поле h1 | черен цар на бяло поле g8 · черна пешка на черно поле g7 · бял кон на бяло поле c6 · черна пешка на черно поле d6 · черна дама на бяло поле g6 · черна пешка на черно поле h6 · бяла пешка на бяло поле b5 · бяла пешка на бяло поле d5 · черна пешка на черно поле f4 · черен кон на черно поле h4 · черен офицер на бяло поле d3 · черен топ на черно поле e3 · бяла пешка на бяло поле a2 · бяла дама на черно поле b2 · бяла пешка на бяло поле g2 · бяла пешка на черно поле h2 · бял топ на черно поле c1 · бял кон на черно поле e1 · бял цар на бяло поле h1 | черен цар на бяло поле g8 · черна пешка на черно поле g7 · бял кон на бяло поле c6 · черна пешка на черно поле d6 · черна дама на бяло поле g6 · черна пешка на черно поле h6 · бяла пешка на бяло поле b5 · бяла пешка на бяло поле d5 · черна пешка на черно поле f4 · черен кон на черно поле h4 · черен офицер на бяло поле d3 · черен топ на черно поле e3 · бяла пешка на бяло поле a2 · бяла дама на черно поле b2 · бяла пешка на бяло поле g2 · бяла пешка на черно поле h2 · бял топ на черно поле c1 · бял кон на черно поле e1 · бял цар на бяло поле h1 | черен цар на бяло поле g8 · черна пешка на черно поле g7 · бял кон на бяло поле c6 · черна пешка на черно поле d6 · черна дама на бяло поле g6 · черна пешка на черно поле h6 · бяла пешка на бяло поле b5 · бяла пешка на бяло поле d5 · черна пешка на черно поле f4 · черен кон на черно поле h4 · черен офицер на бяло поле d3 · черен топ на черно поле e3 · бяла пешка на бяло поле a2 · бяла дама на черно поле b2 · бяла пешка на бяло поле g2 · бяла пешка на черно поле h2 · бял топ на черно поле c1 · бял кон на черно поле e1 · бял цар на бяло поле h1 | 3 |
| 2 | черен цар на бяло поле g8 · черна пешка на черно поле g7 · бял кон на бяло поле c6 · черна пешка на черно поле d6 · черна дама на бяло поле g6 · черна пешка на черно поле h6 · бяла пешка на бяло поле b5 · бяла пешка на бяло поле d5 · черна пешка на черно поле f4 · черен кон на черно поле h4 · черен офицер на бяло поле d3 · черен топ на черно поле e3 · бяла пешка на бяло поле a2 · бяла дама на черно поле b2 · бяла пешка на бяло поле g2 · бяла пешка на черно поле h2 · бял топ на черно поле c1 · бял кон на черно поле e1 · бял цар на бяло поле h1 | черен цар на бяло поле g8 · черна пешка на черно поле g7 · бял кон на бяло поле c6 · черна пешка на черно поле d6 · черна дама на бяло поле g6 · черна пешка на черно поле h6 · бяла пешка на бяло поле b5 · бяла пешка на бяло поле d5 · черна пешка на черно поле f4 · черен кон на черно поле h4 · черен офицер на бяло поле d3 · черен топ на черно поле e3 · бяла пешка на бяло поле a2 · бяла дама на черно поле b2 · бяла пешка на бяло поле g2 · бяла пешка на черно поле h2 · бял топ на черно поле c1 · бял кон на черно поле e1 · бял цар на бяло поле h1 | черен цар на бяло поле g8 · черна пешка на черно поле g7 · бял кон на бяло поле c6 · черна пешка на черно поле d6 · черна дама на бяло поле g6 · черна пешка на черно поле h6 · бяла пешка на бяло поле b5 · бяла пешка на бяло поле d5 · черна пешка на черно поле f4 · черен кон на черно поле h4 · черен офицер на бяло поле d3 · черен топ на черно поле e3 · бяла пешка на бяло поле a2 · бяла дама на черно поле b2 · бяла пешка на бяло поле g2 · бяла пешка на черно поле h2 · бял топ на черно поле c1 · бял кон на черно поле e1 · бял цар на бяло поле h1 | черен цар на бяло поле g8 · черна пешка на черно поле g7 · бял кон на бяло поле c6 · черна пешка на черно поле d6 · черна дама на бяло поле g6 · черна пешка на черно поле h6 · бяла пешка на бяло поле b5 · бяла пешка на бяло поле d5 · черна пешка на черно поле f4 · черен кон на черно поле h4 · черен офицер на бяло поле d3 · черен топ на черно поле e3 · бяла пешка на бяло поле a2 · бяла дама на черно поле b2 · бяла пешка на бяло поле g2 · бяла пешка на черно поле h2 · бял топ на черно поле c1 · бял кон на черно поле e1 · бял цар на бяло поле h1 | черен цар на бяло поле g8 · черна пешка на черно поле g7 · бял кон на бяло поле c6 · черна пешка на черно поле d6 · черна дама на бяло поле g6 · черна пешка на черно поле h6 · бяла пешка на бяло поле b5 · бяла пешка на бяло поле d5 · черна пешка на черно поле f4 · черен кон на черно поле h4 · черен офицер на бяло поле d3 · черен топ на черно поле e3 · бяла пешка на бяло поле a2 · бяла дама на черно поле b2 · бяла пешка на бяло поле g2 · бяла пешка на черно поле h2 · бял топ на черно поле c1 · бял кон на черно поле e1 · бял цар на бяло поле h1 | черен цар на бяло поле g8 · черна пешка на черно поле g7 · бял кон на бяло поле c6 · черна пешка на черно поле d6 · черна дама на бяло поле g6 · черна пешка на черно поле h6 · бяла пешка на бяло поле b5 · бяла пешка на бяло поле d5 · черна пешка на черно поле f4 · черен кон на черно поле h4 · черен офицер на бяло поле d3 · черен топ на черно поле e3 · бяла пешка на бяло поле a2 · бяла дама на черно поле b2 · бяла пешка на бяло поле g2 · бяла пешка на черно поле h2 · бял топ на черно поле c1 · бял кон на черно поле e1 · бял цар на бяло поле h1 | черен цар на бяло поле g8 · черна пешка на черно поле g7 · бял кон на бяло поле c6 · черна пешка на черно поле d6 · черна дама на бяло поле g6 · черна пешка на черно поле h6 · бяла пешка на бяло поле b5 · бяла пешка на бяло поле d5 · черна пешка на черно поле f4 · черен кон на черно поле h4 · черен офицер на бяло поле d3 · черен топ на черно поле e3 · бяла пешка на бяло поле a2 · бяла дама на черно поле b2 · бяла пешка на бяло поле g2 · бяла пешка на черно поле h2 · бял топ на черно поле c1 · бял кон на черно поле e1 · бял цар на бяло поле h1 | черен цар на бяло поле g8 · черна пешка на черно поле g7 · бял кон на бяло поле c6 · черна пешка на черно поле d6 · черна дама на бяло поле g6 · черна пешка на черно поле h6 · бяла пешка на бяло поле b5 · бяла пешка на бяло поле d5 · черна пешка на черно поле f4 · черен кон на черно поле h4 · черен офицер на бяло поле d3 · черен топ на черно поле e3 · бяла пешка на бяло поле a2 · бяла дама на черно поле b2 · бяла пешка на бяло поле g2 · бяла пешка на черно поле h2 · бял топ на черно поле c1 · бял кон на черно поле e1 · бял цар на бяло поле h1 | 2 |
| 1 | черен цар на бяло поле g8 · черна пешка на черно поле g7 · бял кон на бяло поле c6 · черна пешка на черно поле d6 · черна дама на бяло поле g6 · черна пешка на черно поле h6 · бяла пешка на бяло поле b5 · бяла пешка на бяло поле d5 · черна пешка на черно поле f4 · черен кон на черно поле h4 · черен офицер на бяло поле d3 · черен топ на черно поле e3 · бяла пешка на бяло поле a2 · бяла дама на черно поле b2 · бяла пешка на бяло поле g2 · бяла пешка на черно поле h2 · бял топ на черно поле c1 · бял кон на черно поле e1 · бял цар на бяло поле h1 | черен цар на бяло поле g8 · черна пешка на черно поле g7 · бял кон на бяло поле c6 · черна пешка на черно поле d6 · черна дама на бяло поле g6 · черна пешка на черно поле h6 · бяла пешка на бяло поле b5 · бяла пешка на бяло поле d5 · черна пешка на черно поле f4 · черен кон на черно поле h4 · черен офицер на бяло поле d3 · черен топ на черно поле e3 · бяла пешка на бяло поле a2 · бяла дама на черно поле b2 · бяла пешка на бяло поле g2 · бяла пешка на черно поле h2 · бял топ на черно поле c1 · бял кон на черно поле e1 · бял цар на бяло поле h1 | черен цар на бяло поле g8 · черна пешка на черно поле g7 · бял кон на бяло поле c6 · черна пешка на черно поле d6 · черна дама на бяло поле g6 · черна пешка на черно поле h6 · бяла пешка на бяло поле b5 · бяла пешка на бяло поле d5 · черна пешка на черно поле f4 · черен кон на черно поле h4 · черен офицер на бяло поле d3 · черен топ на черно поле e3 · бяла пешка на бяло поле a2 · бяла дама на черно поле b2 · бяла пешка на бяло поле g2 · бяла пешка на черно поле h2 · бял топ на черно поле c1 · бял кон на черно поле e1 · бял цар на бяло поле h1 | черен цар на бяло поле g8 · черна пешка на черно поле g7 · бял кон на бяло поле c6 · черна пешка на черно поле d6 · черна дама на бяло поле g6 · черна пешка на черно поле h6 · бяла пешка на бяло поле b5 · бяла пешка на бяло поле d5 · черна пешка на черно поле f4 · черен кон на черно поле h4 · черен офицер на бяло поле d3 · черен топ на черно поле e3 · бяла пешка на бяло поле a2 · бяла дама на черно поле b2 · бяла пешка на бяло поле g2 · бяла пешка на черно поле h2 · бял топ на черно поле c1 · бял кон на черно поле e1 · бял цар на бяло поле h1 | черен цар на бяло поле g8 · черна пешка на черно поле g7 · бял кон на бяло поле c6 · черна пешка на черно поле d6 · черна дама на бяло поле g6 · черна пешка на черно поле h6 · бяла пешка на бяло поле b5 · бяла пешка на бяло поле d5 · черна пешка на черно поле f4 · черен кон на черно поле h4 · черен офицер на бяло поле d3 · черен топ на черно поле e3 · бяла пешка на бяло поле a2 · бяла дама на черно поле b2 · бяла пешка на бяло поле g2 · бяла пешка на черно поле h2 · бял топ на черно поле c1 · бял кон на черно поле e1 · бял цар на бяло поле h1 | черен цар на бяло поле g8 · черна пешка на черно поле g7 · бял кон на бяло поле c6 · черна пешка на черно поле d6 · черна дама на бяло поле g6 · черна пешка на черно поле h6 · бяла пешка на бяло поле b5 · бяла пешка на бяло поле d5 · черна пешка на черно поле f4 · черен кон на черно поле h4 · черен офицер на бяло поле d3 · черен топ на черно поле e3 · бяла пешка на бяло поле a2 · бяла дама на черно поле b2 · бяла пешка на бяло поле g2 · бяла пешка на черно поле h2 · бял топ на черно поле c1 · бял кон на черно поле e1 · бял цар на бяло поле h1 | черен цар на бяло поле g8 · черна пешка на черно поле g7 · бял кон на бяло поле c6 · черна пешка на черно поле d6 · черна дама на бяло поле g6 · черна пешка на черно поле h6 · бяла пешка на бяло поле b5 · бяла пешка на бяло поле d5 · черна пешка на черно поле f4 · черен кон на черно поле h4 · черен офицер на бяло поле d3 · черен топ на черно поле e3 · бяла пешка на бяло поле a2 · бяла дама на черно поле b2 · бяла пешка на бяло поле g2 · бяла пешка на черно поле h2 · бял топ на черно поле c1 · бял кон на черно поле e1 · бял цар на бяло поле h1 | черен цар на бяло поле g8 · черна пешка на черно поле g7 · бял кон на бяло поле c6 · черна пешка на черно поле d6 · черна дама на бяло поле g6 · черна пешка на черно поле h6 · бяла пешка на бяло поле b5 · бяла пешка на бяло поле d5 · черна пешка на черно поле f4 · черен кон на черно поле h4 · черен офицер на бяло поле d3 · черен топ на черно поле e3 · бяла пешка на бяло поле a2 · бяла дама на черно поле b2 · бяла пешка на бяло поле g2 · бяла пешка на черно поле h2 · бял топ на черно поле c1 · бял кон на черно поле e1 · бял цар на бяло поле h1 | 1 |
|   | a | b | c | d | e | f | g | h |   |

В партията Александър Илин-Женевски – Арвид Куббел, играна в Ленинград през 1925 г. възниква позицията на диаграма 7.  Белите са заплашени с мат на g2 и полето се пази само от дамата. Черните прикриват защитата на това поле от бялата дама по 2-ия хоризонтал с хода 1. ... Оc2!   – отново прикритие на Плахута. Офицерът не може да се вземе с топа поради мат 2. Т:с2?? T:e1#. Не запазва и взимане с дамата 
2. Д:c2, която се оказва завлечена, тъй като следват 
2. ... T:e1+ 3. T:e1 Д:c2 –+ или 3. g3 Дe4+ 4. Цg1 T:e1+ 
5. T:e1 Д:g2#. Белите се предават.

## В шахматната композиция
Въпреки че прикритията са доста редки в действителната игра, те са често срещана тема в шахматните задачи. Различни методи на прикриване служат като основа на редица задачни теми в шахматната композиция. Например:
- Прикритието на Новотни е жертва на фигура в точката на пресичане на линиите на действие на две далекобойни, различно движещи се фигури с друг цвят (топ и офицер), създавайки прикритие от действието на тези фигури (примерът на диаграма 4).
- Прикритието на Плахута е жертва на фигура в точката на пресичане на линиите на действие на две далекобойни, еднакво движещи се фигури с друг цвят (топ и топ, дама и топ, дама и офицер), създавайки прикритие от  ортогоналното отклоняване на едната фигура по линията на действие на другата  (примерът на диаграма 6).
- Прикритието на Гримшоу е взаимното самоприкриване на две различни далекобойни фигури (обикновено черен топ и офицер) на едно и също поле.
- Самоприкритие – движение на фигура или пешка върху линията на действие на далекобойна фигура със същия цвят, което води до нейното прикриване.

Класическо прикритие (украсено със завличане) илюстрира Херман Матисон в етюда на диаграма 8.
|   | a | b | c | d | e | f | g | h |   |
| 8 | черен цар на черно поле a7 · бяла пешка на бяло поле e6 · бял цар на черно поле e5 · бял офицер на черно поле f4 · бяла пешка на черно поле a3 · черен топ на черно поле a1 | черен цар на черно поле a7 · бяла пешка на бяло поле e6 · бял цар на черно поле e5 · бял офицер на черно поле f4 · бяла пешка на черно поле a3 · черен топ на черно поле a1 | черен цар на черно поле a7 · бяла пешка на бяло поле e6 · бял цар на черно поле e5 · бял офицер на черно поле f4 · бяла пешка на черно поле a3 · черен топ на черно поле a1 | черен цар на черно поле a7 · бяла пешка на бяло поле e6 · бял цар на черно поле e5 · бял офицер на черно поле f4 · бяла пешка на черно поле a3 · черен топ на черно поле a1 | черен цар на черно поле a7 · бяла пешка на бяло поле e6 · бял цар на черно поле e5 · бял офицер на черно поле f4 · бяла пешка на черно поле a3 · черен топ на черно поле a1 | черен цар на черно поле a7 · бяла пешка на бяло поле e6 · бял цар на черно поле e5 · бял офицер на черно поле f4 · бяла пешка на черно поле a3 · черен топ на черно поле a1 | черен цар на черно поле a7 · бяла пешка на бяло поле e6 · бял цар на черно поле e5 · бял офицер на черно поле f4 · бяла пешка на черно поле a3 · черен топ на черно поле a1 | черен цар на черно поле a7 · бяла пешка на бяло поле e6 · бял цар на черно поле e5 · бял офицер на черно поле f4 · бяла пешка на черно поле a3 · черен топ на черно поле a1 | 8 |
| 7 | черен цар на черно поле a7 · бяла пешка на бяло поле e6 · бял цар на черно поле e5 · бял офицер на черно поле f4 · бяла пешка на черно поле a3 · черен топ на черно поле a1 | черен цар на черно поле a7 · бяла пешка на бяло поле e6 · бял цар на черно поле e5 · бял офицер на черно поле f4 · бяла пешка на черно поле a3 · черен топ на черно поле a1 | черен цар на черно поле a7 · бяла пешка на бяло поле e6 · бял цар на черно поле e5 · бял офицер на черно поле f4 · бяла пешка на черно поле a3 · черен топ на черно поле a1 | черен цар на черно поле a7 · бяла пешка на бяло поле e6 · бял цар на черно поле e5 · бял офицер на черно поле f4 · бяла пешка на черно поле a3 · черен топ на черно поле a1 | черен цар на черно поле a7 · бяла пешка на бяло поле e6 · бял цар на черно поле e5 · бял офицер на черно поле f4 · бяла пешка на черно поле a3 · черен топ на черно поле a1 | черен цар на черно поле a7 · бяла пешка на бяло поле e6 · бял цар на черно поле e5 · бял офицер на черно поле f4 · бяла пешка на черно поле a3 · черен топ на черно поле a1 | черен цар на черно поле a7 · бяла пешка на бяло поле e6 · бял цар на черно поле e5 · бял офицер на черно поле f4 · бяла пешка на черно поле a3 · черен топ на черно поле a1 | черен цар на черно поле a7 · бяла пешка на бяло поле e6 · бял цар на черно поле e5 · бял офицер на черно поле f4 · бяла пешка на черно поле a3 · черен топ на черно поле a1 | 7 |
| 6 | черен цар на черно поле a7 · бяла пешка на бяло поле e6 · бял цар на черно поле e5 · бял офицер на черно поле f4 · бяла пешка на черно поле a3 · черен топ на черно поле a1 | черен цар на черно поле a7 · бяла пешка на бяло поле e6 · бял цар на черно поле e5 · бял офицер на черно поле f4 · бяла пешка на черно поле a3 · черен топ на черно поле a1 | черен цар на черно поле a7 · бяла пешка на бяло поле e6 · бял цар на черно поле e5 · бял офицер на черно поле f4 · бяла пешка на черно поле a3 · черен топ на черно поле a1 | черен цар на черно поле a7 · бяла пешка на бяло поле e6 · бял цар на черно поле e5 · бял офицер на черно поле f4 · бяла пешка на черно поле a3 · черен топ на черно поле a1 | черен цар на черно поле a7 · бяла пешка на бяло поле e6 · бял цар на черно поле e5 · бял офицер на черно поле f4 · бяла пешка на черно поле a3 · черен топ на черно поле a1 | черен цар на черно поле a7 · бяла пешка на бяло поле e6 · бял цар на черно поле e5 · бял офицер на черно поле f4 · бяла пешка на черно поле a3 · черен топ на черно поле a1 | черен цар на черно поле a7 · бяла пешка на бяло поле e6 · бял цар на черно поле e5 · бял офицер на черно поле f4 · бяла пешка на черно поле a3 · черен топ на черно поле a1 | черен цар на черно поле a7 · бяла пешка на бяло поле e6 · бял цар на черно поле e5 · бял офицер на черно поле f4 · бяла пешка на черно поле a3 · черен топ на черно поле a1 | 6 |
| 5 | черен цар на черно поле a7 · бяла пешка на бяло поле e6 · бял цар на черно поле e5 · бял офицер на черно поле f4 · бяла пешка на черно поле a3 · черен топ на черно поле a1 | черен цар на черно поле a7 · бяла пешка на бяло поле e6 · бял цар на черно поле e5 · бял офицер на черно поле f4 · бяла пешка на черно поле a3 · черен топ на черно поле a1 | черен цар на черно поле a7 · бяла пешка на бяло поле e6 · бял цар на черно поле e5 · бял офицер на черно поле f4 · бяла пешка на черно поле a3 · черен топ на черно поле a1 | черен цар на черно поле a7 · бяла пешка на бяло поле e6 · бял цар на черно поле e5 · бял офицер на черно поле f4 · бяла пешка на черно поле a3 · черен топ на черно поле a1 | черен цар на черно поле a7 · бяла пешка на бяло поле e6 · бял цар на черно поле e5 · бял офицер на черно поле f4 · бяла пешка на черно поле a3 · черен топ на черно поле a1 | черен цар на черно поле a7 · бяла пешка на бяло поле e6 · бял цар на черно поле e5 · бял офицер на черно поле f4 · бяла пешка на черно поле a3 · черен топ на черно поле a1 | черен цар на черно поле a7 · бяла пешка на бяло поле e6 · бял цар на черно поле e5 · бял офицер на черно поле f4 · бяла пешка на черно поле a3 · черен топ на черно поле a1 | черен цар на черно поле a7 · бяла пешка на бяло поле e6 · бял цар на черно поле e5 · бял офицер на черно поле f4 · бяла пешка на черно поле a3 · черен топ на черно поле a1 | 5 |
| 4 | черен цар на черно поле a7 · бяла пешка на бяло поле e6 · бял цар на черно поле e5 · бял офицер на черно поле f4 · бяла пешка на черно поле a3 · черен топ на черно поле a1 | черен цар на черно поле a7 · бяла пешка на бяло поле e6 · бял цар на черно поле e5 · бял офицер на черно поле f4 · бяла пешка на черно поле a3 · черен топ на черно поле a1 | черен цар на черно поле a7 · бяла пешка на бяло поле e6 · бял цар на черно поле e5 · бял офицер на черно поле f4 · бяла пешка на черно поле a3 · черен топ на черно поле a1 | черен цар на черно поле a7 · бяла пешка на бяло поле e6 · бял цар на черно поле e5 · бял офицер на черно поле f4 · бяла пешка на черно поле a3 · черен топ на черно поле a1 | черен цар на черно поле a7 · бяла пешка на бяло поле e6 · бял цар на черно поле e5 · бял офицер на черно поле f4 · бяла пешка на черно поле a3 · черен топ на черно поле a1 | черен цар на черно поле a7 · бяла пешка на бяло поле e6 · бял цар на черно поле e5 · бял офицер на черно поле f4 · бяла пешка на черно поле a3 · черен топ на черно поле a1 | черен цар на черно поле a7 · бяла пешка на бяло поле e6 · бял цар на черно поле e5 · бял офицер на черно поле f4 · бяла пешка на черно поле a3 · черен топ на черно поле a1 | черен цар на черно поле a7 · бяла пешка на бяло поле e6 · бял цар на черно поле e5 · бял офицер на черно поле f4 · бяла пешка на черно поле a3 · черен топ на черно поле a1 | 4 |
| 3 | черен цар на черно поле a7 · бяла пешка на бяло поле e6 · бял цар на черно поле e5 · бял офицер на черно поле f4 · бяла пешка на черно поле a3 · черен топ на черно поле a1 | черен цар на черно поле a7 · бяла пешка на бяло поле e6 · бял цар на черно поле e5 · бял офицер на черно поле f4 · бяла пешка на черно поле a3 · черен топ на черно поле a1 | черен цар на черно поле a7 · бяла пешка на бяло поле e6 · бял цар на черно поле e5 · бял офицер на черно поле f4 · бяла пешка на черно поле a3 · черен топ на черно поле a1 | черен цар на черно поле a7 · бяла пешка на бяло поле e6 · бял цар на черно поле e5 · бял офицер на черно поле f4 · бяла пешка на черно поле a3 · черен топ на черно поле a1 | черен цар на черно поле a7 · бяла пешка на бяло поле e6 · бял цар на черно поле e5 · бял офицер на черно поле f4 · бяла пешка на черно поле a3 · черен топ на черно поле a1 | черен цар на черно поле a7 · бяла пешка на бяло поле e6 · бял цар на черно поле e5 · бял офицер на черно поле f4 · бяла пешка на черно поле a3 · черен топ на черно поле a1 | черен цар на черно поле a7 · бяла пешка на бяло поле e6 · бял цар на черно поле e5 · бял офицер на черно поле f4 · бяла пешка на черно поле a3 · черен топ на черно поле a1 | черен цар на черно поле a7 · бяла пешка на бяло поле e6 · бял цар на черно поле e5 · бял офицер на черно поле f4 · бяла пешка на черно поле a3 · черен топ на черно поле a1 | 3 |
| 2 | черен цар на черно поле a7 · бяла пешка на бяло поле e6 · бял цар на черно поле e5 · бял офицер на черно поле f4 · бяла пешка на черно поле a3 · черен топ на черно поле a1 | черен цар на черно поле a7 · бяла пешка на бяло поле e6 · бял цар на черно поле e5 · бял офицер на черно поле f4 · бяла пешка на черно поле a3 · черен топ на черно поле a1 | черен цар на черно поле a7 · бяла пешка на бяло поле e6 · бял цар на черно поле e5 · бял офицер на черно поле f4 · бяла пешка на черно поле a3 · черен топ на черно поле a1 | черен цар на черно поле a7 · бяла пешка на бяло поле e6 · бял цар на черно поле e5 · бял офицер на черно поле f4 · бяла пешка на черно поле a3 · черен топ на черно поле a1 | черен цар на черно поле a7 · бяла пешка на бяло поле e6 · бял цар на черно поле e5 · бял офицер на черно поле f4 · бяла пешка на черно поле a3 · черен топ на черно поле a1 | черен цар на черно поле a7 · бяла пешка на бяло поле e6 · бял цар на черно поле e5 · бял офицер на черно поле f4 · бяла пешка на черно поле a3 · черен топ на черно поле a1 | черен цар на черно поле a7 · бяла пешка на бяло поле e6 · бял цар на черно поле e5 · бял офицер на черно поле f4 · бяла пешка на черно поле a3 · черен топ на черно поле a1 | черен цар на черно поле a7 · бяла пешка на бяло поле e6 · бял цар на черно поле e5 · бял офицер на черно поле f4 · бяла пешка на черно поле a3 · черен топ на черно поле a1 | 2 |
| 1 | черен цар на черно поле a7 · бяла пешка на бяло поле e6 · бял цар на черно поле e5 · бял офицер на черно поле f4 · бяла пешка на черно поле a3 · черен топ на черно поле a1 | черен цар на черно поле a7 · бяла пешка на бяло поле e6 · бял цар на черно поле e5 · бял офицер на черно поле f4 · бяла пешка на черно поле a3 · черен топ на черно поле a1 | черен цар на черно поле a7 · бяла пешка на бяло поле e6 · бял цар на черно поле e5 · бял офицер на черно поле f4 · бяла пешка на черно поле a3 · черен топ на черно поле a1 | черен цар на черно поле a7 · бяла пешка на бяло поле e6 · бял цар на черно поле e5 · бял офицер на черно поле f4 · бяла пешка на черно поле a3 · черен топ на черно поле a1 | черен цар на черно поле a7 · бяла пешка на бяло поле e6 · бял цар на черно поле e5 · бял офицер на черно поле f4 · бяла пешка на черно поле a3 · черен топ на черно поле a1 | черен цар на черно поле a7 · бяла пешка на бяло поле e6 · бял цар на черно поле e5 · бял офицер на черно поле f4 · бяла пешка на черно поле a3 · черен топ на черно поле a1 | черен цар на черно поле a7 · бяла пешка на бяло поле e6 · бял цар на черно поле e5 · бял офицер на черно поле f4 · бяла пешка на черно поле a3 · черен топ на черно поле a1 | черен цар на черно поле a7 · бяла пешка на бяло поле e6 · бял цар на черно поле e5 · бял офицер на черно поле f4 · бяла пешка на черно поле a3 · черен топ на черно поле a1 | 1 |
|   | a | b | c | d | e | f | g | h |   |

Решение.

1. Оe3+ Най-близката цел на белите е да попречат на черните да дадат топа за пешката e, след което позицията става теоретично равенство. Цb7

2. e7 Т:a3

3. Оa7!! (прикрива черния топ) Тa1 Губи 3... Ц:a7 4. Цd4 и шаховете са безполезни, или 3... Тa2 4. Цf4 Тe2 5. Оe3. 

4. Цf4! Тf1+

5. Оf2!! (завличане) Т:f2+

6. Цe3 Тf1

7. Цe2(d2) 1-0